# Juventus Football Club
Pour les articles homonymes, voir JFC.
Maillots
Actualités
Le Juventus Football Club, dite la Juventus (du latin iuventūs, « jeunesse » ; prononcé : [iuˈvɛntus]), est un club de football professionnel italien fondé en 1897 à Turin, dans le Piémont, région du Nord de l'Italie. La Juventus de Turin, ou plus familièrement la Juve (prononcer : [ˈiuːve]), est surnommée la Vieille Dame (italien : Vecchia Signora) ou bien encore les Bianconeri (les Blanc et Noir). C'est une société par actions (d'où le sigle italien S.p.A.). Le club possède également une section féminine évoluant en Serie A.
Troisième club le plus ancien d'Italie derrière le Genoa GFC et l'Udinese, il a été fondé 1er novembre 1897, sous le nom de Sport Club Juventus, par un groupe de jeunes étudiants turinois en tant que club omnisports. Lié à la puissante famille industrielle Agnelli depuis 1923, le club, traditionnellement dirigé par des aristocrates et soutenu par des ouvriers, est devenu un symbole de la culture italienne, de l'italianità (italianité),, grâce à son succès et sa contribution à l'équipe d'Italie de football, ininterrompue depuis la seconde moitié des années 1920. Le club compte une base de supporters considérée comme l'une des plus importantes au monde en raison de l'origine socio-économique des sympathisants du club et de leur présence massive dans toutes les régions du pays et, à l'étranger, principalement dans les pays avec une présence significative d'immigrants italiens. Ces raisons font de la Juventus l'un des clubs de football les plus populaires au niveau mondial.
En plus d'être la plus soutenue, la Juventus est historiquement l'équipe la plus titrée d'Italie et l'une des plus titrées et reconnues au monde,. Selon l'International Federation of Football History & Statistics, un organisme reconnu par la FIFA, la Juventus est le meilleur club italien et le deuxième meilleur club européen du XXe siècle derrière le Real Madrid Club de Fútbol. En 1985, la Juventus devient la première équipe dans l'histoire du football européen à remporter les trois compétitions majeures organisées par l'Union des associations européennes de football, la Coupe des clubs champions (C1), la Coupe des coupes (C2) et la Coupe UEFA (C3),,. Après leur triomphe en Coupe intercontinentale en 1985, la Juventus est aussi devenue la première équipe dans l'histoire du football à avoir remporté toutes les compétitions officielles au niveau international,,.
Ayant connu de nombreuses enceintes durant son histoire (huit depuis 1897), la Juve évolue depuis 2011 au Juventus Stadium, nouveau stade ultra-moderne de 41 507 places dont elle est propriétaire. L'équipe première ainsi que toutes les autres catégories s'entraînent depuis la saison 2019/2020 à la Continassa, centre d'entraînement faisant partie du J-Village non loin de l'Allianz Stadium.
Le club entretient plusieurs rivalités dans la Botte, dont les plus notoires restent sans conteste le Torino, appelé Derby della Mole, ou les rencontres sont d'une grande intensité en raison de la suprématie de la ville, ainsi que l'Inter Milan, appelé Derby d'Italie (surnommé ainsi par le journaliste Gianni Brera).
L'équipe est actuellement présidée par Gianluca Ferrero depuis le 18 janvier 2023 et est entraînée par Igor Tudor depuis le 23 mars 2025.
| \| Turin \| Le club de la Juventus est basé à Turin, dans la région du Piémont (au nord-ouest de l'Italie). |
| Turin |

## Histoire du club

### Création du club (1897-1900)
À la fin du XIXe siècle, à une époque où le sport se développe d'une façon considérable dans toute l'Italie et particulièrement à Turin, on note le développement du football, arrivé de Grande-Bretagne, mais également du cyclisme, pratiqués à la patinoire du Parco del Valentino puis au Campo Piazza d'Armi (premiers terrains de la future Juventus) par des étrangers et étudiants, nombreux dans la ville. Ce sont ces étrangers, principalement des Britanniques, ainsi que quelques Italiens qui les fréquentent qui fondent les premiers clubs de football de la ville (comme le Football & Cricket Club Torino, le Nobili Torino ou l'Internazionale Torino notamment).
En 1896, un groupe de lycéens turinois du Liceo Massimo d'Azeglio dont certains rentrent d'Angleterre, pratiquent le jeu de la barre puis, plus tard, le football, au Duca di Genova, l'après-midi en dehors des cours et se réunissent autour d'un banc (existant encore aujourd'hui) sur lequel ils posent leurs affaires à l'angle du Corso Re Umberto et du Corso Vittorio Emanuele, sur lequel sera créé le futur club. Parmi cette quinzaine d'étudiants figurent les frères Eugenio et Enrico Canfari qui tiennent un magasin-atelier de vente et réparation de bicyclettes au Corso Re Umberto, 42, boutique de leur père. C'est dans cette boutique qu'ils tiennent avec leurs amis et camarades la première réunion constitutive concernant la création d'un club multisports.

Les fondateurs en 1898 avec le premier maillot du club.

C'est ainsi que le 1er novembre 1897 est fondé officiellement par les élèves du Lycée classique Massimo d'Azeglio (les plus âgés d'entre eux ont 17 ans et les plus jeunes seulement 14 ans) le « Sport Club Juventus » (au départ un club omnisports). Les treize lycéens fondateurs du Sport Club Juventus:
|  | - Gioacchino Armano - Alfredo Armano - Enrico Canfari - Eugenio Canfari |  | - Francesco Daprà - Domenico Donna - Carlo Ferrero - Luigi Forlano |  | - Luigi Gibezzi - Umberto Malvano - Enrico Piero Molinatti |  | - Umberto Savoia - Carlo Vittorio Varetti |

Le mot « Juventus » (signifiant jeunesse en latin,, en référence à la jeunesse de ses créateurs et joueurs), fait partie d'un des nombreux noms que les jeunes étudiants décident d'approuver (parmi d'autres propositions comme Iris Club, Società Sportiva Massimo d'Azeglio, Società Via Fort, Società Omnisport Auguste Taurinorum, Forza e Salute ou encore Vigor e Robur). Le club fonctionne au départ grâce à une contribution de chaque joueur, fixée au départ à une lire par mois (pour le loyer du local une fois la boutique devenue trop petite, les papiers, ballons (20 lires pièce), etc.), que beaucoup se refusent à payer, abandonnant donc le club.
Les premières couleurs que choisit le club pour jouer sont une chemise rose avec une cravate noire, ainsi qu'un pantalon de golf noir, tenue que les étudiants utilisent durant les heures d'éducation physique (les équipements sportifs réservés au football n'existant pas à l'époque). Il faut savoir qu'à l'époque, les clubs de football n'ont pas d'entraîneur officiel, et que de facto, tous les protagonistes de l'équipe sont à la fois les associés, techniciens et joueurs de l'équipe. Ce sont tout d'abord les frères Canfari qui se chargent de s'occuper de la direction et des finances du club. Eugenio, l'aîné, est le premier président du club (de 1897 à 1898) et choisit Enrico Piero Molinatti (également un des créateurs du club) comme secrétaire. Au bout d'une année, il passe la présidence à son frère cadet Enrico.

« L'âme juventina est une manière complexe de sentir, un mélange de sentiments, d'éducation, de bohême, de joie et d'affection, de foi à notre volonté d'exister et de continuellement nous améliorer. »

— Enrico Canfari
Le club ne joue au départ que quelques matchs amicaux non officiels contre des équipes locales turinoises, tout d'abord au Parco del Valentino en 1897, puis au Parco del Cittadella l'année suivante. Le club abandonne définitivement sa section omnisports pour se consacrer uniquement au football et change son nom en « Foot-Ball Club Juventus » en 1899 et s'installe ensuite au Stadio Piazza d'Armi (situé dans le quartier de Crocetta) pour ses matchs. Le premier match amical connu de l'histoire de la Juve est une victoire 2 buts à 1 contre le Football Club Torinese joué le 3 décembre 1899.

### Débuts en compétition officielle (1900-1923)
| 3e Championnat fédéral italien de football, Éliminatoires (Groupe du Piémont, 2e journée) 11 mars 1900, 15h30 - Stadio Piazza d'Armi, Turin FC Torinese - FBC Juventus 1 - 0 B. Nicola Canfari Armano C. Nicola Chiapirone Rolandi Barberis Forlano Donna Gibezzi Varetti Arbitre : Jourdain · Buteur : [minute inconnue] Colongo |

Après la fondation de la FIGC (fédération italienne) en 1898 et l'instauration du premier championnat d'Italie de football en 1898 (appelé à l'époque Campionato Federale), les Canfari décident d'inscrire leur équipe et disputent donc leur première compétition officielle lors du championnat 1900.
Le Foot-Ball Club Juventus dispute donc son premier match officiel le dimanche 11 mars 1900 contre le Football Club Torinese au Piazza d'Armi lors du groupe éliminatoire régional du championnat.
Ce n'est que lors du deuxième match officiel de leur histoire, lors de la journée suivante, que les Rosaneri (roses et noirs) enregistrent leur première victoire (0-2 à l'extérieur contre le Ginnastica Torino). Lors de ce championnat 1900, le FBC Juventus finit deuxième des éliminatoires du Piémont et atteint ensuite les demi-finales des phases finales du championnat l'année suivante. À la fin de la saison 1901, le club se voit remettre une bannière ainsi qu'une médaille de la part de la municipalité de la ville de Turin, lors d'un tournoi entre équipes piémontaises et liguriennes (Gonfalone e Medaglia del Municipio).
L'équipe turinoise change durant cette période deux fois de présidents, avec Carlo Favale (en 1901) ainsi que Giacomo Parvopassu (en 1902, année où le club remporte pour la troisième année consécutive le tournoi amical de la Coppa del Ministero della Pubblica Istruzione).
C'est durant la saison 1902 que le club décide de se doter d'un nouvel équipement et de nouvelles couleurs, le rose n'étant plus considéré comme assez viril.
Ils abandonnent donc leur traditionnelle tenue rose et jouent désormais avec une tenue à rayures blanches et noires, tenue encore d'actualité. C'est un Anglais, négociant en gros et joueur du club, du nom de John Savage, originaire de Nottingham, qui apporte les nouveaux maillots au club, identiques à ceux de l'équipe anglaise du Notts County Football Club, équipe qu'il supporte. Ce nouveau maillot ainsi que leurs nouvelles couleurs sont perçues comme un symbole de « simplicité, d'austérité, d'agressivité et surtout, de pouvoir.

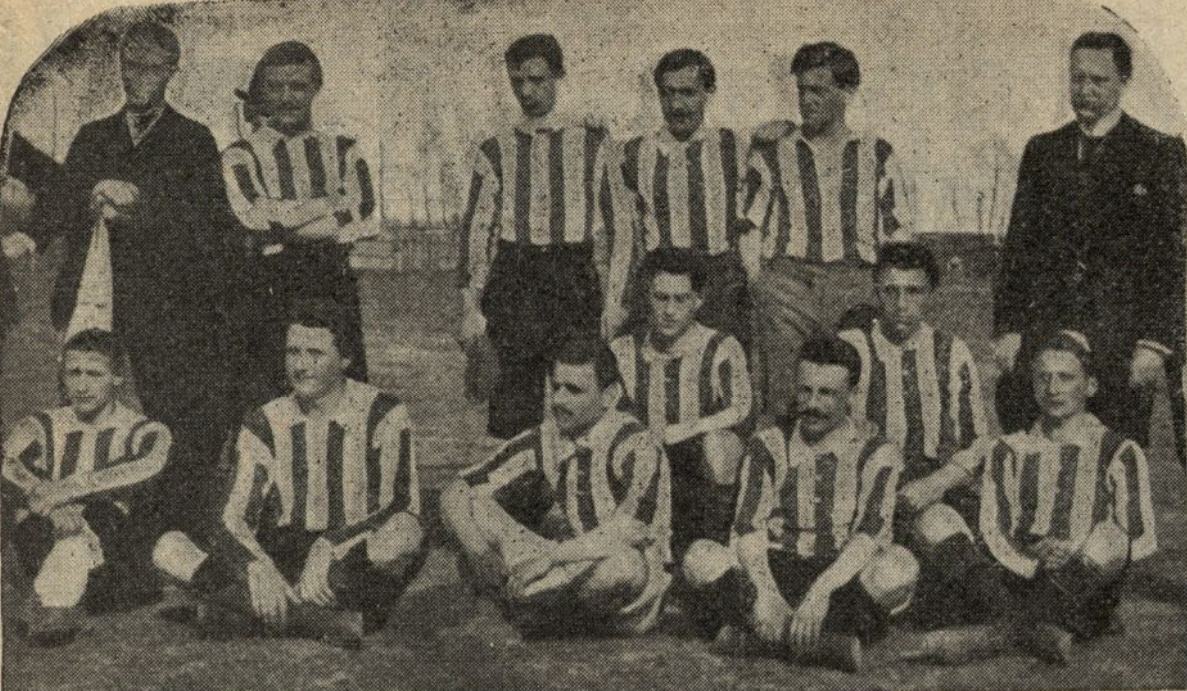
L'équipe en 1903.

Le club réalise enfin les performances attendues en arrivant deux années de suite finaliste du championnat fédéral en 1903 et 1904 (année où l'équipe abandonne le Campo Piazza d'Armi pour s'installer dans un nouveau stade, le Stadio Motovelodromo Umberto I). À la fin de la saison 1903, les bianconeri remportent la compétition amicale du Torneo di Trino Vercellese (ils battent en finale par un score de 15-0 le Forza e Costanza, une équipe de Novare), ainsi que la Coppa Città di Torino pour la deuxième année consécutive.
En 1904, la Juve participe à sa première compétition internationale amicale, et remporte la Coppa Universitaria contre le Lyon olympique universitaire.
En 1905, et ce pour la première fois de la courte histoire du club, un étranger (un Suisse du nom d'Alfred Dick) prend la présidence du club. Riche industriel travaillant dans le textile, il apporte une grande aide financière au club, et commence à faire venir de nombreux joueurs étrangers au club (surtout des Suisses et des Britanniques dont quelques-uns travaillent dans son usine).
La Juve évolue donc désormais dans une nouvelle enceinte, au Stadio Motovelodromo Umberto I depuis 1904 (et ce jusqu'en 1906), et c'est précisément lors de la saison 1905 que les bianconeri (blancs et noirs) remportent leur premier Scudetto (titre de champion d'Italie) de Prima Categoria (première division de l'époque), après seulement huit ans d'existence, tandis que sa réserve (Juventus II) remporte de son côté la Seconda Categoria (deuxième division de l'époque). Le club juventino finit son année 1905 en beauté en remportant en plus la Coppa Luigi Bozino (qu'elle remporte également l'année suivante).
Un an plus tard, à la fin de la saison 1906, le club est finaliste du championnat mais manque de disparaître. On parle alors de le transférer de Turin vers la Suisse selon les souhaits du président suisse de l'époque, Alfred Dick, et de l'appeler le Jugend Fußballverein, sans aucune consultation ni discussion avec les autres membres juventini. Alfred Dick est stoppé à temps dans ses démarches et est contraint de démissionner de son poste mais reste à Turin en fondant son propre club, le Foot-Ball Club Torino (l'intense rivalité des deux clubs pour la suprématie sur la ville de Turin existe dès cette date et le premier match entre les deux équipes) créé le 3 décembre 1906. C'est donc alors que le défenseur turinois (et l'un des créateurs du club) Carlo Vittorio Varetti prend le contrôle du club et y reste jusqu'en 1910.
Durant plusieurs années, l'après-Alfred Dick est dur à digérer pour la Juve (malgré un maigre trophée amical, la Coppa Luserna San Giovanni en 1907), diminuée financièrement et amputée de certains de ses cadres, partis rejoindre le nouveau club de leur ancien président au FCB Torino (comme les titulaires Diment, Bollinger, Mazzia ou encore Squair). C'est un peu moins d'un an plus tard, lors des éliminatoires régionales du championnat d'Italie 1907, que se tient le premier match le 13 janvier entre les deux clubs de Turin, le Foot-Ball Club Juventus et le Foot-Ball Club Torino, premier derby d'une longue série entre les deux équipes (le match entre la Juve et le Torino est appelé le Derby della Mole ou Derby de Turin).
En octobre 1907, la FIGC interdit aux joueurs étrangers de participer au championnat. Un tournoi parallèle est alors créé, le Campionato Federale F.I.F. (non officiellement reconnu), tandis que le second championnat (officiel), la Prima Categoria (appelé aussi la Coppa Romolo Buni), se tient également la même année.
À la suite de cette dissidence avec la fédération, quelques équipes décident de faire partie de ce Campionato Federale F.I.F., dont la Juventus qui remporte les championnats fédéraux de 1908 (ainsi que celui de 1909) qui sont non reconnus officiellement par la FIGC.

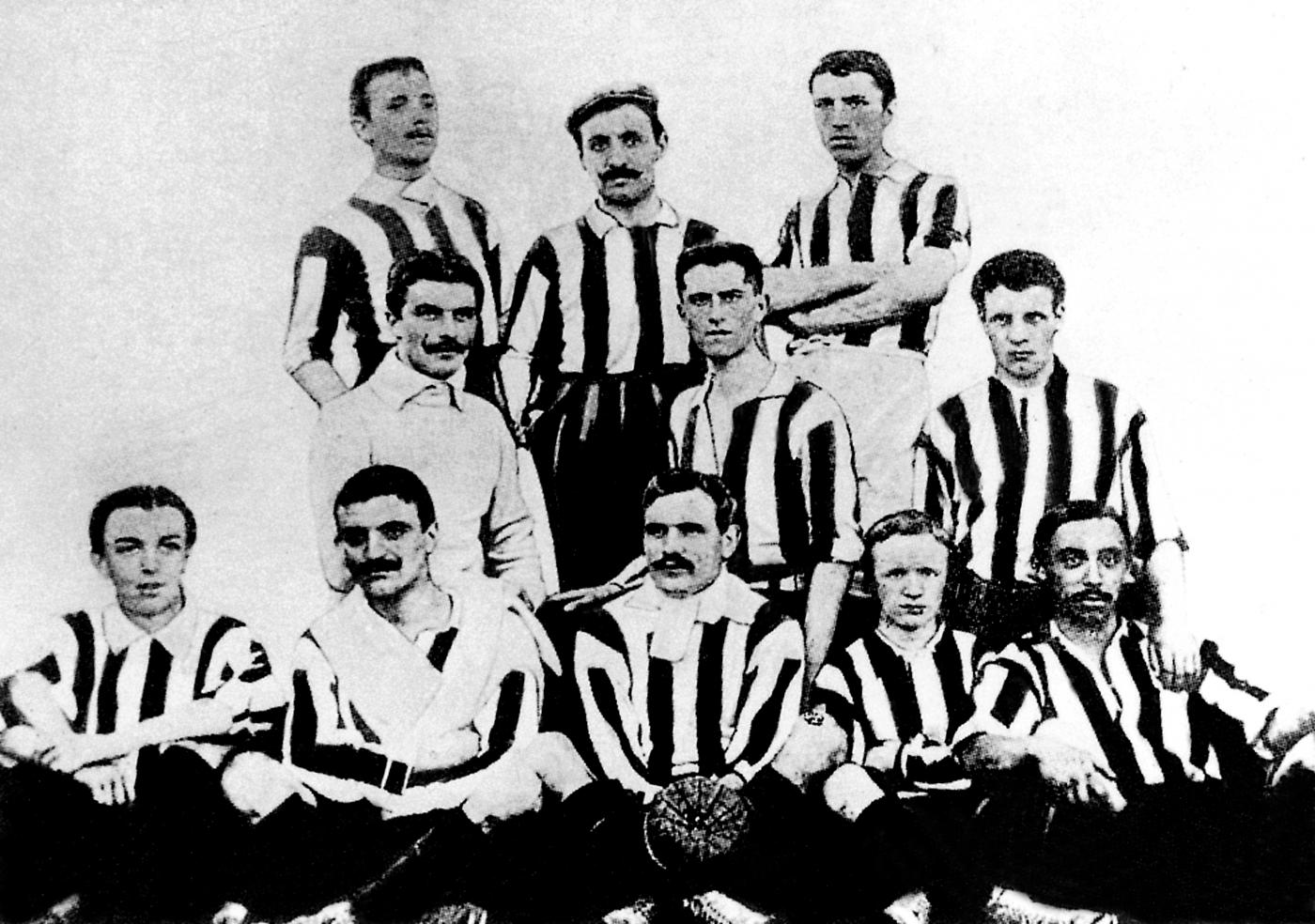
La Juventus pour la première fois champion d'Italie en 1905.

Lors du vrai championnat officiel de 1908, les Zèbres sont ensuite éliminés dès le premier tour du championnat, dans les éliminatoires régionaux.
En novembre puis en décembre 1908, le club parvient pour la première fois (après trois tentatives en 1904 puis 1905) à remporter le trophée de la Boule d'argent Henri Dapples, contre le Pro Vercelli.
Le dimanche 14 novembre 1909 a lieu pour la première fois de l'histoire un match entre les bianconeri et le nouveau club milanais du Foot-Ball Club Internazionale (actuel Inter), créé un an plus tôt en 1908. La Juventus remporte le match 2 buts à 0 (doublé d'Ernesto Borel), premier d'une longue série, et entame par la même occasion le début d'une longue rivalité entre les deux clubs nord-italiens, aujourd'hui appelé le Derby d'Italie.
Les années suivantes sont difficiles (changeant deux fois de présidents avec Attilio Ubertalli en 1911 et Giuseppe Hess en 1913), le club ne parvenant plus à s'imposer dans le paysage footballistique italien, voire régional (terminant régulièrement en fin ou au milieu de classement). Malgré une finale atteinte lors du Trophée Sir Thomas Lipton au printemps 1911, c'est d'ailleurs pendant la saison 1912 que le FBC Juventus enregistre les plus lourdes défaites de son histoire (un 8-1 à l'extérieur contre le Milan Football and Cricket Club le 14 janvier, et un 8-0 à domicile contre le FBC Torino le 16 novembre). Lors de la saison 1913, l'effectif au bord du gouffre, évite même de peu la relégation, saison lors de laquelle arrivent les frères Boglietti (Ernesto I et Romolo II), premiers joueurs non européens du club (argentins mais italiens d'origine).
Peu avant la Première Guerre mondiale, le football italien est alors largement dominé par d'autres clubs piémontais comme le Pro Vercelli Calcio ou encore l'Associazione Sportiva Casal Calcio.

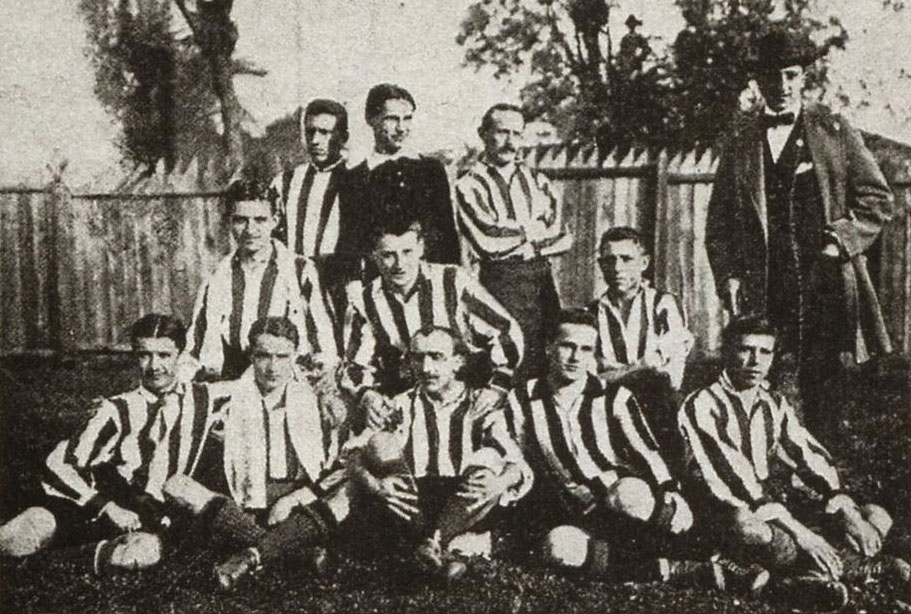
L'équipe de la saison 1913-1914.

Pendant la Première Guerre mondiale, à la suite du décret de mobilisation du gouvernement italien, la FIGC ordonne la suspension du championnat. La présidence de la Juventus est alors partagée conjointement entre Gioacchino Armano, Fernando Nizza et Sandro Zambelli pendant la guerre, où l'effectif est régulièrement remanié. Ce triumvirat (qui crée un hymne et un journal du club, dans le but de maintenir un lien avec les sympathisants de l'équipe) est appelé le comité présidentiel de guerre.
Du fait de la mobilisation sur le front italien, l'effectif juventino se retrouve amputé. En effet, lors de la première année italienne du conflit en 1915, plus de 24 protagonistes (joueurs, direction, ou autres) du club prennent les armes pour combattre l'Autriche-Hongrie sur les fronts du nord (parmi eux 6 comme simples soldats, et 18 comme officiers, sous-officiers ou autres). Désirant jouer au football, les villes italiennes et leurs clubs veulent tout de même un tournoi, et c'est ainsi que nait l'idée d'une compétition non officielle, appelée la Coppa Federale (en français la Coupe fédérale). La Juve y prend part et finit seconde. Les bianconeri cessent ensuite toute activité pendant trois ans.
Au sortir du conflit (période durant laquelle de très nombreux joueurs de la société juventina durent partir au front en tant que soldats ou gradés, et en ressortirent parfois décorés, ou parfois tués, comme l’attaquant Benigno Dalmazzo, le milieu de terrain Gino Goggio ou encore deux des fondateurs du club Luigi Forlano et Enrico Canfari, lui qui avait rédigé la première histoire du club, Storia del Foot-Ball Club Juventus di Torino, sortie en 1915, quelques mois avant sa mort), c'est Corrado Corradini qui prend les rênes du club, période durant laquelle on note une légère amélioration des résultats du club en championnat.
C'est après la guerre que l'on voit pour la première fois l'apparition de joueurs du club appelés en sélection avec l'équipe nationale d'Italie, comme notamment Umberto Caligaris, Antonio Bruna ou les gardiens de but Giovanni Giacone et Gianpiero Combi, qui deviendra un héros du club.
Pour les 25 ans du club, la Juve ne termine qu'à la 6e place du Groupe A de la Ligue Nord du championnat d'Italie de la CCI 1921-1922, compétition dissidente de la FIGC, lors de la dernière saison du club avant l'ère fasciste de Benito Mussolini, qui prit le pouvoir en Italie à l'automne 1922.

### Les débuts de l'ère Agnelli (1923-1944)
« Je suis reconnaissant d'avoir accepté comme un honneur la présidence, mais j'espère ne pas vous décevoir en vous confessant que je n'ai aucunement l'intention de juste l'accepter en tant que titre honorifique [...]. Nous devons nous efforcer de bien faire, mais en nous rappelant qu'une chose bien faite peut toujours être mieux faite. »

— Extrait du discours d'Edoardo Agnelli au moment d'être élu président de la Juventus. Turin, 24 juillet 1923.

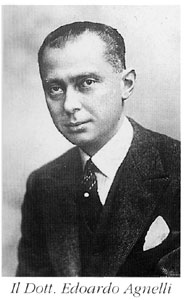
Edoardo Agnelli, propriétaire du club dès 1923, et qu'il préside jusqu'à sa mort en 1935.

Une anecdote raconte qu'à l'époque où évoluait le défenseur Antonio Bruna, il avait du mal à concilier son statut de joueur au club et d'employé dans les usines FIAT, son patron ne l'autorisant pas à aller s'entraîner
. Sandro Zambelli, un des dirigeants juventino de l'époque, serait alors allé voir directement le fondateur de l'entreprise Giovanni Agnelli. Après la réponse positive de ce dernier à laisser jouer le joueur, c'est cet événement qui donna l'idée au fils d'Agnelli Edoardo de racheter le club quelques années plus tard.
Un tournant marqua l'histoire du club pour toujours durant le début de l'entre-deux-guerres. L'industriel Edoardo Agnelli de la famille Agnelli (riche famille aristocratique piémontaise créatrice et propriétaire de la Fiat) rachète le club le 24 juillet 1923, époque du dernier président de l'avant-Agnelli Gino Olivetti. Assurant les joueurs du club d'être régulièrement payés avec en prime une automobile de la firme italienne, l'équipe voit alors plusieurs grands noms du football italien rejoindre le club piémontais (comme Virginio Rosetta, qui fut le premier joueur professionnel du club, au centre de l'Affaire Rosetta durant la saison 1923-24). Edoardo se nomme lui-même président du club, et c'est cette année-là que l'on voit apparaître pour la première fois un entraîneur professionnel (souhait d'Agnelli voulant une structure plus organisée), dont les premiers en date furent les Hongrois Jenő Károly entre 1923 et 1926 (Il signa un contrat avec le club de 2500 lires plus une semaine de congé payé, avec en bonus une prime de 10000 lires en cas de victoire du championnat) puis József Viola de 1926 à 1928.
Il fit construire un nouveau stade et aida financièrement cette nouvelle et ambitieuse Juve à remporter son deuxième Scudetto seulement 2 ans après son rachat lors de la saison 1926, en écrasant ses adversaires (20 victoires pour 5 nuls et 2 défaites) sans perdre à domicile, et avec la meilleure attaque (84 buts inscrits, surtout grâce à sa paire offensive Ferenc Hirzer– Pietro Pastore) et meilleure défense du tournoi (18 buts encaissés, et les buts bianconeri restèrent même inviolés durant 934 minutes, record du football italien pour l'époque). C'est cette victoire historique, qui lança véritablement un fort élan de popularité pour le club dans la ville de Turin et ses environs. Pour la première fois, sur la tunique bianconera est ensuite cousue l'écusson du scudetto (que les équipes championnes en titre portent sur leur maillot).
La saison suivante, le club termine troisième mais se retrouve surtout au cœur d'un des premiers grands scandales du football italien. Lors du derby della Mole du dimanche 5 juin 1927, un des dirigeants du Torino de l'époque, le docteur Nani, aurait tenté de corrompre le défenseur juventino Luigi Allemandi en lui proposant 50 000 lires pour qu'il sabote le match. Le Torino remporta le match 2-1 mais son scudetto lui fut retiré à la fin du tournoi, et Allemandi, au départ radié à vie, vit sa sentence allégée, et dut quitter le club bianconero. Il fut alors vendu à l'Inter. Cette affaire fut alors surnommée l'Affaire Allemandi. C'est également au cours de l'année 1927 que la Juve prend part à sa première coupe d'Italie, remportant son premier match contre Cento sur le score de 15-0, la plus grosse victoire du club bianconero.
Le club termine ensuite second puis troisième de son groupe lors des deux saisons suivantes, avant de finir à la troisième place du premier championnat professionnel italien à poule unique de l'histoire, la Serie A, instauré à partir de la saison 1929-1930, et remporté par l'Ambrosiana-Inter. À la suite des lois fascistes, il devenait alors de plus en plus difficile aux joueurs étrangers d'évoluer dans le championnat. La vedette hongroise bianconera Ferenc Hirzer rentra alors au pays, et c'est à cette époque que l'on vit débarquer dans la société les premiers oriundi du club, Raimundo Orsi en 1928 puis Renato Cesarini l'année suivante. Au cours de l'été 1929, les piémontais participent à leur première compétition internationale officielle, la Coupe d'Europe centrale 1929 (futur Coupe Mitropa). Pour la première confrontation européenne de l'histoire du club, la Juve rencontre en quarts-de-finale un des meilleurs clubs européens de l'époque, les tchécoslovaques du Slavia Prague, et ce furent ces derniers qui remportèrent le match 3-1 (1-0 à l'aller puis 3-0 au retour). À la fin de la saison, l'entraîneur-joueur écossais en poste depuis deux ans, Billy Aitken (ayant apporté avec lui d'Angleterre à la Juve ses techniques de préparations physiques avant-gardistes, et son système de jeu dit du WM, sorte de 3-4-3 ou de 3-2-2-3), quitte le club (il était connu pour son caractère sympathique, mais également pour ses méthodes d'entraînements très physiques et fatigantes, ce qui provoqua le mécontentement de pas mal de joueurs,).

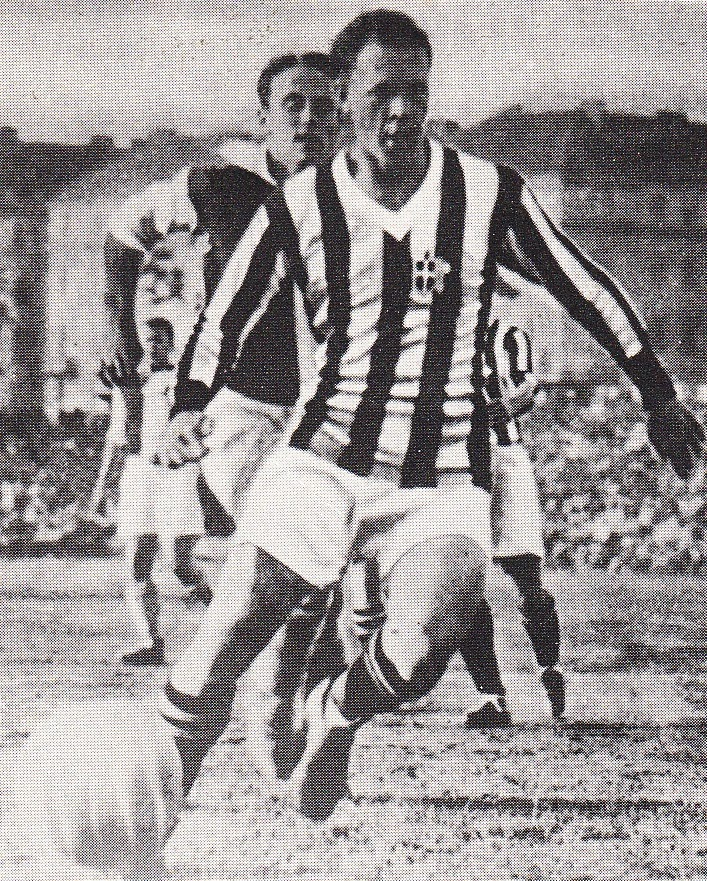
Virginio Rosetta, le premier joueur professionnel du club et le capitaine de la Juventus du Quinquennat d'Or des années 1930.

À partir de la saison 1930-31, le FBC Juventus réalise une des plus grandes performances du football italien, et sans doute une des plus belles périodes de son histoire, en remportant cinq scudetti d'affilée sur une période de 5 saisons (de 1930 à 1935), période qui sera surnommée le Quinquennio d'oro (en français le Quinquennat d'or). Premier âge d'or pour la Juve, le club enchaîne alors les victoires et les records, mais devient surtout le premier de l'histoire à remporter 5 titres consécutifs, grâce à son fameux « Style Juventus » (considéré comme un modèle de rigueur, de discipline et de stabilité, établie par Edoardo Agnelli, et symbolisé par les Trois S (Simplicité, Serieux, Sobriété), ainsi que par un important soutien des tifosi dans tout le pays). C'est grâce à une nouvelle tactique instaurée par l'entraîneur Carlo Carcano, et au renforcement de l'effectif avec les arrivées de Giovanni Ferrari, Luigi Bertolini et Giovanni Vecchina, venus compléter une équipe déjà expérimentée, que la Juventus remporte le premier scudetto de sa série en 1930-31.
Madame remporte ensuite le second titre sur les cinq en 1931-32 avec 54 points, pour 89 buts inscrits et 38 encaissés (dont 65 buts marqués à domicile, record absolu du football italien), et finit meilleure attaque du tournoi. Le 29e Derby de Turin disputé au Corso Marsiglia le 15 mai 1932 fut le premier match de football à avoir été retransmis en direct à la radio nationale de l'EIAR (commenté par le journaliste et chroniqueur Nicolò Carosio). Au cours de cette saison, la Juve remporte 10 succès de suite (record qui tiendra durant 74 ans), puis atteint pour la première fois les demi-finales de la Coupe d'Europe centrale, contre les tchécoslovaques du Slavia Prague.
La saison suivante, la Dame sort de son centre de formation Felice Borel, alors âgé de 18 ans, qui deviendra par la suite un des meilleurs joueurs de l'histoire du club. À la suite d'une phase retour mémorable (13 victoires en 17 rencontres), la Juve est couronnée pour la troisième fois consécutive championne d'Italie, avec notamment ses 16 victoires à domicile sur 17 matchs (plus un match nul), record du football italien.
En 1933-34, les bianconeri emménagent dans une nouvelle enceinte moderne, le Stadio Benito Mussolini. Le triple champion national remporte son quatrième trophée de suite, grâce à Borel, qui termine pour la seconde fois d'affilée meilleur buteur du tournoi avec 31 réalisations.
Lors de la dernière saison de ce quinquennat, c'est le milieu gauche Carlo Bigatto et Benè Gola qui prennent le relais de Carcano sur le banc à la mi-saison (officiellement licencié du club pour « motifs personnels », mais en réalité, selon certaines sources pour des rumeurs sur sa présumée homosexualité devenues trop insistantes pour être tolérée dans une Italie encore traditionnelle sous l'égide d'un régime fasciste prônant la virilité), dans un effectif d'expérience, mais qui sort tout de même des jeunes formés au club, Guglielmo Gabetto et Pietro Rava, ajoutés à l'achat du jeune prometteur Alfredo Foni. Les bianconeri remportent leur 5e scudetto consécutif (nouveau record qui ne sera égalé qu'au bout de 75 ans) lors de la dernière journée grâce à un but de Giovanni Ferrari à quelques minutes de l'issue du match contre la Fiorentina (score final de 1 but à 0 à Florence le 2 juin 1935). La Juventus termine ce championnat 1934-1935 avec 22 encaissés, devenant la meilleure défense du championnat pour la seconde fois en trois ans. Durant cette saison, le club atteignit également pour la quatrième fois de suite les demi-finale de la Coupe d'Europe centrale.

« Le lien entre la famille Agnelli et la Juventus, joints par cinq scudetti au début des années trente, ont posé les bases de ce qui sera le football italien dans la seconde moitié du dernier siècle. Il fera simplement de l'équipe bianconera la fiancée d'Italie, la reine indiscutée de notre football, aimée par des millions de tifosi du nord au sud de la péninsule [...]. »

— Guido Luguori et Antonio Smargiasse, Calcio e Neocalcio: Geopolitica e prospettive del football in Italia, 2003
Ce fut à partir de cette période que l'équipe, désormais la plus soutenue de la péninsule, commença à être surnommée la Vecchia Signora (la Vieille Dame).
Le décès brutal du président Edoardo Agnelli d'un accident d'hydravion à Gênes en 1935, coïncide ensuite avec la fin de cette période dorée. S'ensuivit alors un exode de plusieurs de ses meilleurs joueurs.

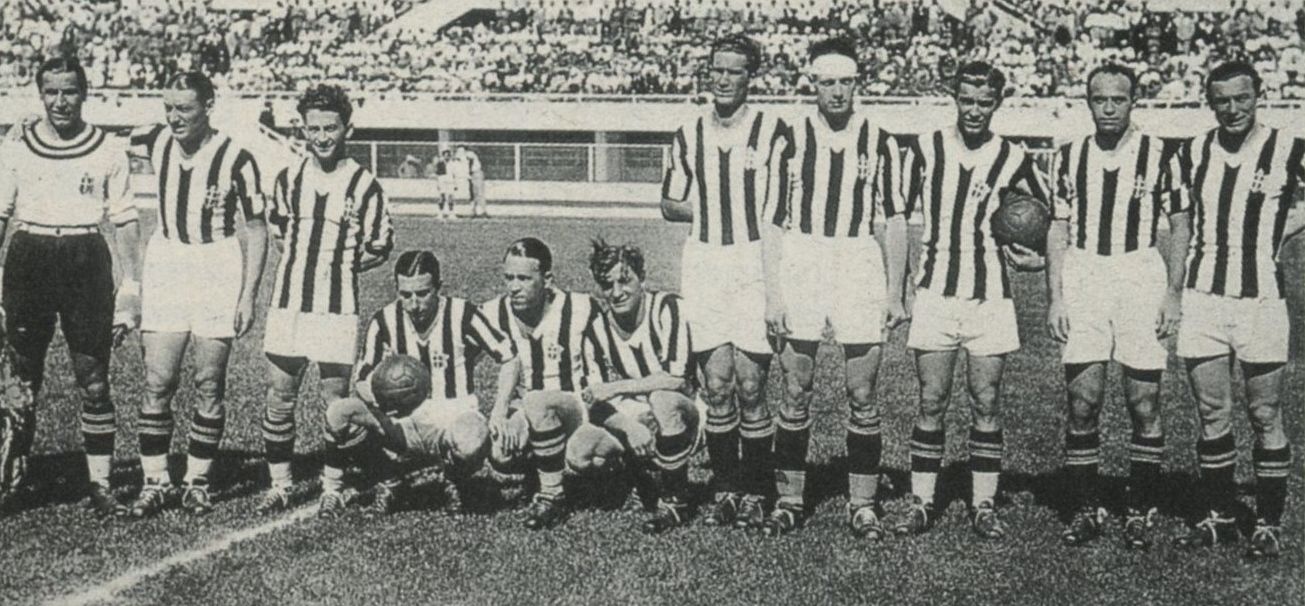
Les zebre champions d'Italie de la saison 1933-1934: le quatrième scudetto du Quinquennio d'oro du club.

En pleine période de Nazio-Juve (surnom donné aux bianconeri champions du monde en 1934 avec l'équipe d'Italie), les résultats du club se mettent ensuite lentement à chuter, perdant par exemple 1-3 à domicile contre la Roma le 29 mars 1936, qui fait chuter la forteresse imprenable turinoise du Stadio Mussolini (première défaite à domicile depuis plus de quatre ans).
Lors de la saison 1936-1937, le club change pour la seconde fois de son histoire son nom, en passant de Foot-Ball Club Juventus à la simple Juventus (retrait du Foot-Ball Club qui faisait « trop anglais » pour le régime fasciste, gardant seulement l'appellation latine à la suite de l'italianisation voulue de la société, donc des noms communs).
La saison suivante, le club termine second de Serie A mais remporte au mois de mai 1938 la première Coppa Italia de son histoire, en battant son vieil ennemi du Torino en finale (1-3 puis 2-1). À la suite de cette coupe d'Italie, le club termine ensuite pour sa première saison de Seconde Guerre mondiale à la 3e place du championnat, également la première saison du jeune du centre de formation Carlo Parola, future légende du club.
Le 19 octobre 1940, l'ancien joueur bianconero et désormais entraîneur du club Umberto Caligaris décède subitement à l'âge de 39 ans lors d'un match de vétérants (il est le second entraîneur de la Juve à mourir en cours de saison après Jenő Károly). Le lendemain, Federico Munerati (également ancien joueur du club) prend le relais par intérim jusqu'à la fin de la saison (le jour même se joue une rencontre de la 3e journée avec à la clé une victoire 2-0 contre le Genova 1893).
Pour la saison 1941-1942, la Vieille Dame emmenée par son entraîneur-joueur Giovanni Ferrari et dotée d'un effectif talentueux comme Vittorio Sentimenti III, Ugo Locatelli, l'albanais Riza Lushta (premier joueur des Balkans à évoluer au club) ou encore Raúl Banfi (premier uruguayen du club), gagne sa seconde Coupe d'Italie contre le Milan en finale (Ferrari devenant le seul et unique à remporter un trophée à la ‘’'Juve’’' en tant qu’entraîneur-joueur).

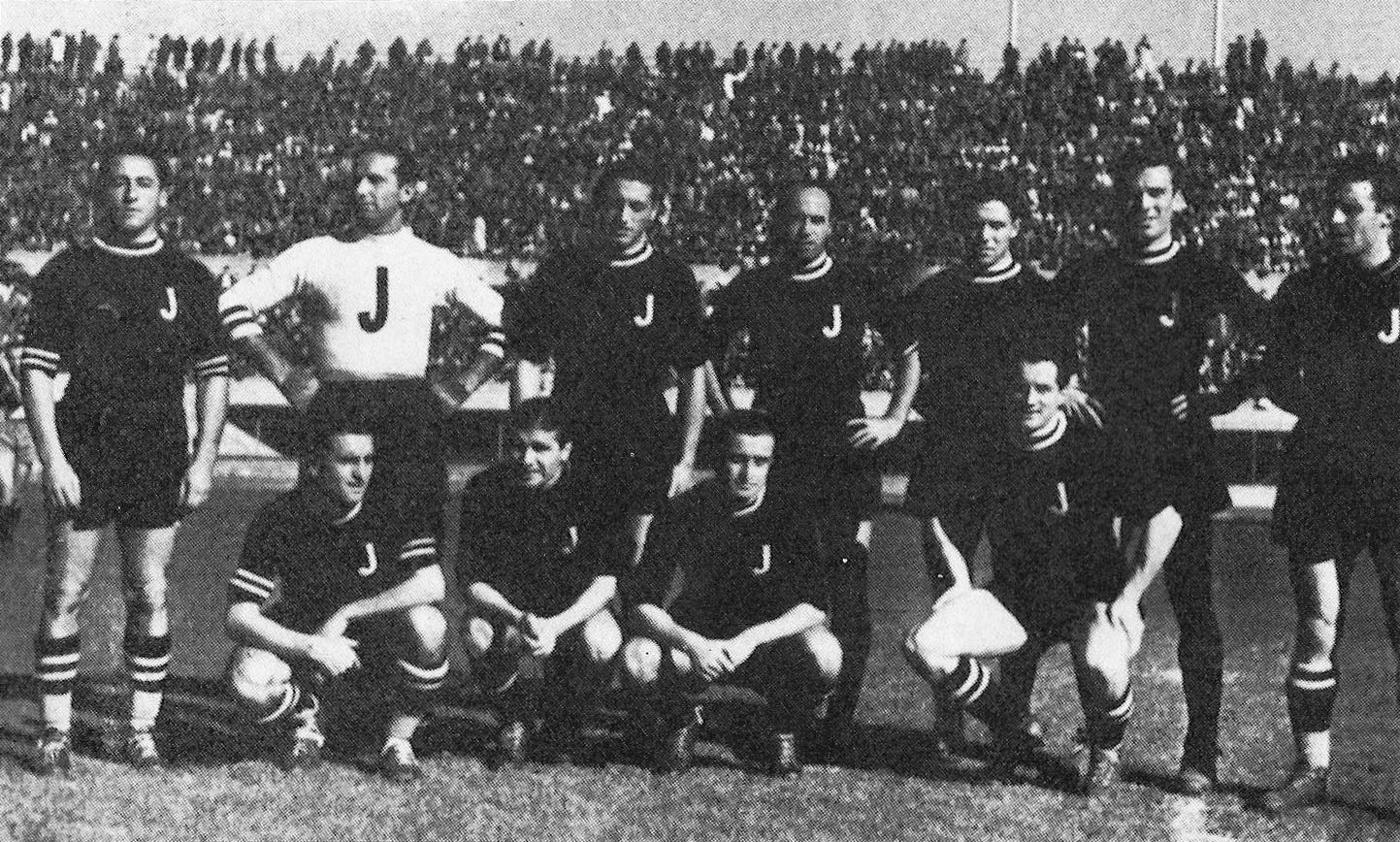
La Juve de la saison 1941-1942, vainqueur de sa deuxième Coupe d'Italie, avec un maillot extérieur noir.

La saison suivante, Felice Borel devient le 6e entraîneur du club en 7 ans au cours d'une saison mouvementée. En effet, à la suite des conséquences de la guerre dans laquelle l'Italie fasciste était impliquée, la ville de Turin est fortement bombardée par les Alliés durant l'hiver 1942 (la ville étant devenue une cible à cause de sa production industrielle, comme la Fiat, qui produisait des automobiles, chars et avions pour l'effort de guerre de l'Axe). La Juventus, pour pouvoir continuer à s'entraîner en sécurité, fut alors transférée à Alba, ville du sud du Piémont dans la province de Coni (dans la propriété de la famille vinicole Bonardi de la Villa Sorano), et ce jusqu'à la fin du printemps 1943. Dans cette ville, la Juventus change alors de nom, la société bianconera se faisant désormais appeler la Juventus-Cisitalia, référence à la marque d'automobile Cisitalia créée par le pilote automobile et président du club depuis 1941 Piero Dusio,.
Pour la dernière saison de guerre de la Juventus-Cisitalia, le club arrive en demi-finale du championnat de guerre, avant que la société n'arrête ensuite toute activité pendant un an, durant la guerre civile italienne.

### L'après-guerre et le renouveau (1945-1971)
À la fin de la Seconde Guerre mondiale, la société rechange à nouveau de patronyme pour adopter en 1945 le nom de Juventus Football Club, toujours utilisé actuellement, son stade changeant quant à lui également son nom, délaissant l'appellation de Stadio Benito Mussolini pour le désormais Stadio Communale.
Avec un effectif composé de quelques grands joueurs comme Silvio Piola, Giovanni Varglien, Teobaldo Depetrini, Giovanni Viola ou encore les frères Sentimenti (III et IV), les piémontais réussissent, pour leur retour à la compétition, à terminer deux saisons d'affilée vice-champions d'Italie (saisons 1945-1946 et 1946-1947, cette dernière saison ayant vu les débuts prometteurs d'Ermes Muccinelli mais surtout du jeune formé au club Giampiero Boniperti, un des plus grands joueurs de l'histoire de la Juve).
Lors de la saison suivante, en 1947-1948, c'est le jeune Gianni Agnelli dit « l’Avvocato » (fils d'Edoardo, également supporter et propriétaire du club), qui reprend la tête de la Juventus en tant que président pour le cinquantenaire de l'équipe.
Un an plus tard débarquent dans l'effectif les premiers joueurs scandinaves du club, avec les danois Johannes Pløger et surtout John Hansen (future légende bianconera). C'est lors de la saison 1949-1950, avec l'anglais Jesse Carver sur le banc et son jeu orienté vers l'offensif, que la Vieille Dame remporte à nouveau un titre de champion d'Italie, son 8e scudetto (15 ans après son dernier titre de champion acquis lors du Quinquennat d'or). En outre, dans le cadre des retransmissions expérimentales de la RAI (qui émettront officiellement le 3 janvier 1954), la rencontre de Serie A de la saison 1949-50 Juventus FC — AC Milan du 5 février 1950 fut l'objet du premier direct télévisé national (commenté par Carlo Balilla Bacarelli).

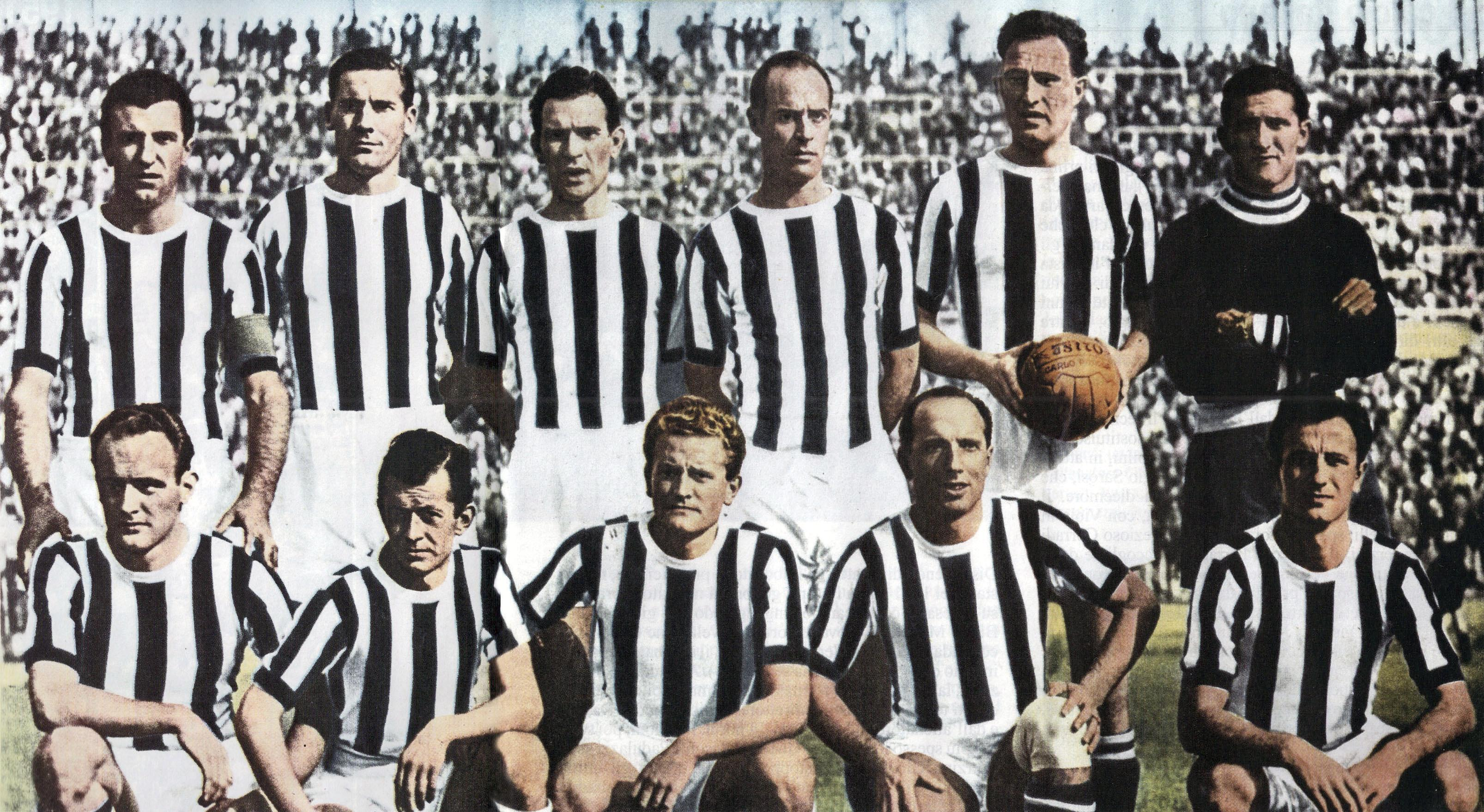
L'équipe juventina champions d'Italie de la saison 1951-1952.

Après une 3e place la saison suivante où le club arrive en finale de la Copa Rio (Premier monde Championnat du Club) et, où il remporte en championnat la plus grosse victoire à l'extérieur de son histoire (un 0-7 lors du premier match de la saison contre Pro Patria), la Juve gagne un nouveau titre de champion national en 1951-1952 pour la 50e édition du championnat, puis atteint le podium lors de sa première participation à la Coupe Latine, le tout sous la direction du hongrois György Sárosi
La Vecchia Signora continue ensuite à rester sur le podium en terminant pour les deux saisons suivantes à la place de vice-championne d'Italie, toujours aidée par son armada offensive danoise (John et Karl Aage Hansen ainsi que Karl Aage Præst).
Les années suivantes furent pourtant difficiles pour la Juventus, avec tout d'abord un changement de président survenu lors de la saison 1954-1955, où un triumvirat Craveri-Cravetto-Giustiniani (le premier depuis la saison 1915-1916) prend le relais de l’Avvocato Agnelli (qui ne peut plus assumer la présidence de la société et à la fois ses autres activités professionnelles), pour une saison avec comme résultat final une décevante 7e place.
La saison suivante, le frère cadet de Gianni, Umberto Agnelli, reprend la tête du club et devient le plus jeune président de l'histoire de la Juventus (seulement 21 ans). Cette saison (qui vit les débuts prometteurs de Gino Stacchini), avec un record de 17 matchs nuls, fit terminer le club entraîné par Sandro Puppo à la 12e place du classement (la pire de son histoire en championnat à phase unique), le club continuant même sur sa série noire lors de la saison d'après (9e place). Puppo avait pourtant mis en place une nouvelle approche tactique en renouvelant et rajeunissant l'effectif, son équipe se faisant alors surnommée la Juve dei puppanti,. Il donna les clé du jeu à de très jeunes joueurs titularisés et tous formés par le club comme Piero Aggradi, Flavio Emoli, Enzo Robotti ainsi que Giuseppe Vavassori, mais sa politique fut un échec et ne porta pas ses fruits en deux saisons passées au club.

« Ici il faut toujours lutter et quand tout semble perdu, y croire encore, la Juve ne se rend jamais. »

— Omar Sívori
Umberto Agnelli décide alors de réagir et de redresser sa Juve en crise, et, lors de la saison 1957-1958, investit sérieusement dans le secteur offensif.
Le yougoslave Ljubiša Broćić débarque sur le banc (avec un système de jeu très défensif en 5-3-2 basé sur des contre-attaques), secondé car ne parlant pas l'italien par l'ex-milieu bianconero Teobaldo Depetrini. Un nouvel attaquant argentin en provenance de River Plate, est alors acquis, avec l'arrivée de l'oriundo Omar Sívori acheté pour une somme à l'époque record de 160 000 lires. Le deuxième gros transfert est ensuite fait avec l'arrivée de l'attaquant gallois John Charles, acheté 65 000 £ à Leeds United.
Cette nouvelle paire offensive, ajoutée à l'expérience du capitaine juventino Giampiero Boniperti (repositionné par Broćić dans un nouveau rôle de milieu offensif, pour lui permettre de mettre pleinement à profit sa vision du jeu et ses qualités techniques), formèrent dès lors un des plus célèbres et efficaces trios offensifs de l'histoire du football, appelé le « Trio magique » (en italien : Trio Magico), également appelé le Trio Boniperti-Charles-Sívori.
Le trio s'illustre dès sa première saison et, aidé d'un effectif composé entre autres de Carlo Mattrel, Gino Stacchini, Rino Ferrario ou encore de l'espoir prometteur Bruno Nicolè, remporte après des années sans titres le scudetto de saison 1957-1958 à 8 points de la Fiorentina, le 10e du club (« scudetto de la première étoile, »), synonyme d'une étoile à coudre sur le maillot bianconero (la Vieille Dame fut la première équipe au monde à arborer une étoile sur son maillot, synonyme d'un certain nombre de victoires).
La Coppa Italia fait également son retour cette saison après 15 ans d'abandon, et voit les bianconeri finirent à la 4e place après une défaite aux tirs au but contre Bologne lors du match pour la 3e place.
Cette saison est également une réussite pour John Charles, affectueusement surnommé le « Bon Géant » (en italien : Il Gigante Buono, pour ses nombreux gestes de fair-play), qui termine capocannoniere du championnat avec 28 buts (5e joueur juventino à réaliser cette performance), est élu joueur de l'année en Italie, et qui termine à la 6e place avec 4 votes du classement final du Ballon d'or 1957 (également le premier joueur juventino de l'histoire à figurer dans le classement final du Ballon d'or).

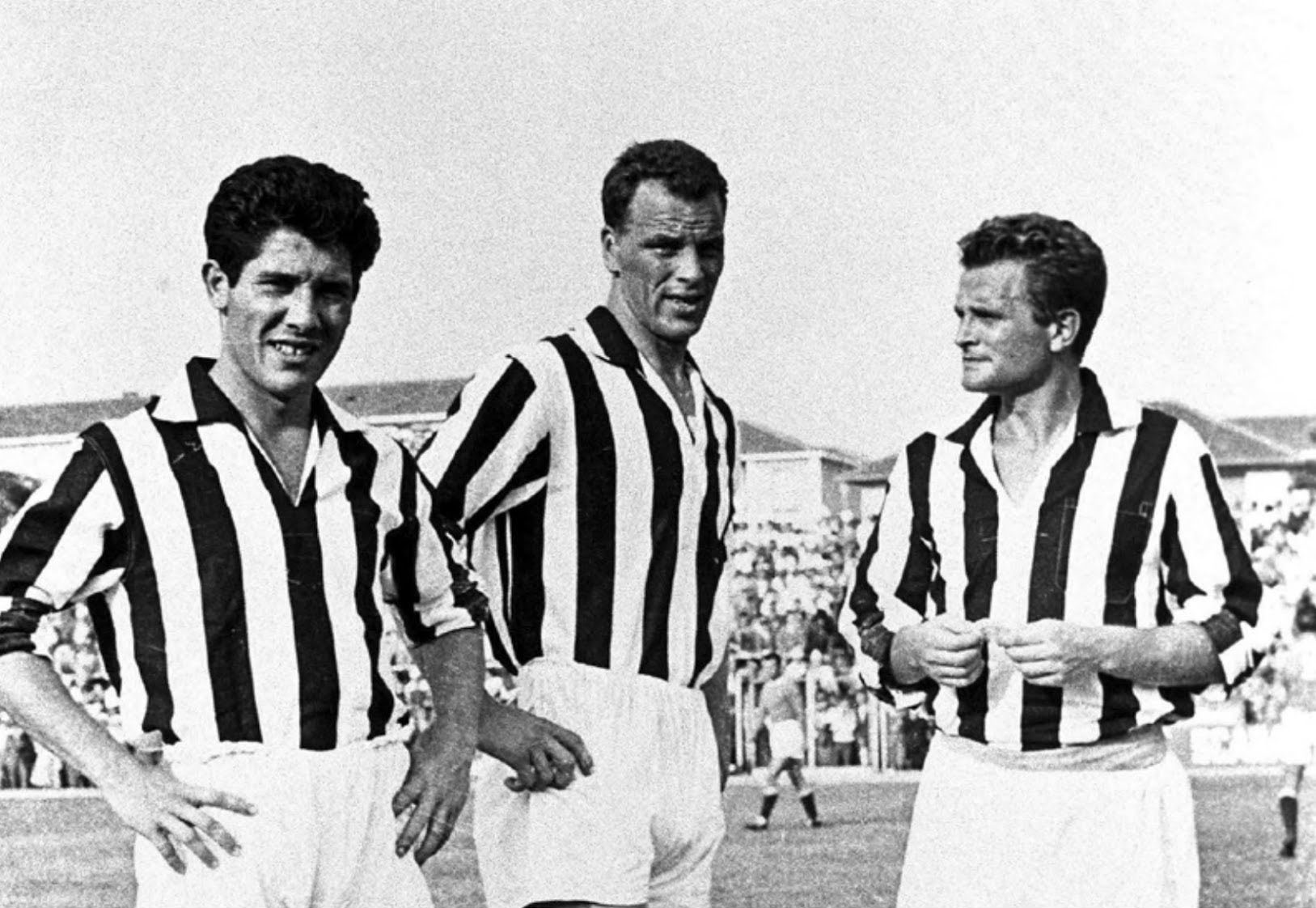
Sívori, Charles et Boniperti, acteurs du Trio magique de la fin des Années 1950.

La saison suivante, l'effectif termine à la 4e place de la Serie A 1958-1959, mais participe pour la première fois à la C1 (Coupe des clubs champions européens 1958-1959), voyant la Juventus être éliminée dès les 16e-de-finale par le Wiener Sport-Club (À la suite de ce revers, combiné à un autre à la dernière minute de la rencontre en championnat, un 5-4 à domicile contre le Milan, le tout sur un fond de mésentente avec Omar Sívori, le serbe Ljubiša Broćić fut limogé puis remplacé par son assistant Teobaldo Depetrini,). Le Ballon d'or 1958 voit lui pour la première fois de l'histoire du club plusieurs joueurs bianconeri finir dans le classement final, John Charles (qui figure au classement pour la seconde année consécutive) terminant à la 4e place, Bruno Nicolè et Giampiero Boniperti finissant eux respectivement aux 19e et 25e place. C'est au cours de cette saison que le Trio magique termine l'année avec un second titre en deux ans, la Coupe d'Italie en battant l'Inter 4-1 en finale (la Juve devenant par la même occasion l'équipe la plus titrée du pays en coupe, dépassant avec ses 3 coupes d'Italie les deux coupes du Torino).
Dans une nouvelle période de gloire, les turinois, après deux victoires de suite en Coupe de l'Amitié, et cette fois ci entraînés par Renato Cesarini (ancien grand joueur juventino), entament cette saison 1959-1960 avec succès. John Charles finit 3e au Ballon d'or 1959 avec 24 points, et Omar Sívori termine avec ses 28 buts meilleur buteur du championnat, que la Juventus remporte avec succès à nouveau devant la Fiorentina. En plus de cette Serie A, la Juventus devient le second club de l'histoire du calcio (après le Torino en 1942-1943) à réaliser le doublé Coupe-Championnat en une saison, (devenant également le premier club italien à remporter la Coupe d'Italie deux saisons de suite).
En 1960-1961, le club du Piémont, toujours aidé de son trio offensif très prolifique, fait son retour en C1 (à nouveau éliminé en 16e-de-finale cette fois-ci par le CDNA Sofia), voit deux de ses joueurs figurer dans le classement du Ballon d'or 1960 (7e place avec 5 votes pour John Charles, dans le classement depuis maintenant quatre ans d'affilée, et 9e place avec 3 votes pour Omar Sívori), et remporte à nouveau le scudetto (remportant deux fois de suite le championnat pour la première fois depuis la saison 1931-1932).
Ce fut au terme de cette saison que le capitaine Giampiero Boniperti, dit Marisa, choisit de prendre sa retraite à l'âge de 33 ans (donnant son brassard à Omar Sívori), jouant son dernier match lors d'une victoire historique 9-1 sur son rival lombard de l'Inter le 10 juin 1961 (plus grosse victoire bianconera de l'histoire sur l'Inter), avec un sextuplé de Sívori. Le départ de Boniperti (auteur de 181 buts toutes compétitions confondues sous les couleurs de la Juve, qui resta le meilleur buteur de l'équipe pendant 45 ans) marqua donc la fin du Trio magique, l'un des plus célèbres trios d'attaquants de tous les temps.

« Dans cette équipe, il y avait la puissance galloise de John, la fantaisie argentine de Sívori et la sagesse tactique italienne de Boniperti. »

— Mario Gherarducci, Corriere della Sera, 23 décembre 2001.
La saison suivante, malgré des performances nationales médiocres, les juventini parviennent tout de même jusqu'en quarts-de-finale de la Coupe des clubs champions, parvenant à faire chuter le grand Real Madrid de Di Stéfano et Puskás chez lui à Santiago Bernabéu devant plus de 100 000 spectateurs (la Juve étant le premier club de l'histoire à battre le Real à domicile en C1). C'est également au cours de cette saison que la consécration individuelle arrive enfin, Omar Sívori devenant le premier joueur de l'histoire du club à recevoir le Ballon d'or,, le 12 décembre 1961.
Vice-championne national en 1962-1963 et vainqueur de la Coupe des Alpes 1963 grâce aux méthodes innovantes de l'entraîneur brésilien Paulo Amaral et son 4-2-4 (premier non européen de l'histoire sur le banc du club) et à son nouveau maître à jouer en la personne de l'espagnol Luis del Sol (premier juventino à remporter l'Euro sous les couleurs du club, en 1964 avec l'Espagne), la Madama, désormais présidée par Vittore Catella, commence une série de quelques saisons sans succès.

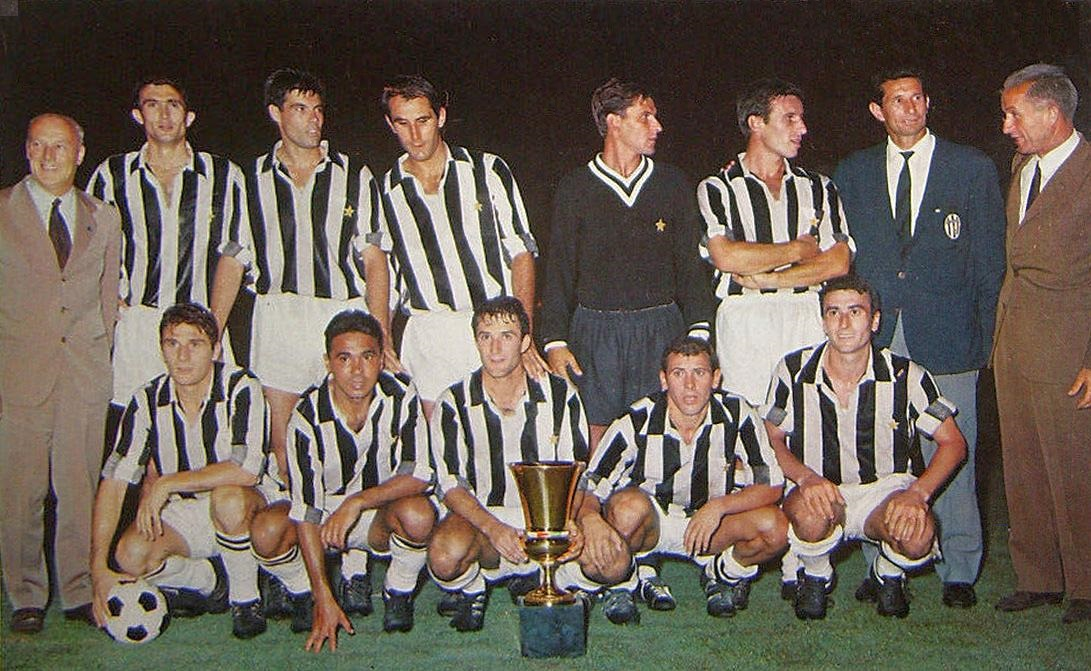
La Juventus du movimiento de la saison 1964-1965 posant avec le trophée de sa cinquième Coupe d'Italie.

Ce n'est que lors de la saison 1964-1965 que l'effectif, mené sur le banc par l'inflexible et caractériel paraguayen Heriberto Herrera (surnommé HH2 et réputé pour son système tactique très physique, athlétique et toujours en mouvement, le movimiento, sorte de précurseur du « football total »), remporte à nouveau un titre avec une coupe d'Italie. Cette saison (au cours de laquelle pour la 8e année consécutive finit au moins un joueur de la Juve au classement du Ballon d'or), la dernière d'Omar Sívori (qui à la suite de trop nombreux changements et concessions sur le terrain ainsi qu'à l'entraînement, quitte le club à cause de ses nombreuses mésententes avec Herrera, habitué lui aux conflits avec ses joueurs car peu apprécié de ces derniers), voit ensuite les bianconeri pour la première fois être finalistes de la Coupe des villes de foires (ancêtre de la C3), première finale continentale d'une compétition majeure. La Fidanzata d'Italia d'Herrera porte donc tout de suite ses fruits, avec des entraînements très durs et parfois exténuants, mais sur un fond qualifié par HH2 de « humble et travailleur, mais solide et compacte », et, après une saison 1965-1966 en demi-teinte (malgré une participation pour la première fois de son histoire à la C2, la Coupe des coupes), remporte enfin un nouveau scudetto en 1966-1967, le premier depuis la fin de l'ère Trio magique. Ce titre marque une page de l'histoire de l'équipe, dès lors surnommée la « Juve Operaia », (la Juve travailleuse en français).
C'est donc à partir de cette année 1967 que se forgea la désormais célèbre et intense rivalité entre le club piémontais et les lombards de l'Inter dans un match appelé le derby d'Italia (les deux régions du nord se partageant à l'époque la suprématie sur le calcio).
En juin 1968, trois juventini prennent part à l'Euro avec la Squadra Azzurra (qui elle y participe pour la première fois et le remporte), Giancarlo Bercellino, Ernesto Castano, et Sandro Salvadore (qui deviennent finalement les premiers joueurs italiens à remporter le Championnat d'Europe de football, appelé à l'époque la Coupe d'Europe des nations).
Après une nouvelle troisième place, les zèbres continuent ensuite avec une saison 1968-1969 décevante quant aux de résultats malgré l'arrivée dans l'effectif de deux grands joueurs, le milieu offensif allemand Helmut Haller et l'attaquant sicilien Pietro Anastasi.
La saison suivante sonne comme celle de la révolution pour la Juventus qui termine finalement sur le podium, remplaçant tout d'abord HH2 (et son système à bout de souffle du movimiento ne portant plus ses fruits) par l'argentin Luis Carniglia (lui-même remplacé durant la saison par Ercole Rabitti), avant d'accueillir en son sein de futurs grands joueurs bianconeri comme les défenseurs Francesco Morini et Antonello Cuccureddu (acheté pour la somme de 400 millions de lires), mais surtout l'un des plus grands milieux défensifs de l'histoire, Giuseppe Furino.
Le club commence ensuite sa saison 1970-1971 cette fois menée par le jeune entraîneur Armando Picchi (qui décèdera d'une maladie durant la saison, remplacé alors par le tchécoslovaque Čestmír Vycpálek, alors entraîneur des jeunes de la Juve) avec deux nouveaux futurs grands joueurs de la Goeba, le milieu Franco Causio et l'attaquant turinois pur jus formé au club Roberto Bettega, lors d'une saison au cours de laquelle les piémontais arrivent 4e de Serie A mais pour la seconde fois de leur histoire finalistes en Coupe des villes de foires (perdue contre les Anglais de Leeds), compétition lors de laquelle ils se payèrent même le luxe d'écraser en 32e-de-finale le club de l'US Rumelange par 11-0 (avec un 7-0 à l'aller et un 4-0 au retour).
Ce retour en force dans le football Italien consolida alors la popularité du club et de ses joueurs clés dans le paysage footballistique italien dès le début des années 1970.

### La Juve à la conquête de l'Europe et du monde (1971-1975)
« À la Juventus, gagner n'est pas important. C'est l'unique chose qui compte. »

— Giampiero Boniperti

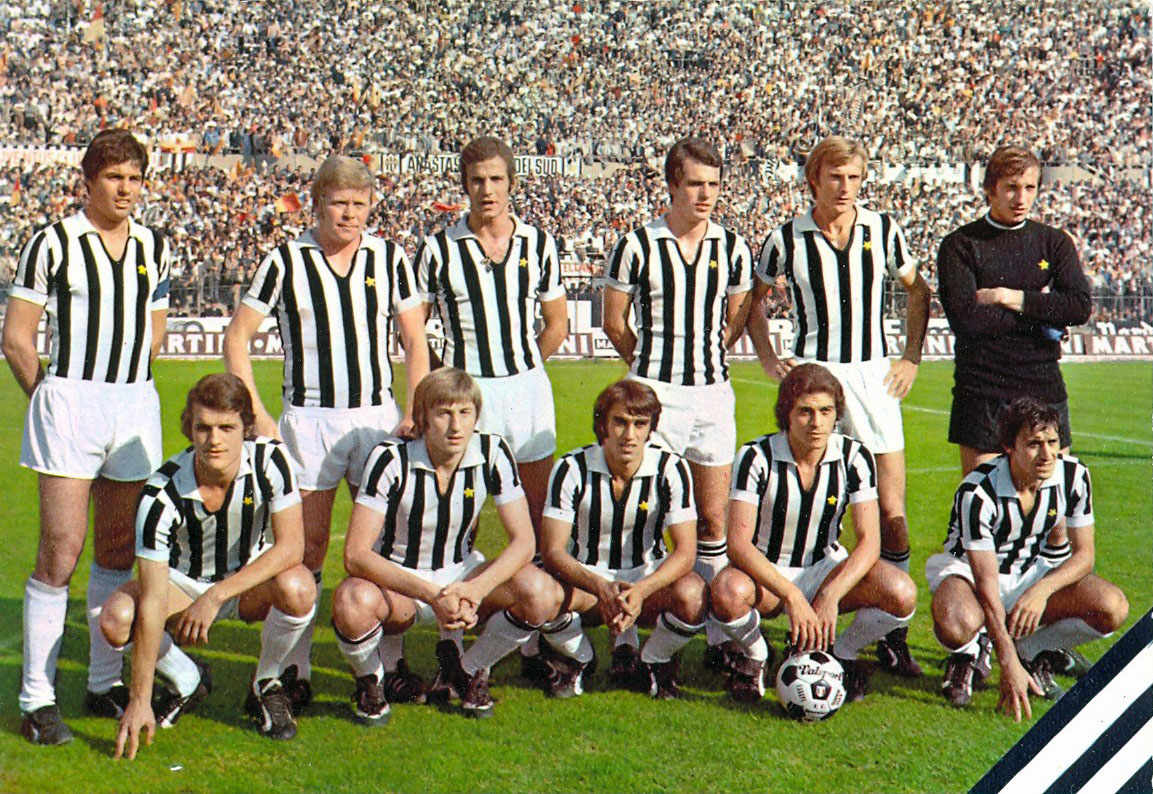
Les bianconeri champions d'Italie de la saison 1971-1972, le premier triomphe du Ciclo Leggendario (1972-1986).

Le 13 juillet 1971 a lieu un évènement qui va changer l'histoire du club, avec l'arrivée au poste de président de l'ancienne gloire bianconera Giampiero Boniperti (jusqu'alors superviseur technique au club). Recruté pour son sérieux, son efficacité et sa passion, Boniperti, adepte du « Style Juventus » (réunissant la discretion, le labeur et l'humilité), s'investit dès lors grandement dans le club de son cœur, inscrivant la Juve dans un nouveau cycle victorieux (durant sa présidence, il n'hésitait pas à diminuer le salaire des joueurs s'ils ne remportaient pas à la fin de la saison le scudetto).
Le travail de Boniperti porte tout de suite ses fruits puisque les bianconeri, après un quarts-de-finale lors de la toute nouvelle Coupe UEFA, terminent champions d'Italie de la Serie A 1971-1972, pour un nouveau trophée en vitrine attendu à Turin depuis cinq ans.
La saison suivante reste également très aboutie puisque la Juve (qui achète l'oriundo José Altafini ainsi que l'un des plus grands gardiens de l'histoire du calcio, Dino Zoff), pour ses 75 ans et en plus d'être parvenue jusqu'en finale de la coupe, remporte sur le fil lors des dernières minutes du match de l'ultime journée son second scudetto de suite à un point du Milan (ce qui n'était plus arrivé depuis la saison 1960-1961) avec un but de Cuccureddu à la 87e minute contre la Roma (score final 2-1).
Mais le principal fait marquant de cette saison reste sans conteste la première qualification de l'histoire pour une finale de C1. Le 30 mai 1973 a donc lieu à Belgrade la finale de la Coupe des clubs champions 1972-1973 contre la machine de l'Ajax et son « football total », une des plus talentueuses formations de l'histoire du football comptant parmi ses rangs quelques-uns des plus formidables joueurs de leur génération comme Neeskens ou Cruijff. C'est le néerlandais Rep qui inscrit l'unique but du match, donnant la victoire au club d'Amsterdam.
À la suite de cette première grande finale européenne, la Juventus se révèle enfin aux yeux de l'Europe, étant désormais crainte et respectée sur la scène continentale.
En 1973-1974, le club juventino achète le futur grand défenseur central Claudio Gentile et Zoff termine second au classement du Ballon d'or 1973, pour une saison où le club ne termine cette fois que vice-champion national, mais dispute pour la première fois de son histoire un match officiel contre une équipe non européenne.
En effet, à la suite du refus de l'Ajax de prendre part à la Coupe intercontinentale, c'est la Juve qui se rend donc à Rome le 28 novembre 1973 pour y affronter les argentins de l'Independiente (défaite 1-0 pour sa première compétition intercontinentale).
Ensuite, l'ancienne légende du club, Carlo Parola, prend place sur le banc pour la seconde fois (prenant le relais de Vycpálek, qui lui, reste au club en tant qu'observateur), et le départ à la retraite du capitaine Sandro Salvadore est compensé par l'arrivée du libéro Gaetano Scirea (repéré par le recruteur de jeunes du club Luciano Moggi).
Après deux demi-finales respectives (en coupe et en C3), la Goebba s'adjuge au mois de mai son 16e titre de champion national 1974-1975.
Une saison plus tard, une nouvelle future légende vient grossir les rangs de l'effectif, le milieu défensif Marco Tardelli, mais la saison 1975-1976 se termine vierge de titres pour la Juventus (qui termine seconde en championnat malgré les rivalités de vestiaire qui rongèrent l'effectif durant toute la saison).

### La Juventus de Trapattoni et Platini (1976-1986)
| Saisons 1976–1986              |                    |        |
| Saison                         | Classement         | Points |
| 1976/77                        | Médaille d'or      | 43     |
| 1977/78                        | Médaille d'argent  | 39     |
| 1978/79                        | Médaille d'or      | 43     |
| 1979/80                        | Médaille d'argent  | 35     |
| 1980/81                        | Médaille d'argent  | 39     |
| 1981/82                        | Médaille d'or      | 44     |
| 1982/83                        | Médaille de bronze | 38     |
| 1983/84                        | Médaille d'argent  | 37     |
| 1984/85                        | Médaille d'or      | 45     |
| 1985/86                        | Médaille d'argent  | 38     |
| Vert : Victoire en championnat |                    |        |

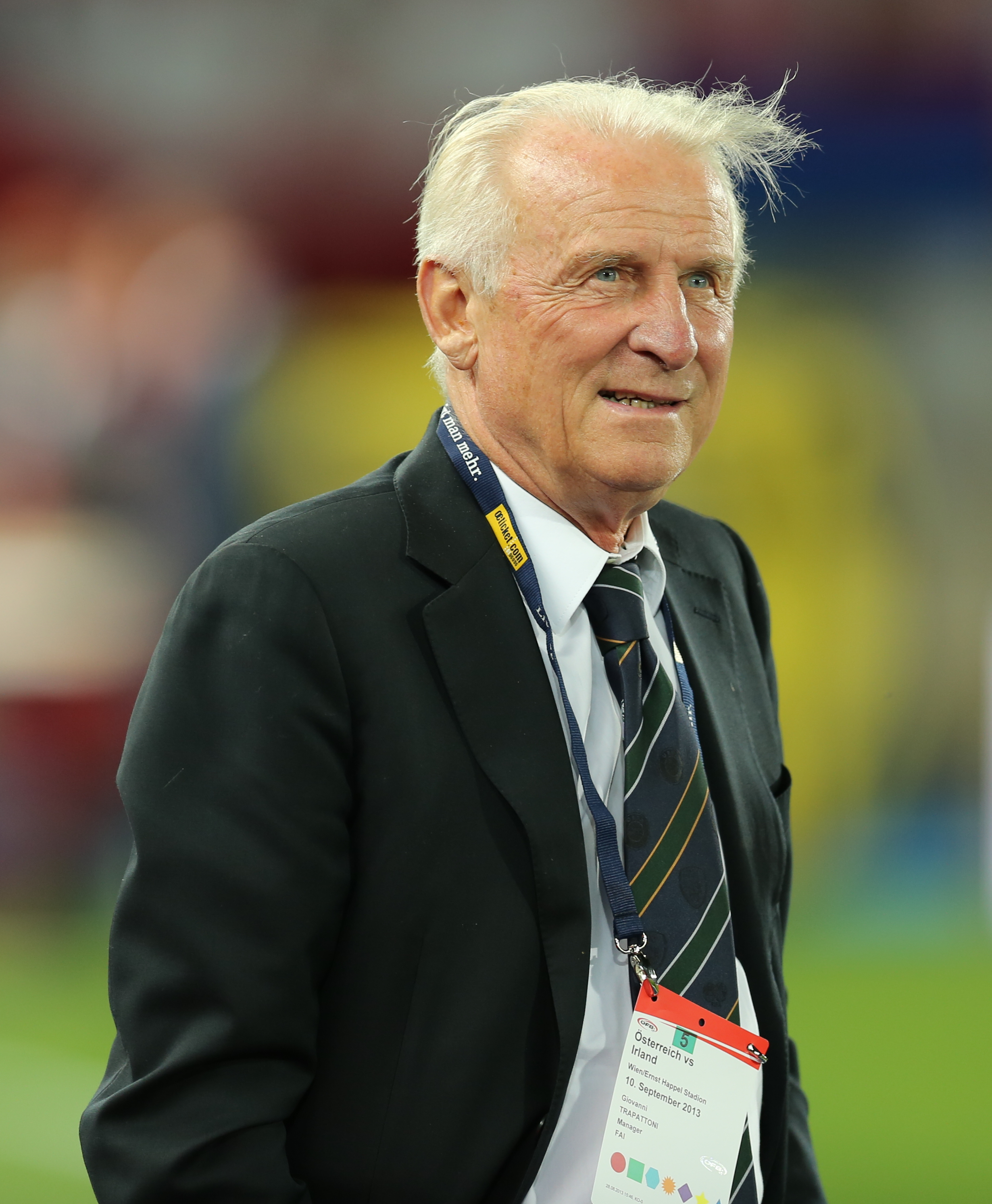
Giovanni Trapattoni, entraîneur le plus titré avec la Juve, 14 titres en 13 saisons passées au club.

La saison 1976-1977 marque une nouvelle ère dans l'histoire du club, avec l'intronisation sur le banc du jeune et ex-entraîneur du Milan Giovanni Trapattoni, inexpérimenté mais très apprecié de Boniperti. Le « Trap » garde comme assistant Romolo Bizzotto (à l'instar de ses deux prédécesseurs) et opte pour un fort renouvellement de l'effectif (arrivée notamment de l'arrière gauche Antonio Cabrini ou encore de l'attaquant Roberto Boninsegna).
Son équipe entre dans l'histoire, lorsque les 4 et 18 mai 1977, la Juventus Football Club remporte (quatre ans après une première finale européenne en C1) le premier titre international officiel de son histoire, avec la Coupe de l'UEFA 1976-1977, en battant les basques de l'Athletic Bilbao (victoire 1-0 à Turin devant 75 000 spectateurs puis défaite 2-1 à San Mamés). La Vieille Dame, en plus d'être le premier club de l'histoire à remporter une C3 avec un effectif composé à 100 % de joueurs locaux, et également le premier (et encore actuellement le seul) club italien à gagner une coupe d'Europe avec uniquement des joueurs italiens,, devient surtout la première équipe italienne à remporter la C3 (unanimement saluée par l'ensemble de la péninsule).

« Dans la capitale de la Biscaye, la Juventus représentait l'Italie, aussi en tribune de presse nous nous sentions tous bianconeri. »

— Elio Domeniconi, Guerin Sportivo, mai 1977.

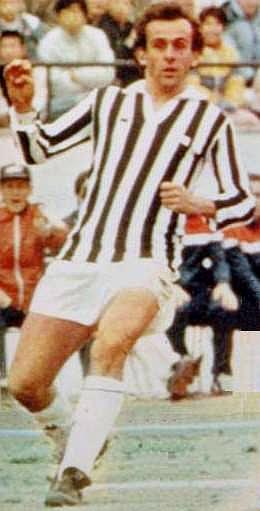
Michel Platini en 1985. « Le roi » a remporté trois Ballons d'or consécutifs au club.

Aussi quatre jours après son succès continental et l'affirmation internationale des clubs italiens en Europe, les juventini remportent un scudetto spectaculaire et mémorable (qualifié par la presse d'enthousiasmant et d'inoubliable) avec 51 points (un record pour la Serie A à 16 clubs), soit un de plus que leur rivaux du Torino.
Ce Triumvirat Bettega-Boniperti-Trapattoni à la tête du club rentre alors enfin la Juve dans le gratin européen.
L'équipe est solide avec Dino Zoff dans les buts et d'autres joueurs tels que Cabrini ou encore Rossi qui remportera le Ballon d'or avec le club en 1982.
C'est cette même année que l'international français Michel Platini rejoint le club et finira trois fois de suite Ballon d'or (un record) en 1983, 1984 et 1985 (record également pour le club avec quatre Ballons d'or de suite entre 1982 et 1985). En l'espace de cinq ans, ils vont s'imposer comme le meilleur club européen. Ils perdront tout d'abord une seconde finale de Coupe des champions, face à Hambourg SV en 1983, mais remporteront l'année suivante la Coupe d'Europe des Vainqueurs de Coupe ainsi que la Supercoupe de l'UEFA et la Serie A.
L'équipe se montrera rapidement imbattable. Elle gagnera enfin sa première Ligue des champions (1 à 0 face au Liverpool FC), dans l'épouvantable cauchemar du Heysel, où 39 supporters italiens trouvèrent la mort, étouffés lors d'échauffourées. Elle terminera l'année 1985 en beauté en remportant également la Coupe intercontinentale, équivalent de la Coupe du monde des clubs, reconnu avec document officiel da la FIFA,.
Le 12 juillet 1988 à Genève, le président de l'UEFA de l'époque Jacques Georges remit au président de la Vieille Dame Giampiero Boniperti le trophée de la Plaque UEFA, titre honorifique récompensant le club pour avoir été le premier à remporter les trois compétitions majeures inter-clubs de l'UEFA : la Coupe des clubs champions, la Coupe des coupes et la Coupe UEFA,.

### Déclin et succés en Coupe de l'UEFA
| Saisons 1987–1994              |                   |        |
| Saison                         | Classement        | Points |
| 1987/88                        | Médaille d'argent | 56     |
| 1988/89                        | 4.                | 43     |
| 1989/90                        | 4.                | 44     |
| 1990/91                        | 7.                | 37     |
| 1991/92                        | Médaille d'argent | 48     |
| 1992/93                        | 4.                | 39     |
| 1993/94                        | Médaille d'argent | 47     |
| Vert : Victoire en championnat |                   |        |

À partir de la fin des années 1980, le départ des cadres (Zoff, Rossi, Platini, Boniek) signera ensuite le déclin du club (malgré les coupes de l'UEFA 1990 et 1993) qui s'effacera progressivement au profit du SSC Napoli de Maradona, du Milan AC ou de l'Inter Milan.
Le début des années 1990 furent difficiles pour le club piémontais, malgré quelques gros coups sur le marché des transferts comme l'attaquant international italien Roberto Baggio acheté en 1990 (sous l'impulsion du vice-président de l'époque Luca Cordero di Montezemolo, nommé au poste après la coupe du monde 1990 en Italie, mais jugé par la suite trop dépensier). En 1991, le club atteint les demi-finales de la Coupe des coupes.

### LaTriade, la deuxième fois au sommet du monde (1994-2006)
| Saisons 1994–2006                                                   |                    |        |
| Saison                                                              | Classement         | Points |
| 1994/95                                                             | Médaille d'or      | 73     |
| 1995/96                                                             | Médaille d'argent  | 65     |
| 1996/97                                                             | Médaille d'or      | 65     |
| 1997/98                                                             | Médaille d'or      | 74     |
| 1998/99                                                             | 7.                 | 54     |
| 1999/00                                                             | Médaille d'argent  | 71     |
| 2000/01                                                             | Médaille d'argent  | 73     |
| 2001/02                                                             | Médaille d'or      | 80     |
| 2002/03                                                             | Médaille d'or      | 80     |
| 2003/04                                                             | Médaille de bronze | 72     |
| 2004/05                                                             | 1.*                | 91     |
| 2005/06                                                             | 1.*                | 88     |
| Vert : Victoire en championnat * Titre annulé (scandale Calciopoli) |                    |        |

Principaux titres :
 Ligue des champions de l'UEFA (1)
- Vainqueur :  1996
- Finaliste :  1997, 1998, 2003

 Championnat d'Italie (6*)
- Vainqueur :  1995, 1997, 1998, 2002, 2003, 2005*, 2006*
- Vice-champion :  1996, 1999, 2000, 2001, 2004

 Coupe d'Italie (3)
- Vainqueur :  1995, 1996, 2002
- Finaliste :  1998, 2003, 2004

 Supercoupe d'Italie (4)
- Vainqueur :  1995, 1997, 2002, 2003
- Finaliste :  1998, 2001

 Supercoupe de l'UEFA (1)
- Vainqueur :  1996

 Coupe intercontinentale (1)
- Vainqueur :  1996

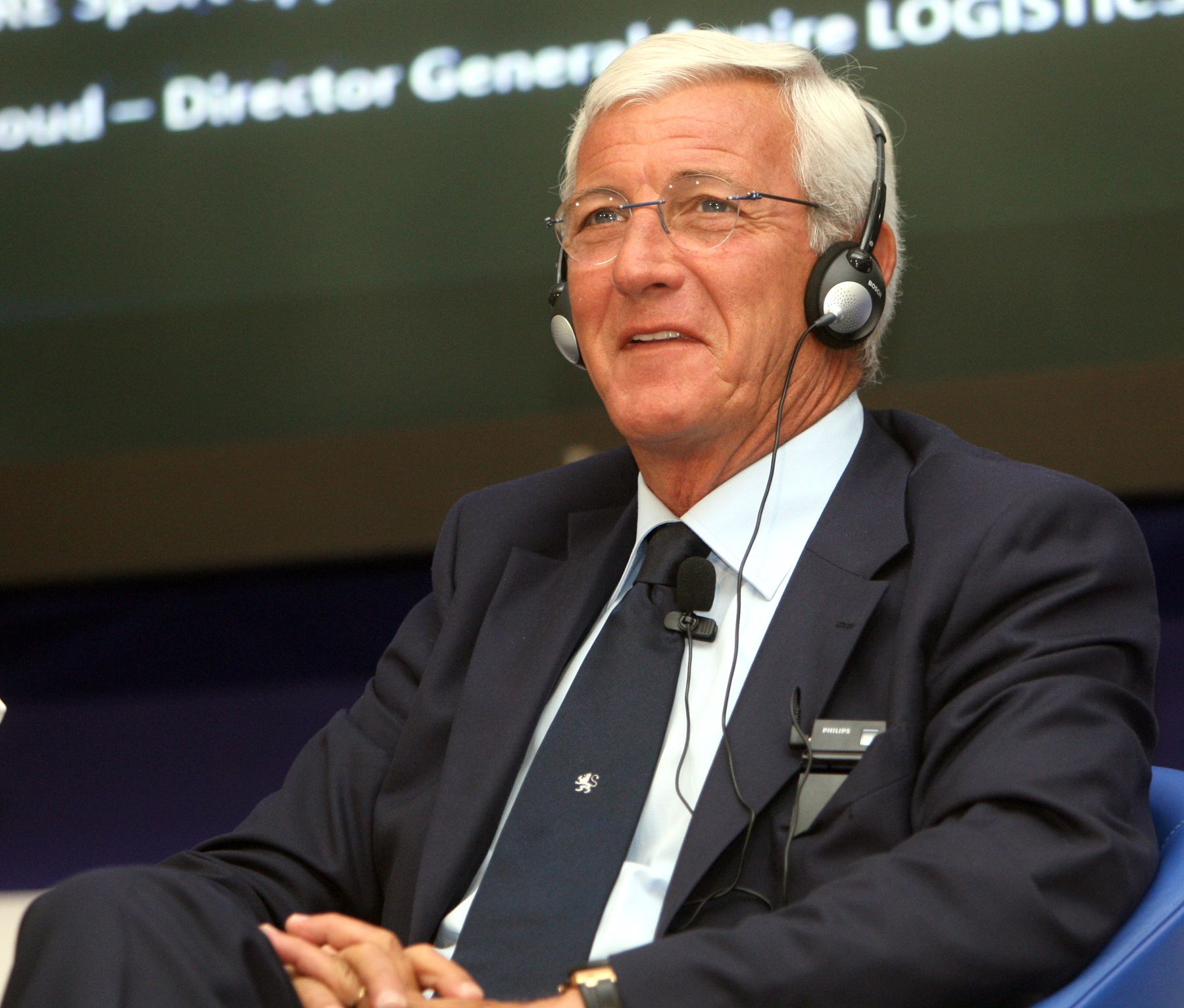
Marcello Lippi, avec 405 rencontres, est le second entraîneur avec le plus de matches dirigés sur le banc de la Juventus.

La Vieille Dame ne reviendra au sommet de sa gloire qu'avec l'arrivée de Luciano Moggi comme directeur général et de Marcello Lippi au milieu des années 1990.

Ajax - Juventus (1-1) 1996

Ils rendront ses titres de noblesse à la Juventus, notamment en remportant le Scudetto en 1995 et la Ligue des champions en 1996 avec les cadres Gianluca Vialli, Roberto Baggio, Ciro Ferrara ou encore le jeune Alessandro Del Piero. Ils prendront leur revanche puisque ce sera aux dépens de l'Ajax Amsterdam.
Le 26 novembre 1996, la Juve a remporté sa deuxième Coupe intercontinentale, reconnu avec document officiel da la FIFA comme équivalent de la Coupe du monde des clubs,. Ils arriveront en finale de la Ligue des champions en 1997 et 1998, et contribueront durant ces années au succès de grands joueurs comme Zinédine Zidane, Filippo Inzaghi, ou Edgar Davids.
Ils gagneront également le Scudetto en 1997 et 1998, ainsi que la supercoupe de l'UEFA 1996.

Borussia Dortmund vs Juventus 1997-05-28

À l'été 1999 débarque au sein du club l'international néerlandais Edwin van der Sar, qui devient le tout premier gardien de but étranger de l'histoire du club. Durant cette même saison 1999, l'international nigérian Sunday Oliseh rejoint le club, devenant le premier joueur africain de l'histoire de la Juventus.

Real Madrid vs Juventus 1998-05-20

Signeront ensuite dès le début des années 2000 Gianluigi Buffon, Pavel Nedvěd, Lilian Thuram, ou encore David Trezeguet, la Juve gagnant le Scudetto en 2002 et 2003, tout en atteignant la finale de la Ligue des champions en 2003 perdue aux tirs au but contre le Milan.
Lors de la 6e journée des phases de poule de la Ligue des champions 2003-2004 jouée le 10 décembre 2003, la Juventus inscrit un nouveau record avec la plus large victoire de la compétition depuis l'instauration de la Ligue des champions, avec un succès 7-0 à domicile contre les grecs de l'Olympiakos, match au cours duquel David Trezeguet inscrivit par la même occasion le 3000e but de l'histoire du tournoi.
À la fin de l'année 2005, la Vieille Dame réalise la performance d'avoir 9 de ses joueurs nommés pour le titre du Ballon d'or 2005 (parmi lesquels Buffon, Camoranesi, Cannavaro, Emerson, Ibrahimović, Nedvěd, Thuram, Vieira et Trezeguet), trophée finalement remporté par le brésilien du Barça Ronaldinho. Lors de cette même saison 2005-2006, la Juve inscrit un nouveau record en Serie A en remportant ses neuf premiers matchs d'ouverture.

Juventus vs Milan 2003-05-28

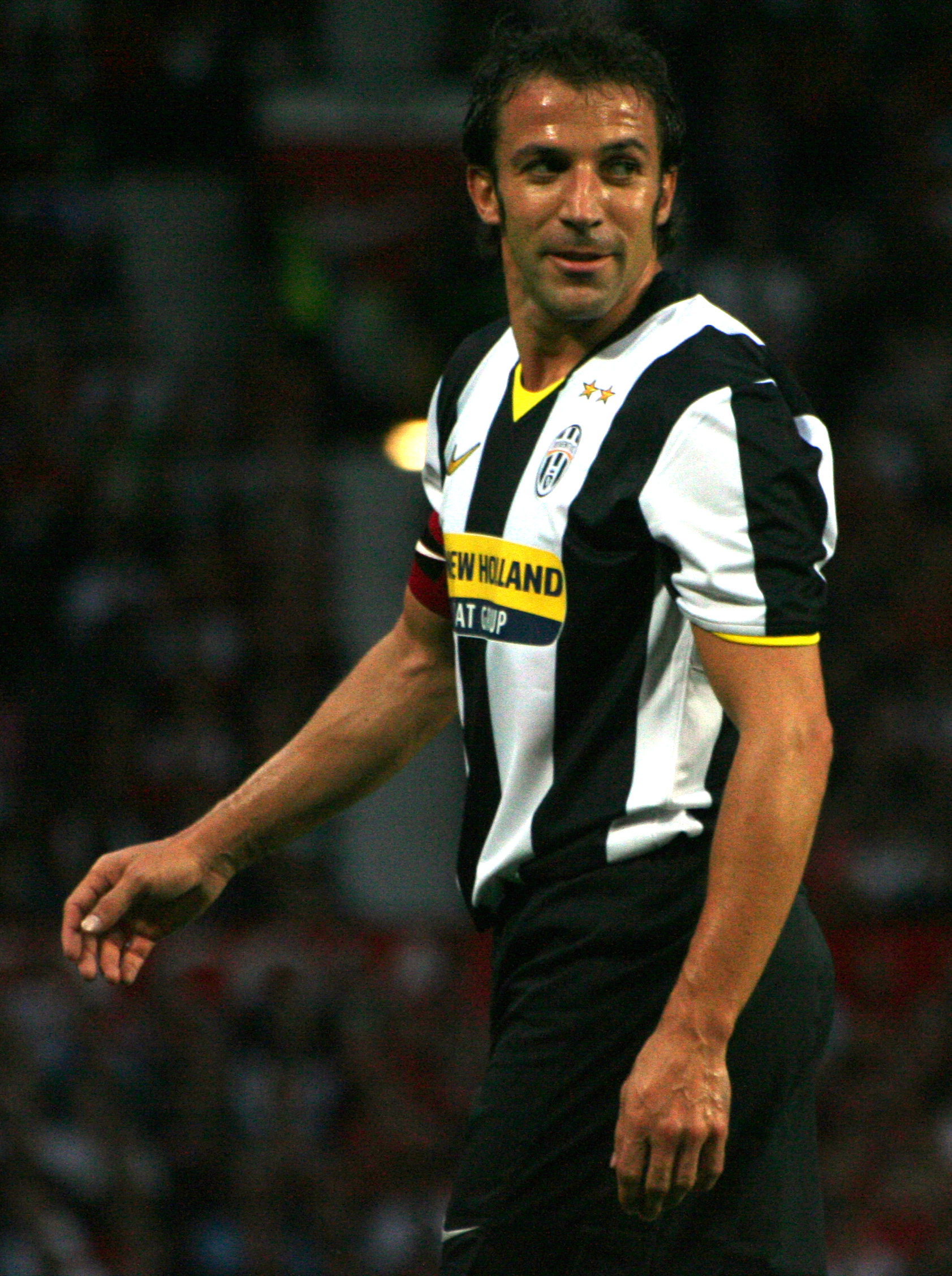
Alessandro Del Piero, détenteur des plus grands records de présence et de buts dans l'histoire bianconera.

En mai 2006, la Juventus (avec la SS Lazio, l'ACF Fiorentina, le Milan AC et la Reggina) sera au centre d'un scandale majeur concernant la désignation des arbitres dans le championnat italien. Luciano Moggi démissionnera de son poste de directeur général et sera mis en examen.
Le tribunal requerra une relégation en Serie C (troisième division) ainsi qu'une pénalité de 6 points, puis sera finalement rétrogradée en Serie B avec une pénalité de 17 points puis, finalement, de 9 points.
Ses titres de champion des saisons 2004-05 et 2005-06 seront annulés, et le titre de la saison sera finalement attribué à l'Inter de Milan. La suite de l'enquête sur Calciopoli montre plusieurs appels de Massimo Moratti, l'ancien dirigeant interiste Giacinto Facchetti, d'Adriano Galliani et d'autres dirigeants italiens à des arbitres et membres de la fédération italienne.
À la suite du départ de nombreux joueurs, notamment Gianluca Zambrotta qui fut révélé par la Juventus, Fabio Cannavaro, Patrick Vieira, Lilian Thuram et Zlatan Ibrahimović, Deschamps donne une chance à des joueurs tels que Claudio Marchisio et Sebastian Giovinco qui représentent l'avenir de l'équipe mais aussi la qualité de son centre de formation.

### Rétrogradation en Série B et retour hasardeux en Serie A (2006-2011)
| Saisons 2006–2011              |                    |        |
| Saison                         | Classement         | Points |
| 2006/07 (B)                    | 1.                 | 82     |
| 2007/08                        | Médaille de bronze | 71     |
| 2008/09                        | Médaille d'argent  | 74     |
| 2009/10                        | 7.                 | 70     |
| 2010/11                        | 7.                 | 56     |
| Vert : Victoire en championnat |                    |        |

Le 19 mai 2007, en l'emportant sur le terrain de l'Arezzo (5 à 1), la Juventus remontera en Serie A et terminera championne de Serie B un an après les révélations qui déclenchèrent le scandale du Calciopoli.
Le 26 mai Didier Deschamps démissionnera du poste d'entraîneur de la Juventus et sera remplacé le 4 juin par Claudio Ranieri.
Le 25 août 2007, pour son grand retour en Serie A, la Juventus écrase Livourne sur le score de 5-1 (triplé de David Trezeguet, doublé de Vincenzo Iaquinta). Lors du championnat 2007-2008, l'équipe se battra avec les meilleurs. De nouveaux talents écloront comme Antonio Nocerino ou Raffaele Palladino. Les anciens sont restés et une grande équipe est alors construite, capable de battre l'Inter de Milan, l'AC Milan ou l'AS Roma. Alessandro Del Piero, emblème du club, devient le joueur ayant disputé le plus de matches avec la Juventus.
La saison 2007-2008 voit la Juventus revenir définitivement vers le podium. David Trezeguet, manifestement très efficace, devient le plus grand buteur français de l'histoire de la Serie A, passant devant Michel Platini. Pavel Nedvěd reste un terrible milieu offensif, et Del Piero, 34 ans, est au sommet de sa forme. Del Piero et Trezeguet, 21 et 20 buts, sont les deux meilleurs buteurs de Serie A. La Juventus finit troisième du Championnat, derrière l'Inter et l'AS Roma, elle se qualifie donc pour le 3e tour préliminaire de la Ligue des champions.

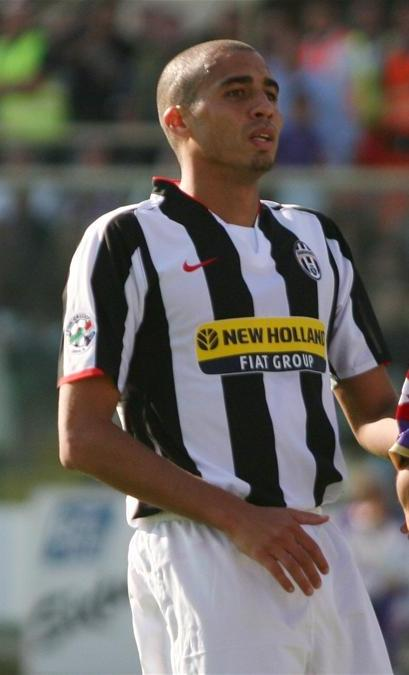
David Trezeguet, meilleur buteur étranger de l'histoire du club.

Durant le mercato estival, la Juventus montre son envie d'être compétitive : elle est très active sur le marché des transferts et renforce son effectif en vue de la Ligue des champions. En plus de l'attaquant Amauri, du défenseur Mellberg et du rugueux milieu de terrain Poulsen, la Juve compte également faire confiance à ses jeunes joueurs et plus particulièrement Marchisio, Giovinco, ou encore De Ceglie. Ceux-ci auront tous un rôle important à jouer lors de la nouvelle saison. Tout comme le Suédois Albin Ekdal.
Lors de leur retour en Ligue des champions après deux ans d'absence, la Juventus montrera des difficultés à battre le Zénith Saint-Pétersbourg, mais finira par gagner ce match grâce à un coup franc botté par le capitaine Alessandro Del Piero qui, une fois de plus, montrera son importance pour l'équipe. Elle battra par la suite le Real Madrid par deux fois avec, encore une fois, trois buts du capitaine Del Piero qui recevra une standing ovation mémorable dans le stade du Real par les supporters du club espagnol. En ce mois de novembre 2008, malgré son âge, Del Piero était redevenu l'un des plus grands d'Europe.
Elle se fera ensuite éliminer sur le fil contre Chelsea, finissant comme l'une des meilleures équipes européennes de cette année 2009.
Finissant 2e du championnat malgré des victoires en cours de saison contre l'AS Roma et l'AC Milan, elle prépare la suite en remplaçant Ranieri par Ciro Ferrara sous la pression des tifosi juventini.
En 2009-2010, malgré une équipe admirable sur le papier, (arrivée de Diego ou encore Felipe Melo), les blessures et une incapacité à se mettre dans une dynamique positive enlèvent tout espoir au club de réaliser les objectifs fixés. Ciro Ferrara en sera la première victime et se fera remplacer le 29 janvier 2010 par Zaccheroni. À la fin de cette saison catastrophique (le club sera l'une des équipes ayant eu le plus de joueurs blessés de toute l'Europe durant la saison), la Juve finira 7e, une place indigne pour un tel club mais méritée au vu des piètres performances de ses joueurs durant toute la saison. Seule une place pour le 3e tour de qualification de la Ligue Europa 2010-2011 sera la récompense d'une saison que les tifosi bianconeri préfèreront oublier.
La saison 2010-2011 marque un total renouveau pour la Juventus avec l'arrivée d'Andrea Agnelli aux commandes qui succède à Jean-Claude Blanc. Le 19 mai 2010, Giuseppe Marotta (qui avait permis à la Sampdoria d'accrocher la 4e place synonyme de Ligue des champions) est nommé officiellement nouveau directeur sportif général et prend ses fonctions le 1er juin avec Fabio Paratici comme bras droit. Il est accompagné de Luigi Del Neri (qui quitte également la Sampdoria) qui devient le nouvel entraîneur de la Vieille Dame. Malgré de bons résultats en première partie de championnat, la Juventus reste fébrile sur la scène européenne et quitte prématurément la Ligue Europa au stade de la phase de groupe, éliminée par Manchester City et les Polonais du Lech Poznań, deuxième. Le club enchaîne ensuite les mauvais résultats et décide de renforcer son attaque lors du mercato avec le prêt d'Alessandro Matri en provenance de Cagliari Calcio, mais elle ne réussira pas à se qualifier pour la ligue des champions en terminant septième, Luigi Del Neri est alors remercié pour faire place a Antonio Conte

### Domination absolue en Serie A et nouveau cycle européen (2011-2020)
| Saisons 2011–2020              |               |        |
| Saison                         | Classement    | Points |
| 2011/12                        | Médaille d'or | 84     |
| 2012/13                        | Médaille d'or | 87     |
| 2013/14                        | Médaille d'or | 102    |
| 2014/15                        | Médaille d'or | 87     |
| 2015/16                        | Médaille d'or | 91     |
| 2016/17                        | Médaille d'or | 91     |
| 2017/18                        | Médaille d'or | 95     |
| 2018/19                        | Médaille d'or | 90     |
| 2019/20                        | Médaille d'or | 83     |
| Vert : Victoire en championnat |               |        |

Principaux titres (2011–2020) :
Championnat d'Italie (9) 
- Champion en 2012, 2013, 2014, 2015, 2016, 2017, 2018, 2019, 2020

Coupe d'Italie (5) 
- Vainqueur en 2015, 2016, 2017, 2018, 2021 (saison suivante)

Supercoupe d'Italie (4) 
- Vainqueur en 2012, 2013, 2015, 2018
- Finaliste en 2014, 2016, 2019

Ligue des champions 
- Finaliste en 2015 et 2017

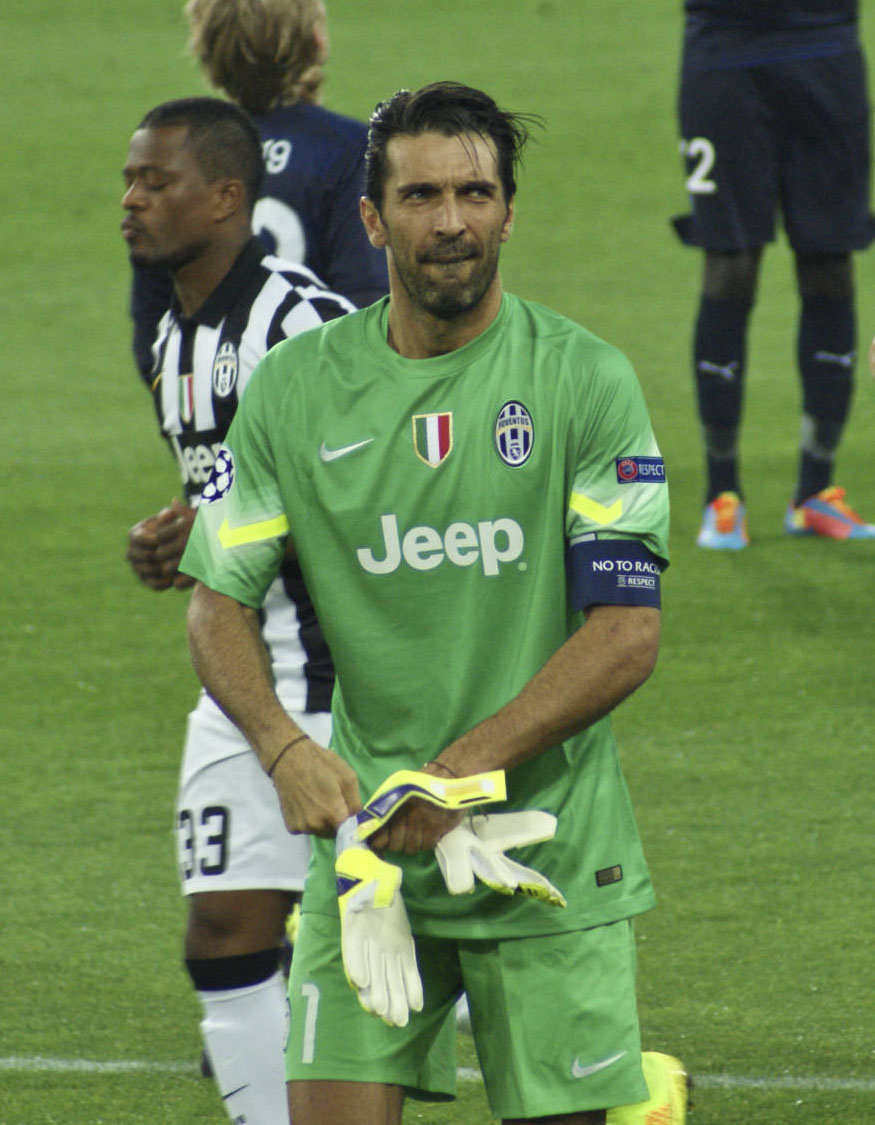
Gianluigi Buffon, bandiera de la Juventus depuis 2001.

Avec la saison 2011-2012, la Juventus entame un cycle de 8 Scudetti consécutifs. La Juventus attaque en effet la saison 2011-2012 avec un nouvel entraîneur, Antonio Conte, et recrute Andrea Pirlo. La Juventus remporte le championnat sans perdre le moindre match mais échoue néanmoins en finale de la Coupe d'Italie, s'inclinant 2-0 contre Naples. Elle remporte le championnat avec 4 points d'avance sur le Milan AC et avec la meilleure défense (20 buts encaissés), réussissant ainsi un retour au sommet après les deux années consécutives à la septième place.
En 2012 le recrutement du jeune français Paul Pogba un des grands espoirs du football français de son club formateur Manchester United, symbolisera un renouveau pour la Vieille Dame afin de retrouver le niveau des grand clubs européens. Ainsi, de nouveaux joueurs comme Arturo Vidal, Carlos Tévez ont été recrutés par la suite.

Juventus - Barcelona (1-3)

La Juventus remporte à nouveau le championnat en 2013 et en 2014. Durant la saison 2013-2014, elle réalise un parcours décevant en Ligue des champions, marqué par la défaite face au Galatasaray. Repêchée en Ligue Europa, la Juventus arrive jusqu'en demi-finale mais échoue face au Benfica Lisbonne sur les scores de 2-1 au Portugal et de 0-0 au Juventus Stadium.
Lors de la saison 2014-2015, Antonio Conte laisse le banc du club en direction de la Nazionale, c'est alors Massimiliano Allegri, ex-entraîneur du Milan AC, qui reprend le banc des bianconeri. La Juventus remporte le championnat d'Italie et la Coupe d'Italie. Sur la scène européenne, le club turinois s'incline en finale de la Ligue des champions contre le FC Barcelone (3-1) après avoir notamment éliminé les champions en titre madrilènes en demi-finale. Le mercato estival est marqué par la vente de plusieurs cadres comme Arturo Vidal au Bayern, Tevez au Boca Juniors ou encore Pirlo au New York City FC. Elle comble ces départs avec l'achat de Khedira, Mandzukic, Dybala ou encore Alex Sandro.
Lors de la saison 2015-2016, la Juventus parvient à conserver le titre pour la cinquième saison consécutive, et ce malgré un départ raté (une victoire et quinzième place au classement après six journées), grâce à une série impressionnante de 25 victoires en 26 matchs, seulement entrecoupée d'un nul 0-0 à Bologne. En Ligue des champions, la Juventus manque de peu de sortir le Bayern Munich en huitièmes de finale, ces derniers égalisant à 2 partout dans les arrêts de jeu à Munich (match aller à Turin: 2-2), avant de s'incliner finalement par 4 buts à 2 dans la prolongation. La Juve affronte également l'AC Milan en finale de Coupe d'Italie le 21 mai, match qu'elle emporte 0-1 après prolongation. Lors du mercato estival, elle vend Paul Pogba à Manchester United pour une somme record de 105 millions + 5 millions de bonus. Morata quitte également le club, racheté par le Real Madrid. Elle achète Gonzalo Higuain du Naples pour 90 millions d'euros, faisant de lui le joueur le plus cher du club. Pjanić et Benatia font également partie des achats du mercato.

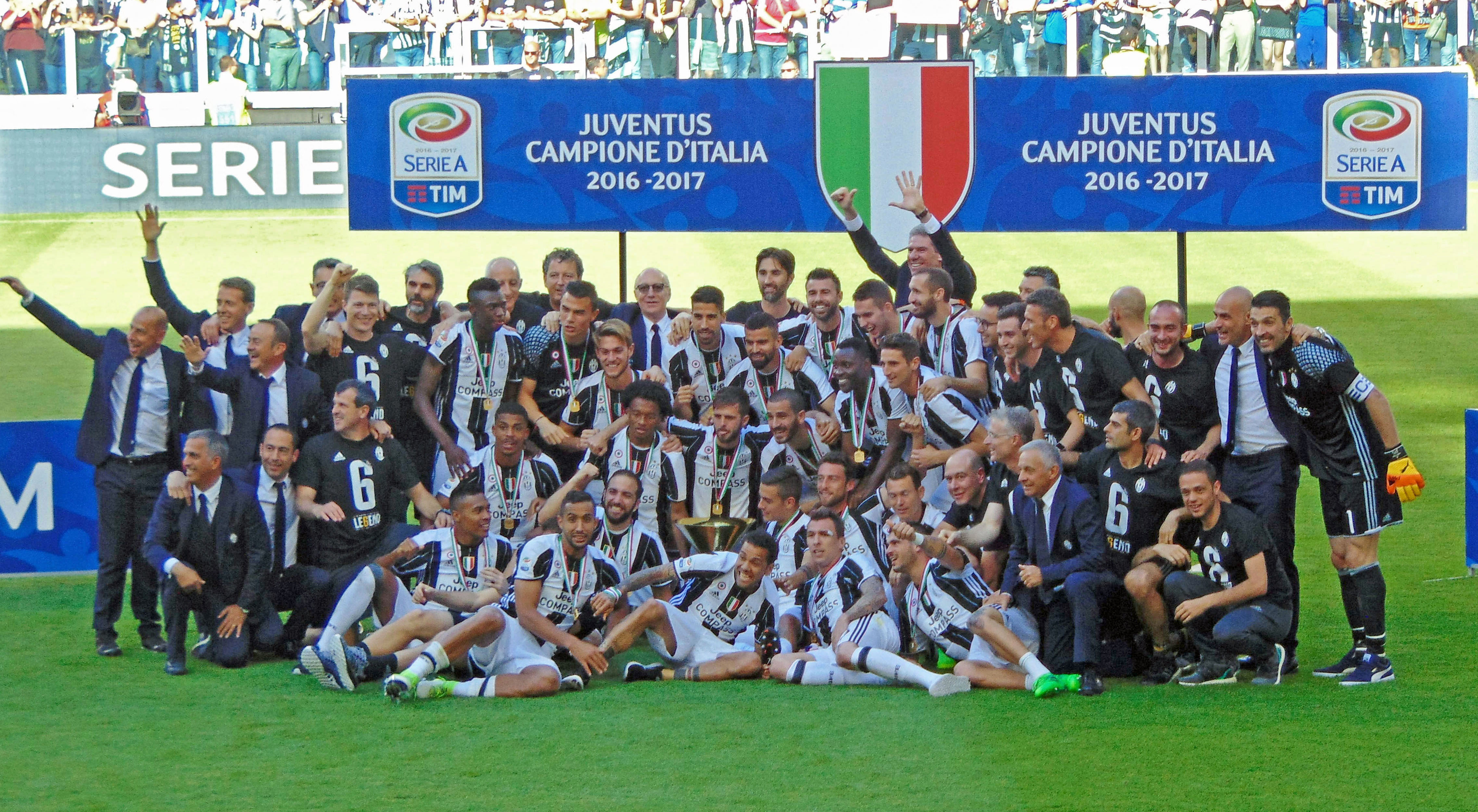
Les Turinois champions d'Italie de la saison 2016-2017, à leur sixième scudetto historique consécutif.

La saison 2016-2017 est marquée par un changement de système avec notamment le passage de Mario Mandžukić en ailier. La Vieille Dame remporte à nouveau le championnat et la coupe pour la troisième année consécutive et parvient même jusqu'en finale de Ligue des champions en ayant battu le FC Porto, Barcelone et Monaco. Cependant elle perd face au Real Madrid en finale sur le score sans appel de 4-1, 2 ans après avoir battu cette même équipe en demi-finale en 2015. Durant la saison, la société décide de changer le logo de la Juventus et de donner un nom commercial à son stade, appelé Allianz Stadium.

Feuille de match Juventus vs Real Madrid 2017

Pour la campagne 2017-2018, la Juventus fait face à la concurrence de Naples sur la scène nationale. À la mi-saison, le Napoli vire en tête avec un point d'avance sur la Juve. Au soir de la 27e journée, les coéquipiers de Marek Hamsik sont encore devant la Vieille Dame qui compte toujours un point de retard, mais avec un match en moins. En parallèle de la Serie A, les Bianconeri réalisent un parcours mouvementé en Ligue des champions. Après avoir terminé deuxième de la phase de poule derrière Barcelone dans le groupe D, les italiens héritent de Tottenham en huitième de finale. Tenue en échec 2 à 2 au match aller à l'Allianz Stadium, la Juventus est en ballotage défavorable. Menée 1-0 à la mi-temps du match retour qui se déroule à Wembley, le sextuple champion d'Italie en titre retourne la situation en 3 minutes grâce à son duo sud-américain. L'égalisation sur un but de l'argentin Gonzalo Higuain à la 64e et le but de la victoire de son compatriote Paulo Dybala à la 67e offrent la qualification au club italien. En quart de finale, la Juventus retrouve le Real Madrid et va subir une leçon de la part du club madrilène au match aller à Turin, avec en apothéose un superbe ciseau retourné de Cristiano Ronaldo, qui lui vaudra les ovations et les applaudissements lors de sa sortie. N'ayant plus rien à perdre au match retour, les turinois sont proches de l'exploit de réussir une improbable remontée à Madrid, menant 3 à 0 dans les arrêts de jeu, la Vieille Dame sera finalement éliminée sur un penalty à la dernière seconde, très contesté par les turinois et notamment son capitaine, Gianluigi Buffon. Ce dernier, terminant sa grande carrière en Italie sur un dernier doublé national, quitte le Piémont pour le Paris SG. Une page se tourne avec le départ de son capitaine mais, durant l'été, les dirigeants de la Juventus parviendront à chiper au Real Madrid, l'immense star et quintuple Ballon d'or, Cristiano Ronaldo pour environ 105 millions d'euros dans ce que les médias italiens ont appelés "l'affaire du siècle".
Ce transfert est réalisé alors que les recettes de la Juventus ont plus que doublé en cinq ans (+107 %), en passant de 195 millions d'euros en 2012 à 406 en 2017. Lors des huitièmes de finale de la ligue des champions 2018-2019 battu 2-0 par l'Atletico Madrid au Wanda Metropolitano, un Cristiano Ronaldo des grands soirs permet à la Juve de se qualifier sur le score de 3-0 au retour. Lors des quarts de finale, la Juve trouve les bourreaux du triple tenant du titre, l'Ajax Amsterdam, après avoir accroché le match nul 1-1 à la Johan Cruyff ArenA, les Bianconeri, bien qu'ayant ouvert le score, se font éliminer par les Ajacides sur le score de 2-1.

### Le déclin (2020 - aujourd'hui)
| Saisons 2021–2025              |            |        |
| Saison                         | Classement | Points |
| 2020/21                        | 4.         | 78     |
| 2021/22                        | 4.         | 70     |
| 2022/23                        | 7.         | 64     |
| 2023/24                        | 4.         | 73     |
| 2024/25                        | 5.         | 71     |
| Vert : Victoire en championnat |            |        |

Principaux titres :
 Coupe d'Italie (2)
- Vainqueur en 2021 et 2024
- Finaliste en 2022

 Supercoupe d'Italie (1)
- Vainqueur en 2021
- Finaliste en 2022

A partir des années 2020, la Juventus entre dans une période de déclin relatif et laisse son trône à d'autres clubs de Serie A. Le club rencontre des difficultés sportives et financières et ne parvient plus à lutter pour le titre en dépit d'investissements importants.
En janvier 2023, lors de la saison 2022-2023, la Juventus est sanctionnée de 15 points de pénalité par la Cour d'appel de la Fédération italienne, en raison de fraudes comptables lors de transferts de joueurs entre 2018 et 2021 ; le club annonce faire appel. Le club est auditionné en avril 2023, et la pénalité de 15 points est suspendue. En mai 2023, La Juventus écope d'une pénalité de 10 points en raison de fraudes comptables.

## Palmarès et résultats sportifs du club

### Palmarès
| « J'ai joué à Nancy car c'est le club de ma ville, à Saint-Étienne car c'est le meilleur club de France, et à la Juventus car c'est le meilleur club du monde. » — Michel Platini, milieu offensif de la Juventus et de l'équipe de France, 16 mai 1987. |  | « Être à la Juventus signifie vouloir être les numéros un et ne jamais s'en contenter. » — Claudio Ranieri |

Après sa première participation au championnat d'Italie de football en 1900 (où le premier club remporte la première compétition de son histoire avec la Coppa del Ministero della Pubblica Istruzione), la Juventus remporte son premier trophée officiel avec un titre de champion national en 1905. À l'issue de la saison 2019-2020, le club totalise 36 titres de champion, le dernier datant de la saison 2019-20. La Juventus détient ainsi le record du nombre de victoires en championnat italien. Le club reste régulier au plus haut niveau à l'exception des années 1910 et 1940 marquées par les deux guerres mondiales, la Juventus est championne d'Italie au moins une fois dans chaque décennie.

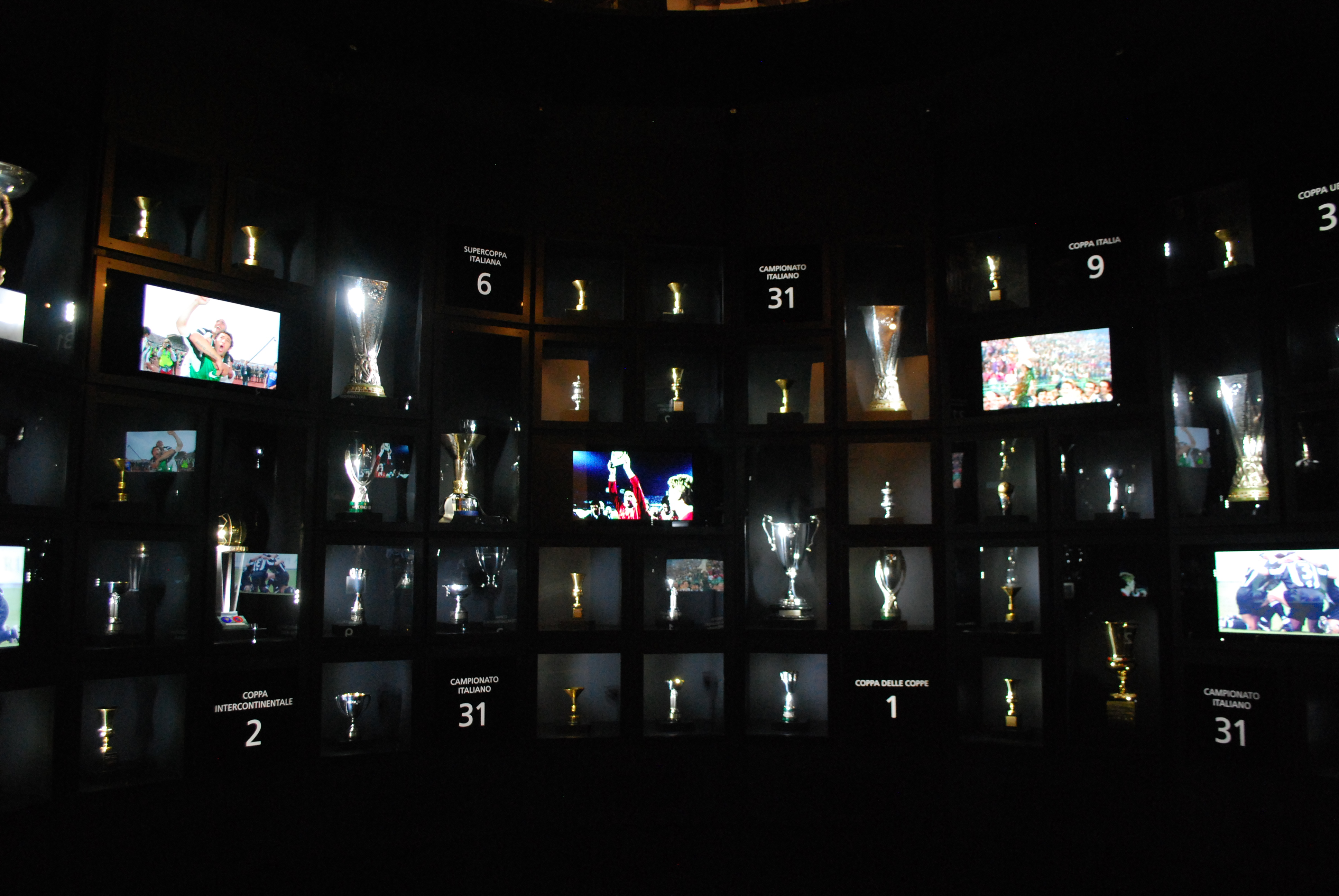
La salle des trophées du club (1897-2013) au Juventus Museum.

Le palmarès de la Juventus FC, le club le plus titré d'Italie, est l'un des plus impressionnants au monde et fait partie des dix équipes les plus prestigieuses et titrées de l'histoire du football mondial.
Vainqueur de son premier titre officiel en 1905, le club détient le record du nombre de championnats remportés (36, synonyme de trois étoiles d'or sur le maillot) et le record du plus grand nombre de championnats remportés d'affilée (neuf entre 2012 et 2020). Un championnat de Serie B remporté lors de la saison 2006-07 est également à ajouter au palmarès de la Vieille Dame.
Le club détient le record du nombre de victoires en Coupe d'Italie (15, synonyme d'une étoile d'argent officieuse), la principale compétition de coupe nationale dans le pays, et a été le premier club dans l'histoire du tournoi à remporter la compétition deux années consécutives (1959 et 1960). La Juventus détient également le record du nombre de victoires en Supercoupe d'Italie (9), ce qui porte donc à un total de 59 trophées nationaux dans des compétitions nationales (record italien), et totalise 11 victoires dans des tournois internationaux (deuxième après l'AC Milan), ce qui en fait donc le club italien ayant le plus grand nombre de titres officiels (71), alors qu’il est aussi le club du « Big 3 » (Inter et Milan AC) à avoir le moins de titres en Ligue des Champions et moins de coupes intercontinentales. 
La Vieille Dame fut la première à arborer sur son maillot une seule étoile d'or cousue sur le maillot en 1958 (une étoile d'or équivaut à 10 championnats nationaux remportés), la première à en mettre une seconde en 1982, puis une troisième en 2012 (provoquant une controverse à cause des deux titres retirés).
Au niveau international, les bianconeri ont remporté leur premier titre international en 1977 (Coupe UEFA, premier club italien à la décrocher. La Juventus a été le premier club (et reste l'unique) au monde à avoir remporté toutes les compétitions confédérales et interconfédérales, et devient en 1985 la première équipe dans l'histoire du football européen à remporter les trois compétitions majeures organisées par l'Union des associations européennes de football, recevant ainsi la Plaque UEFA,.
La Juventus est le deuxième club italien ayant connu le plus de succès dans les compétitions de l'UEFA et est actuellement la quatrième équipe du continent, ainsi que la septième équipe au monde avec les titres internationaux qu'elle a remportés.
La Juventus fut le premier club italien à avoir deux fois réalisé le doublé coupe-championnat lors de la même saison, lors des saisons 1959–60 et 1994–95 et est l'un des trois seuls clubs italiens à avoir fait à deux occasions le doublé championnat-coupe internationale en remportant le championnat et la Coupe UEFA en 1977 puis le championnat et la Coupe des vainqueurs de coupe en 1984.
Le club détenait jusqu'en 2015 le record du nombre de Coupe UEFA remportés (3).

« Dans l'histoire du football, la Juventus est un club sans comparaison. »

— Fédération internationale de football association
| Compétitions nationales | Compétitions internationales |
| - Championnat d'Italie (36),(record) : - Champion : 1905, 1925-1926, 1930-1931, 1931-1932, 1932-1933, 1933-1934, 1934-1935, 1949-1950, 1951-1952, 1957-1958, 1959-1960, 1960-1961, 1966-1967, 1971-1972, 1972-1973, 1974-1975, 1976-1977, 1977-1978, 1980-1981, 1981-1982, 1983-1984, 1985-1986, 1994-1995, 1996-1997, 1997-1998, 2001-2002, 2002-2003, 2011-2012, 2012-2013, 2013-2014, 2014-2015, 2015-2016, 2016-2017, 2017-2018, 2018-2019 et 2019-2020. - Vice-champion : 1903, 1904, 1906, 1919-1920, 1937-1938, 1945-1946, 1946-1947, 1952-1953, 1953-1954, 1962-1963, 1973-1974, 1975-1976, 1979-1980, 1982-1983, 1986-1987, 1991-1992, 1993-1994, 1995-1996, 1999-2000, 2000-2001 et 2008-2009. - Coupe d'Italie (15) (record) : - Vainqueur : 1937-1938, 1941-1942, 1958-1959, 1959-1960, 1964-1965, 1978-1979, 1982-1983, 1989-1990, 1994-1995, 2014-2015, 2015-2016, 2016-2017, 2017-2018 2020-2021 et 2023-2024. - Finaliste : 1972-1973, 1991-1992, 2001-2002, 2003-2004, 2011-2012 ,2019-2020 et 2021-2022 - Supercoupe d'Italie (9) (record) : - Vainqueur : 1995, 1997, 2002, 2003, 2012, 2013, 2015, 2018 et 2020. - Finaliste : 1990, 1998, 2005, 2014, 2016, 2017, 2019 et 2021. - Serie B (1) : - Champion : 2006-2007. | - Coupe intercontinentale (2) : - Vainqueur : 1985 et 1996. - Finaliste : 1973. - Ligue des champions de l'UEFA (C1) (2) : - Vainqueur : 1984-1985 et 1995-1996. - Finaliste : 1972-1973, 1982-1983, 1996-1997, 1997-1998, 2002-2003, 2014-2015 et 2016-2017. - Coupe des coupes (C2) (1) : - Vainqueur : 1983-1984. - Coupe de l'UEFA (C3) (3) : - Vainqueur : 1976-1977, 1989-1990 et 1992-1993. - Finaliste : 1994-1995. - Coupe Intertoto (C4) (1) : - Vainqueur : 1999. - Supercoupe de l'UEFA (2) : - Vainqueur : 1984 et 1996. - Coupe des villes de foires : - Finaliste : 1964-1965 et 1970-1971. |

La Juventus a remporté la version australienne de l'International Champions Cup en 2016.
| Compétitions nationales non officielles | Compétitions internationales non officielles |
| - Coupe du Ministère de l'Instruction Publique (3) : - Vainqueur : 1900, 1901 et 1902. - Médaille de la ville de Turin (1) : - Vainqueur : 1901. - Coupe de la ville de Turin (2) : - Vainqueur : 1902 et 1903. - Tournoi de Trino Vercellese (1) : - Vainqueur : 1903. - Championnat Seconde Catégorie (it) (1) : - Champion : 1905. - Vice-champion : 1904. - Coupe Luigi Bozino (2) : - Vainqueur : 1905 et 1906. - Coupe Luserna San Giovanni (1) : - Vainqueur : 1907. - Boule d'argent Henri Dapples (2) : - Vainqueur : novembre et décembre 1908 (2 fois). - Finaliste : février 1904, novembre 1905, décembre 1905, novembre 1908, décembre 1908 et mars 1909. - Championnat fédéral d'Italie (F.I.F.) (2) : - Vainqueur : 1908 et 1909. - Coupe Biella (1) : - Vainqueur : 1909. - Coupe Barattia (1) : - Vainqueur : 1932. - Tournoi FIAT (1) : - Vainqueur : 1945. - Coupe Pio Marchi (1) : - Vainqueur : 1945. - Trophée Banque Populaire de Novare (1) : - Vainqueur : 1994. - Mémorial Giorgio Calleri (1) : - Vainqueur : 1994. - Trophée Andrea Fortunato (1) : - Vainqueur : 1995. - Triangle de Saint-Vincent (1) : - Vainqueur : 1995. - Triangle de Salerne (1) : - Vainqueur : 1995. - Trophée Birra Moretti (6) : - Vainqueur : 1997, 2000, 2003, 2004, 2006 et 2008. - Finaliste : 1998, 2002, 2005 et 2007. - Trophée Valle D'Aoste (it) (3) : - Vainqueur : 2001, 2002 et 2003. - Trophée RAI (1) : - Vainqueur : 2007. - Trophée TIM (1) : - Vainqueur : 2009. - Finaliste : 2001, 2003, 2006, 2008, 2011 et 2012. | - Coupe Universitaire (1) : - Vainqueur : 1904. - Tournoi de Pentecôte de l’US Suisse Paris (1) : - Vainqueur : 1923. - Coupe de l'Amitié italo-française (1) : - Vainqueur : 1959 et 1960. - Coupe des Alpes (1) : - Vainqueur : 1963. - Finaliste : 1966. - Coupe de l'Amitié italo-espagnole (1) : - Vainqueur : 1965. - Mundialito des clubs (1) : - Vainqueur : 1983 - Coupe italo-tunisienne (1) : - Vainqueur : 1987. - Tournoi Nicola Ceravalo (1) : - Vainqueur : 1991. - Trophée Luigi Berlusconi (10) : - Vainqueur : 1991, 1995, 1998, 1999, 2000, 2001, 2003, 2004, 2010 et 2012. - Finaliste : 1996, 1997, 2002, 2005, 2006, 2007, 2008, 2009 et 2011. - Mémorial Pier Cesare Baretti (it) (2) : - Vainqueur : 1992 et 1993. - Mémorial Valenti (2) : - Vainqueur : 1992 et 1993. - Coupe Sívori (1) : - Vainqueur : 1994. - Tournoi Mistru (1) : - Vainqueur : 1997. - Coupe du centenaire (1) : - Vainqueur : 1997. - Trophée de la République de Malte (1) : - Vainqueur : 1998. - Trophée de la République de Saint-Marin (3) : - Vainqueur : 1998, 2001 et 2002.2004 - Trophée Joan Gamper (1) : - Vainqueur : 2005. - Coupe SKYLINE Performance.Art (1) : - Vainqueur : 2005. - Kjeld Rasmussen (1) : - Vainqueur : 2008. |

### Bilan sportif
Le club a été classé en première place dans le classement de l'UEFA en sept périodes depuis son introduction en 1979, record parmi les clubs italiens, et fut deux fois nommé meilleur club mondial de l'année (en 1993 et 1996) par l'International Federation of Football History & Statistics (IFFHS).
Au 3 novembre 2023, la Juventus est classée à la 12e place au classement UEFA des clubs.

## Personnalités du club

### Présidents

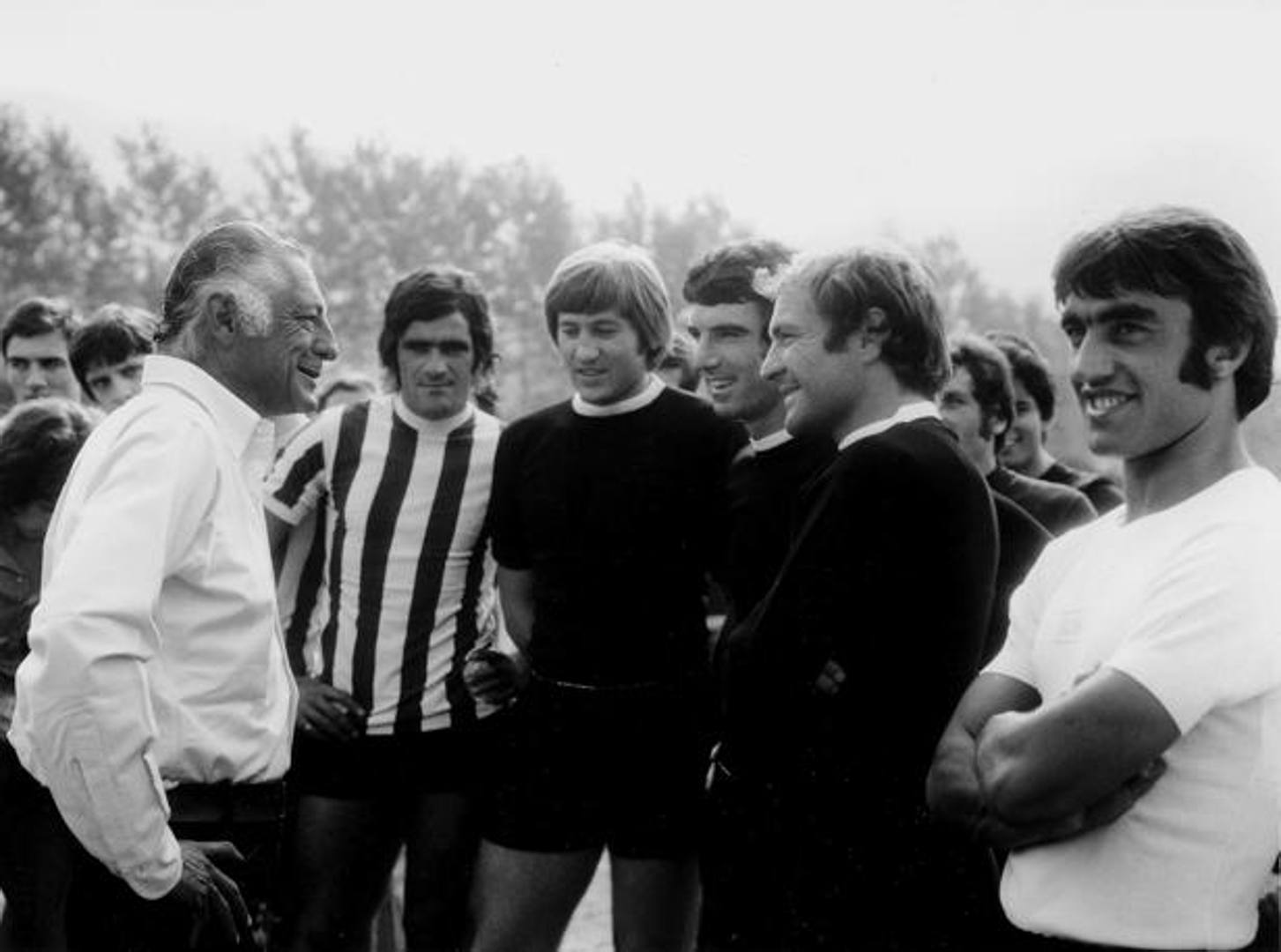
De gauche à droite: Gianni Agnelli dit l’Avvocato (l'avocat), président de la Juventus entre 1947 et 1954, s'entretient ici avec quelques footballeurs bianconeri – Cuccureddu, Marchetti, Zoff, Altafini et Anastasi – pendant l'été 1972.

À partir de 1897, et ce incluant les frères Canfari comme premiers présidents du club, pas moins de 29 présidents se succèdent à la tête du club, dont certains également en qualité de propriétaires. C'est sous la présidence de Giacomo Parvopassu que le club joua sous ses nouvelles couleurs bianconere (le blanc et noir à la place du rose). Jusque dans les années 1920, le club est principalement présidé par des joueurs ou des proches du club. Gino Olivetti (au club entre 1920 et 1923) fut le dernier président bianconero de l'avant-Agnelli. C'est à partir de 1923 et l'acquisition des Agnelli que les différents membres de la famille ainsi que leurs proches assurent la présidence, par exemple Umberto Agnelli qui est président de 1955 à 1962 et par la même occasion le plus jeune président jamais nommé au club à seulement 21 ans. Le club est deux fois présidé conjointement, une première fois pendant la Première Guerre mondiale par Gioacchino Armano, Fernando Nizza et Sandro Zambelli entre 1915 et 1918, puis une seconde fois de 1954 à 1955 avec Enrico Craveri, Nino Cravetto et Marcello Giustiniani.
Vittorio Caissotti di Chiusano, au club entre 1990 et 2003, est le président le plus titré avec la Juventus, ex-æquo avec Giampiero Boniperti, mais qui lui, a remporté moins de titres internationaux. Le club a connu trois présidents d'honneur, Gianni Agnelli de 1947 à 1954, Giampiero Boniperti (président pendant 19 ans, plus longue période de présidence du club) de 1971 à 1990 et Franzo Grande Stevens de 2003 à 2006. Seuls trois présidents furent d'origine étrangère, à savoir les suisses Alfred Dick de 1905 à 1906 (président du premier Scudetto du club en 1905) et Giuseppe Hess (entre 1913 à 1915, bien que naturalisé italien), ainsi que le Français Jean-Claude Blanc de 2009 à 2010 (limogé pour résultats décevants).
Le Turinois Andrea Agnelli (fils d'Umberto), faisant partie de la dynastie des Agnelli, a été président du club du 28 avril 2010 au 18 janvier 2023.
L'actuel président est, depuis le 18 janvier 2023, Gianluca Ferrero. Né à Turin, il est membre du Conseil d'Administration de la Banque du Piémont et d'Italie Independent Group. Il est aussi Commissaire des Comptes de la Holding Fenera.
Après l'annonce surprise de la démission d'Andrea Agnelli et de tout le Conseil d'Administration de la Juventus, les Bianconeri se sont mis en quête d'un remplaçant. Et ce dernier aurait été trouvé, en la personne de Gianluca Ferrero. Une décision motivée par les difficultés traversées par la Juventus, et l'enquête qui viserait notamment l'ancien président des Bianconeri, mais aussi Pavel Nedved.
| #  | Nom                     | Période     |
| -- | ----------------------- | ----------- |
| 1  | Eugenio Canfari         | 1897 – 1898 |
| 2  | Enrico Canfari          | 1898 – 1901 |
| 3  | Carlo Favale            | 1901 – 1902 |
| 4  | Giacomo Parvopassu      | 1902 – 1904 |
| 5  | Alfred Dick             | 1905 – 1906 |
| 6  | Carlo Vittorio Varetti  | 1906 – 1910 |
| 7  | Attilio Ubertalli       | 1911 – 1912 |
| 8  | Giuseppe Hess           | 1913 – 1915 |
| 9  | Gioacchino Armano (co.) | 1915 – 1918 |
|    | Fernando Nizza (co.)    | 1915 – 1918 |
|    | Sandro Zambelli (co.)   | 1915 – 1918 |
| 12 | Corrado Corradini       | 1919 – 1920 |
| 13 | Gino Olivetti           | 1920 – 1923 |
| 14 | Edoardo Agnelli         | 1923 – 1935 |
| 15 | Giovanni Mazzonis       | 1935 – 1936 |

| #  | Nom                             | Période      |
| -- | ------------------------------- | ------------ |
| 16 | Emilio de La Forest de Divonne  | 1936 – 1941  |
| 17 | Piero Dusio                     | 1941 – 1947  |
| 18 | Gianni Agnelli (PH)             | 1947 – 1954  |
| 19 | Enrico Craveri (co. int.)       | 1954 – 1955  |
|    | Nino Cravetto (co. int.)        | 1954 – 1955  |
|    | Marcello Giustiniani (co. int.) | 1954 – 1955  |
| 22 | Umberto Agnelli                 | 1955 – 1962  |
| 23 | Vittore Catella                 | 1962 – 1971  |
| 24 | Giampiero Boniperti (PH)        | 1971 – 1990  |
| 25 | Vittorio Caissotti di Chiusano  | 1990 – 2003  |
| 26 | Franzo Grande Stevens (PH)      | 2003 – 2006  |
| 27 | Giovanni Cobolli Gigli          | 2006 – 2009  |
| 28 | Jean-Claude Blanc               | 2009 – 2010  |
| 29 | Andrea Agnelli                  | 2010 – 2022  |
| 30 | Gianluca Ferrero (en)           | Depuis 2023. |

- Légende : co. = Coprésident ; co. int. = Coprésident par intérim. ; PH = Président d'Honneur.

#### Direction
| - Président : - Gianluca Ferrero - Directeur général : - Damien Comolli - Directeur technique : - François Modesto - Actionnaire : - Mários Iliópoulos - Secrétaire général : - Massimo Cosentino |  | - Administrateurs : - Maurizio Arrivabene - Giulia Bongiorno - Paolo Garimberti - Assia Grazioli Venier - Caitlin Hughes - Daniela Marilungo - Aldo Mazzia - Francesco Roncaglio - Enrico Vellano |  | - Présidents honoraires : - Franzo Grande Stevens - Giampiero Boniperti |

### Entraîneurs
Le club turinois dispose d'entraîneurs professionnels depuis l'arrivée du Hongrois Jenő Károly, qui prend les rênes de l'effectif en 1923.
À la suite du décès de Károly d'un infarctus peu avant la fin de la saison 1925-26, son compatriote milieu de terrain József Viola le remplace en catastrophe, et devient, bien qu'intérimaire, le premier entraîneur-joueur de l'histoire du club.
Au total, les Piémontais ont en tout connu cinq entraîneurs-joueurs au cours de leur histoire, avec tout d'abord le Hongrois József Viola (joueur de 1924 à 1928 et de 1929 à 1930 puis entraîneur entre 1926 et 1928), suivi de Billy Aitken (joueur et entraîneur de 1928 à 1930), puis de Virginio Rosetta (joueur entre 1923 et 1936 puis entraîneur entre 1935 et 1939), de Giovanni Ferrari (joueur de 1930 à 1935 et de 1941 à 1942 puis entraîneur entre 1941 et 1942), et enfin de Felice Borel (joueur de 1932 à 1941 et de 1942 à 1946 puis entraîneur entre 1942 et 1946).

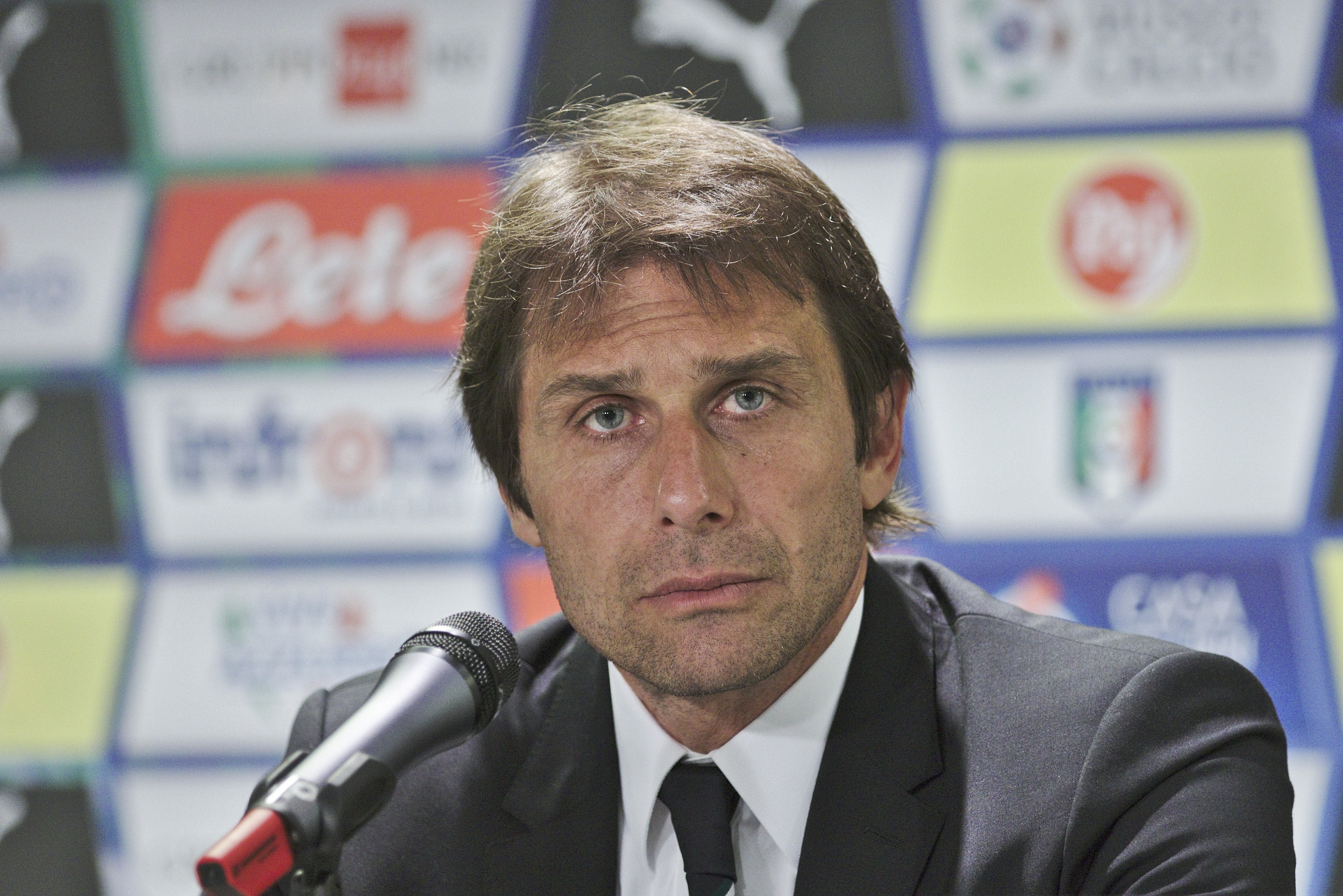
Antonio Conte joueur de la Vieille Dame de 1991 à 2004 puis entraîneur de 2011 à 2014.

21 entraîneurs de la Juventus sont également d'anciens joueurs du club, comme tout d'abord les cinq entraîneurs-joueurs, ajoutés à Carlo Bigatto (joueur de 1913 à 1931 puis entraîneur en 1935), Benè Gola (joueur en 1927-1928 puis entraîneur en 1935), Umberto Caligaris (joueur de 1928 à 1935 puis entraîneur en 1939-1940), Federico Munerati (joueur de 1922 à 1933 puis entraîneur en 1940-1941), Luis Monti (joueur de 1931 à 1939 puis entraîneur en 1941-1942), Renato Cesarini (joueur de 1929 à 1935 puis entraîneur de 1946 à 1948 et de 1959 à 1961), Luigi Bertolini (joueur de 1931 à 1937 puis entraîneur en 1951), Teobaldo Depetrini (joueur de 1933 à 1949 puis entraîneur en 1958-1959), Carlo Parola (joueur de 1939 à 1954 puis entraîneur en 1961-1962 et de 1974 à 1976), Július Korostelev (joueur en 1946-1947 puis entraîneur en 1961), Ercole Rabitti (joueur de 1939 à 1943 puis entraîneur en 1969-1970), Čestmír Vycpálek (joueur en 1946-1947 puis entraîneur de 1971 à 1974), Dino Zoff (joueur de 1972 à 1983 puis entraîneur de 1988 à 1990), Fabio Capello (joueur de 1969 à 1976 puis entraîneur de 2004 à 2006), Didier Deschamps (joueur de 1994 à 1999 puis entraîneur en 2006-2007), Ciro Ferrara (joueur de 1994 à 2005 puis entraîneur en 2009-2010), et enfin Antonio Conte (joueur de 1991 à 2004 puis entraîneur de 2011 à 2014). Beaucoup d'entraîneurs bianconeri connaissaient donc déjà la maison avant de prendre les rênes de l'effectif.
L'entraîneur le plus célèbre et le plus titré du club est Giovanni Trapattoni, qui, en 13 saisons passées au club de 1976 à 1986 puis de 1991 à 1994, remporte 14 trophées. D'autres grands entraîneurs ont marqué l'histoire de la Juventus, comme Marcello Lippi avec 13 titres entre 1994 et 1999 puis 2001 et 2004, Carlo Carcano (surnommé « l'entraîneur aux mille victoires ») avec quatre titres entre 1930 et 1934 (seul entraîneur à avoir remporté quatre championnats consécutifs dans l’histoire du football italien), Fabio Capello avec deux titres entre 2004 et 2006, Heriberto Herrera et sa Juve Operaia avec deux titres entre 1964 et 1969 (premier entraîneur non européen du club à remporter un trophée), ou encore Dino Zoff avec deux titres entre 1988 et 1990.
L'actuel entraîneur de la Juventus est Massimiliano Allegri, de retour dans cette fonction en 2021 après l'avoir précédemment occupée de 2014 à 2019 (période durant laquelle il avait remporté notamment 5 championnats d'Italie et accédé à deux finales de Ligue des Champions).
Depuis l'instauration des entraîneurs au club avec l'arrivée des Agnelli en 1923, 46 entraîneurs (31 italiens et 15 étrangers) durant 48 périodes différentes se sont succédé à la tête de la Vieille Dame. Le tableau suivant retrace la chronologie des entraîneurs du club.
| #  | Nom               | Période                 |
| -- | ----------------- | ----------------------- |
| 1  | Jenő Károly       | 1923 – 1926             |
| 2  | József Viola      | 1926 (int.) 1927 – 1928 |
| 3  | Billy Aitken      | 1928 – 1930             |
| 4  | Carlo Carcano     | 1930 – 1934             |
| 5  | Carlo Bigatto     | 1935 (int.)             |
| 6  | Benedetto Gola    | 1935 (int.)             |
| 7  | Virginio Rosetta  | 1935 – 1939             |
| 8  | Umberto Caligaris | 1939 – 1940             |
| 9  | Federico Munerati | 1940 – 1941 (int.)      |
| 10 | Giovanni Ferrari  | 1941 – 1942 (int.)      |
| 11 | / Luis Monti      | 1942 (int.)             |
| 12 | Felice Borel      | 1942 – 1946             |
| 13 | Renato Cesarini   | 1946 – 1948             |
| 14 | William Chalmers  | 1948 – 1949             |
| 15 | Jesse Carver      | 1949 – 1951             |
| 16 | Luigi Bertolini   | 1951 (int.)             |
| 17 | György Sárosi     | 1951 – 1953             |
| 18 | Aldo Olivieri     | 1953 – 1955             |
| 19 | Sandro Puppo      | 1955 – 1957             |
| 20 | Ljubiša Broćić    | 1957 – 1958             |

| #  | Nom                 | Période                 |
| -- | ------------------- | ----------------------- |
| 21 | Teobaldo Depetrini  | 1958 – 1959 (int.)      |
| 22 | Renato Cesarini     | 1959 – 1961             |
| 23 | Gunnar Gren         | 1961 (int.)             |
| 24 | Július Korostelev   | 1961 (int.)             |
| 24 | Carlo Parola        | 1961 (int.) 1961 – 1962 |
| 26 | Paulo Amaral        | 1962 – 1963             |
| 27 | Eraldo Monzeglio    | 1963 – 1964 (int.)      |
| 28 | Heriberto Herrera   | 1964 – 1969             |
| 29 | Luis Carniglia      | 1969                    |
| 30 | Ercole Rabitti      | 1969 – 1970 (int.)      |
| 31 | Armando Picchi      | 1970 – 1971             |
| 32 | Čestmír Vycpálek    | 1971 – 1974             |
| 33 | Carlo Parola        | 1974 – 1976             |
| 34 | Giovanni Trapattoni | 1976 – 1986             |
| 35 | Rino Marchesi       | 1986 – 1988             |
| 36 | Dino Zoff           | 1988 – 1990             |
| 37 | Luigi Maifredi      | 1990 – 1991             |
| 38 | Giovanni Trapattoni | 1991 – 1994             |
| 39 | Marcello Lippi      | 1994 – 1999             |
| 40 | Carlo Ancelotti     | 1999 – 2001             |

| #  | Nom                  | Période     |
| -- | -------------------- | ----------- |
| 41 | Marcello Lippi       | 2001 – 2004 |
| 42 | Fabio Capello        | 2004 – 2006 |
| 43 | Didier Deschamps     | 2006 – 2007 |
| 44 | Giancarlo Corradini  | 2007 (int.) |
| 45 | Claudio Ranieri      | 2007 – 2009 |
| 46 | Ciro Ferrara         | 2009 – 2010 |
| 47 | Alberto Zaccheroni   | 2010 (int.) |
| 48 | Luigi Delneri        | 2010 – 2011 |
| 49 | Antonio Conte        | 2011 – 2014 |
| 50 | Massimiliano Allegri | 2014 – 2019 |
| 51 | Maurizio Sarri       | 2019 – 2020 |
| 52 | Andrea Pirlo         | 2020 – 2021 |
| 53 | Massimiliano Allegri | 2021 – 2024 |
| 54 | Paolo Montero        | 2024 (int.) |
| 55 | Thiago Motta         | 2024 – 2025 |
| 56 | Igor Tudor           | depuis 2025 |

- Légende : int. = entraîneur par intérim.

### Joueurs

#### Effectif professionnel actuel
Le premier tableau liste l'effectif professionnel de la Juventus FC pour la saison 2025-2026. Le second recense les prêts effectués par le club lors de cette même saison.
En grisé, les sélections de joueurs internationaux chez les jeunes mais n'ayant jamais été appelés aux échelons supérieurs une fois l'âge-limite dépassé ou les joueurs ayant pris leur retraite internationale.
1. ↑  Seule la nationalité sportive est indiquée. Un joueur peut avoir plusieurs nationalités mais n'a le droit de jouer que pour une seule sélection nationale.
2. ↑  Seule la sélection la plus importante est indiquée.

#### Joueurs emblématiques
| Pos° | Nom du joueur        | Carrière au club     | Matchs | Dont Serie A |
| ---- | -------------------- | -------------------- | ------ | ------------ |
| 1    | Alessandro Del Piero | 1993-2012            | 705    | 513          |
| 2    | Gianluigi Buffon     | 2001-2018, 2019-2021 | 685    | 526          |
| 3    | Gaetano Scirea       | 1974-1988            | 552    | 377          |
| 4    | Giorgio Chiellini    | 2004-2022            | 542    | 410          |
| 5    | Giuseppe Furino      | 1969-1984            | 528    | 361          |
| 6    | Roberto Bettega      | 1970-1983            | 482    | 326          |
| 7    | Dino Zoff            | 1972-1983            | 476    | 330          |
| 8    | Giampiero Boniperti  | 1946-1961            | 459    | 443          |
| 9    | Leonardo Bonucci     | 2010-2017, 2018-2023 | 451    | 324          |
| 10   | Sandro Salvadore     | 1962-1974            | 450    | 331          |

| Pos° | Nom du joueur        | Carrière au club     | Buts      | Dont Serie A |
| ---- | -------------------- | -------------------- | --------- | ------------ |
| 1    | Alessandro Del Piero | 1993-2012            | 289 (705) | 188 (478)    |
| 2    | Giampiero Boniperti  | 1946-1961            | 179 (459) | 178 (443)    |
| 3    | Roberto Bettega      | 1970-1983            | 178 (482) | 129 (326)    |
| 4    | David Trezeguet      | 2000-2010            | 171 (320) | 123 (214)    |
| 5    | / Omar Sívori        | 1957-1965            | 167 (253) | 135 (215)    |
| 6    | Felice Borel         | 1932-1941, 1942-1946 | 158 (308) | 123 (231)    |
| 7    | Pietro Anastasi      | 1968-1976            | 130 (303) | 78 (205)     |
| 8    | John Hansen          | 1948-1954            | 124 (187) | 124 (187)    |
| 9    | Roberto Baggio       | 1990-1995            | 115 (200) | 78 (141)     |
| 10   | Paulo Dybala         | 2015-2022            | 115 (292) | 82 (208)     |

« La Juve est quelque chose de plus qu'une équipe, je ne saurai dire quoi, mais je suis fier d'en faire partie. »

— Gaetano Scirea

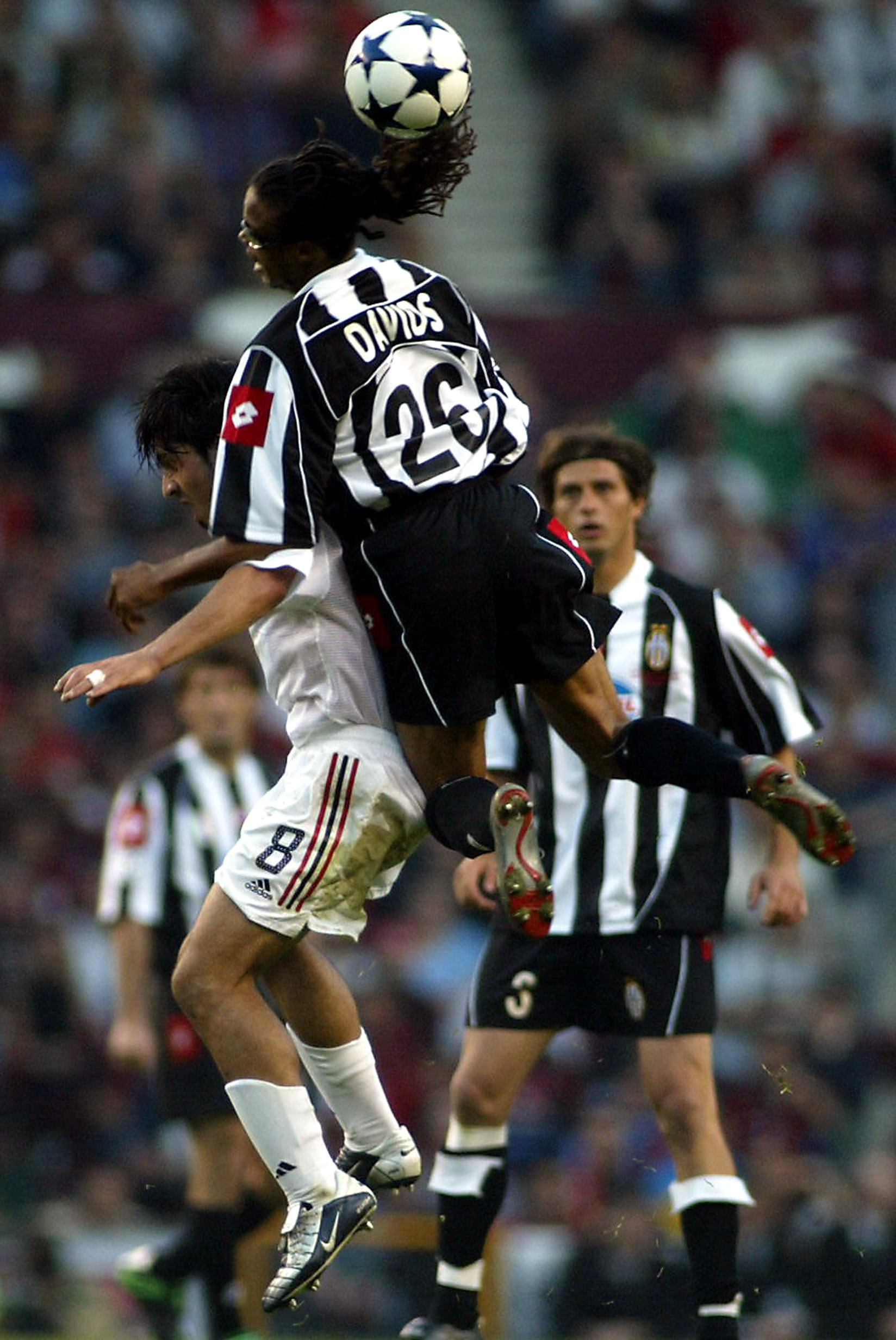
Edgar Davids face au Milan durant la finale de la Ligue des champions 2002–03.

Selon ses cycles, le club piémontais a logiquement composé avec de nombreux joueurs ayant marqués son histoire depuis sa création. Plusieurs grands noms, parfois passés par le centre de formation, ou bien recrutés en Italie et à l'étranger ont marqué l'histoire de la Juve, dont beaucoup d'entre eux furent également internationaux.
La Juventus est connue pour avoir toujours eu une politique de recrutement orientée vers des joueurs italiens, et s'est souvent basée uniquement sur des joueurs Italiens pour son effectif (une des raisons pour lesquelles l'équipe est autant aimée à travers le pays). La première saison officielle de l'histoire du club en 1900, composa uniquement avec des joueurs italiens, et le premier étranger n'arriva qu'une saison plus tard, avec l'anglais John Savage. La première décennie du club vit bien arriver quelques joueurs suisses (du fait de la proximité du Piémont avec la Suisse et de l'influence du président suisse du club en 1905, Alfred Dick) ou britanniques, mais restant minoritaires face aux italiens. Fondé par des étudiants, le club comporte également à ses débuts uniquement des jeunes joueurs.
L'un des premiers joueurs marquants de l'histoire du club est le capitaine Carlo Bigatto, un milieu gauche qui effectua toute sa carrière à la Juventus de 1913 à 1931, remportant deux titres de champion d'Italie en 1926 et 1931.
Il faut attendre l'arrivée des premiers oriundi au club (fin des années 1920 et début des années 1930) comme Raimundo Orsi (au club de 1928 à 1935), Renato Cesarini (au club de 1929 à 1935) ou encore Luis Monti (au club de 1931 à 1939), pour voir enfin des joueurs étrangers (bien que tous d'origine italienne) marquer véritablement l'histoire du club.
Lors de la saison 1946-1947 débarquent dans l'effectif les premiers joueurs du club originaires de Tchécoslovaquie, Čestmír Vycpálek et Július Korostelev.
Les années 1950 voient débarquer au club une colonie de joueurs scandinaves (à l'instar du Milan avec son « Gre-No-Li »), dont certains restèrent célèbres comme les danois John Hansen (au club de 1948 à 1954) et Karl Aage Præst (au club de 1949 à 1956), le premier Suédois du club, la vedette internationale Kurt Hamrin, arrivant lui au cours de la saison 1956-1957.
Le gallois John Charles (à la Juve entre 1957 et 1962) devient le premier britannique à véritablement rencontrer un succès dans le club turinois. Il forma avec Giampiero Boniperti et l'oriundo Omar Sívori (premier bianconero à recevoir le Ballon d'or en 1961) un des plus célèbres trios de l'histoire du calcio, le « Trio magique », quelques années avant l'arrivée à Turin du premier espagnol de l'histoire de l'équipe, Luis del Sol (au club de 1962 à 1970), devenue par la suite une légende du club.
La famille Agnelli tente une nouvelle politique commencée vers la fin des années 1960, avec l'acquisition de joueurs originaires du Mezzogiorno pour satisfaire les nombreux ouvriers de la FIAT originaires du sud-italien (et tifosi de la Vieille Dame), en proie à de nombreuses grèves à cette période. C'est donc au cours de ces années qu'arrivent dans l'équipe les siciliens Pietro Anastasi et Giuseppe Furino, le sarde Antonello Cuccureddu ou encore l'apulien Franco Causio.
Le premier joueur français à s'imposer au club reste sans conteste Michel Platini (au club de 1982 à 1987), vainqueur de sept titres avec la Juve et élu meilleur footballeur français du XXe siècle.
Le plus jeune joueur à avoir évolué sous les couleurs bianconere est l'attaquant Pietro Pastore à l'âge de 15 ans et 222 jours, tandis que le joueur le plus vieux à avoir porté les couleurs du club est le gardien de but Giuseppe Romano (jouant son dernier match à 38 ans et 138 jours).
À noter que plusieurs joueurs ont passé la totalité de leur carrière (ou presque) de footballeur au sein de l'effectif turinois, comme Carlo Bigatto (entre 1913 et 1931), Gianpiero Combi (entre 1921 et 1934), Carlo Parola (entre 1939 et 1954), Giampiero Boniperti (entre 1946 et 1961), Giuseppe Furino (entre 1969 et 1984), Roberto Bettega (entre 1970 et 1983), ainsi que Gaetano Scirea (entre 1974 et 1988).
Le club a établi en 2010 une liste des 50 joueurs les plus importants ayant marqués l'histoire du club, élus par les membres du fan club reconnu par le club et le programme Juventus Membership sur la base des statistiques (les matchs joués et les buts marqués) et les trophées au cours de leur période à la Juventus (tant avec le club qu'en équipe nationale). Cette liste est nommée Le 50 leggende bianconere.
Quatre joueurs français figurent parmi ce classement (représentant la nationalité étrangère la plus représentée), à savoir tout d'abord le milieu offensif Michel Platini (qui remporta sept titres officiels sous les couleurs du club), puis le milieu défensif Didier Deschamps (qui en a lui remporté neuf à la Juve), le milieu offensif Zinédine Zidane (avec cinq trophées remportés), et enfin l'attaquant de pointe David Trezeguet (ayant officiellement gagné quatre trophées avec le club, mais six sportivement).
Ajouté à ces quatre joueurs, seul 9 sur les 50 (dont 3 oriundi) sont des non italiens, à savoir le défenseur central et avant-centre gallois John Charles, le milieu défensif néerlandais Edgar Davids (qui remplace l'attaquant polonais Zbigniew Boniek au départ choisit à sa place), l'ailier gauche espagnol Luis del Sol, l'attaquant et ailier gauche danois John Hansen, le défenseur central uruguayen Paolo Montero, ainsi que l'ailier gauche et milieu offensif tchèque Pavel Nedvěd.

« Quand tu es de la Juve, tu l'es pour toujours. »

— Zinédine Zidane

##### Capitanat

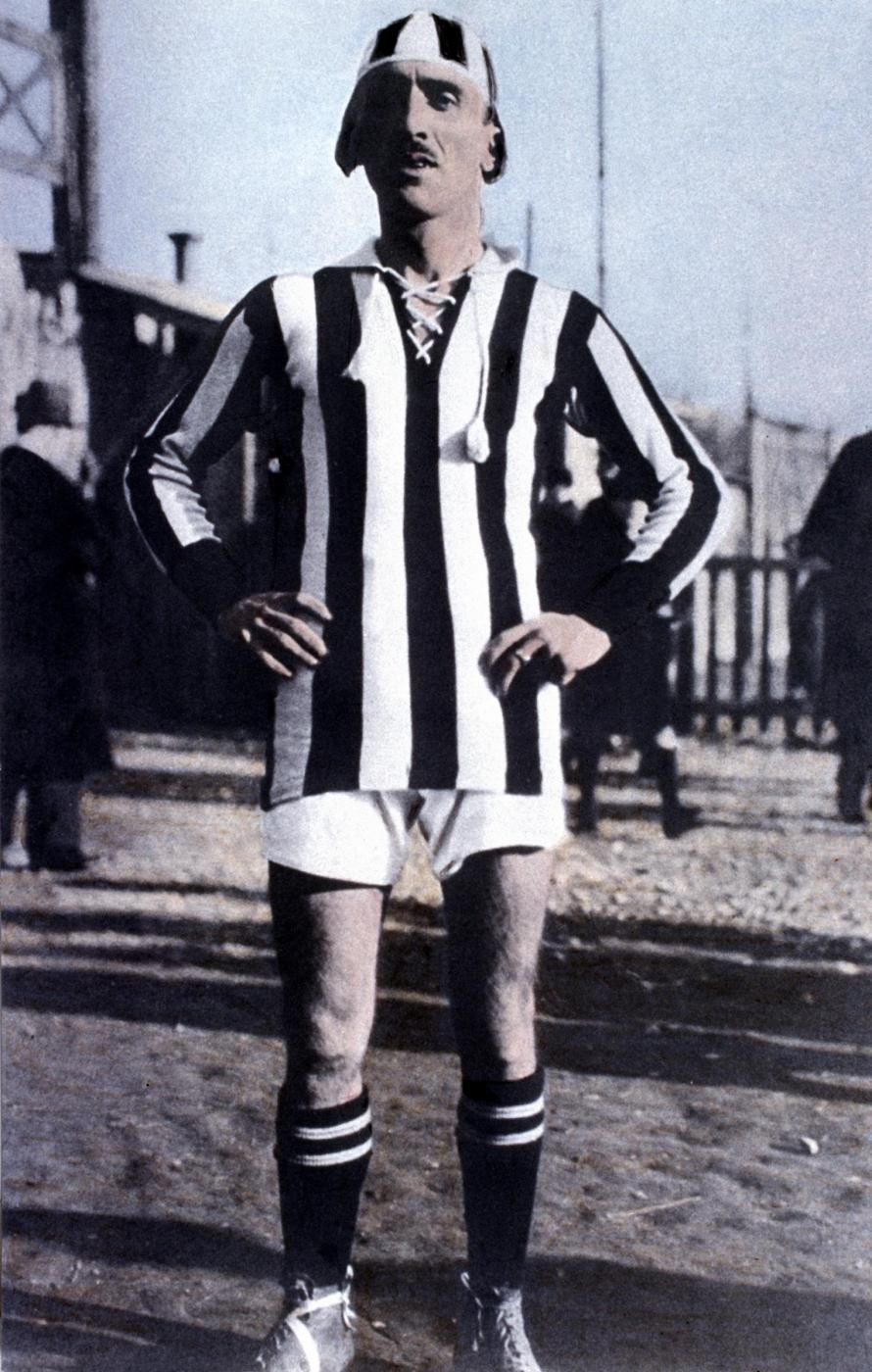
Carlo Bigatto, le premier capitain de la Juventus.

Dans toute l'histoire de la Vieille Dame, 20 capitaines se sont passé le relais pour le port du brassard, de 1922 à aujourd'hui.
Le joueur marquant Carlo Bigatto fut le capitaine de l'effectif en 1922, et Virginio Rosetta (capitaine de 1929 à 1935) fut le premier à être en même temps capitaine bianconero et champion du monde avec l'Italie. Luis Monti (troisième capitaine entre 1935 à 1938) est le premier à être né sur le sol étranger (bien qu'oriundo) et le premier capitaine du club à remporter une coupe d'Italie. Le cinquième capitaine de l'effectif bianconero, Pietro Rava (qui porta le brassard de 1942 à 1949) est le premier joueur formé au club devenu par la suite capitaine.
À noter que seuls deux étrangers de naissance ont porté le brassard de capitaine, à savoir Luis Monti et Omar Sívori, tous deux Argentins mais d'origine italienne (oriundi). La période la plus longue de capitanat, onze ans, est celle d'Alessandro Del Piero (de 2001 à 2012). Des périodes plus courtes de capitanat, un an, sont celle de Antonio Cabrini (de 1988 à 1989), Sergio Brio (de 1989 à 1990) et Gianluca Vialli (de 1995 à 1996). En 1992, Roberto Baggio devient le plus jeune capitaine de l'histoire du club, à 25 ans. En 1935, Luis Monti devient capitaine à 34 ans, restant à ce jour le plus vieux capitaine élu du club.
| Joueur               | Période   | Joueur               | Période   | Joueur           | Période   |  |
| Carlo Bigatto        | 1922-1929 | Pietro Anastasi      | 1974-1976 | Leonardo Bonucci | 2022-2023 |  |
| Virginio Rosetta     | 1929-1935 | Giuseppe Furino      | 1976-1984 | Danilo           | 2023-2025 |  |
| / Luis Monti         | 1935-1938 | Gaetano Scirea       | 1984-1988 | Manuel Locatelli | 2025-     |  |
| Mario Varglien       | 1938-1942 | Antonio Cabrini      | 1988-1989 |                  |           |  |
| Pietro Rava          | 1942-1949 | Sergio Brio          | 1989-1990 |                  |           |  |
| Carlo Parola         | 1949-1954 | Stefano Tacconi      | 1990-1992 |                  |           |  |
| Giampiero Boniperti  | 1954-1961 | Roberto Baggio       | 1992-1995 |                  |           |  |
| Flavio Emoli         | 1961-1963 | Gianluca Vialli      | 1995-1996 |                  |           |  |
| / Omar Sívori        | 1963-1965 | Antonio Conte        | 1996-2001 |                  |           |  |
| Ernesto Càstano      | 1965-1970 | Alessandro Del Piero | 2001-2012 |                  |           |  |
| Alessandro Del Piero | 2001-2012 | Gianluigi Buffon     | 2012-2018 |                  |           |  |
| Gianluigi Buffon     | 2012-2018 | Giorgio Chiellini    | 2018-2022 |                  |           |  |

#### Ballons d'or

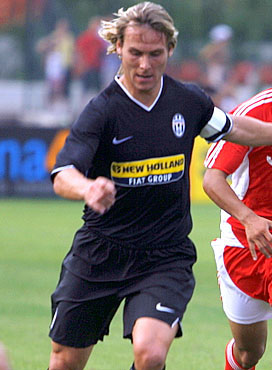
Pavel Nedvěd le Ballon d'or 2003, considéré comme l'un des meilleurs milieux de terrain de sa génération.

Plusieurs joueurs de la Juventus (officiellement 6 mais officieusement 7 si l'on compte Fabio Cannavaro en 2006) ont obtenu le Ballon d'or lorsqu'ils évoluaient au club. Jusqu'en 2007, Le club disposait du plus grand nombre de Ballons d'or (8), avant d'être égalé par l'AC Milan puis dépassé par le FC Barcelone en 2013 et le Real Madrid en 2014:
- /  Omar Sívori en 1961
- Paolo Rossi en 1982
- Michel Platini en 1983, 1984 et 1985
- Roberto Baggio en 1993
- Zinédine Zidane en 1998
- Pavel Nedvěd en 2003

À noter également que 6 joueurs ont également fini à la 2e place du classement (Dino Zoff en 1973, Salvatore Schillaci en 1990, Roberto Baggio en 1994, Zinédine Zidane en 2000, Gianluigi Buffon en 2006 et Cristiano Ronaldo en 2018) et 3 à la 3e place (John Charles en 1959, Zbigniew Boniek en 1982 et Zinédine Zidane en 1997).

#### Contribution à l'équipe d'Italie de football
| « L'argent ne vaut pas l'amour pour un maillot et je n'en ai que deux, un bianconero et un azzurro. » — Lettre d'Umberto Caligaris répondant aux dirigeants du Valence CF qui voulaient l'engager |  | « La Juventus est l'équipe mère des sélections championnes du monde. » — Lino Cascioli, 1982. |

Historiquement, la Juventus est le club possédant le plus de joueurs ayant évolué sous les couleurs de la sélection italienne (136 au 6 février 2013), dont le club en est fortement lié, de près ou de loin, et est la seule équipe ayant contribué à toutes les sélections italiennes en Coupe du monde depuis le Mondial 1934 (première Coupe du monde européenne, et première participation italienne).
L'histoire des « Bianconeri in azzurro » commence en 1920 avec le premier joueur du club à avoir été convoqué en équipe nationale, le gardien de but Giovanni Giacone, qui effectua sa première sélection le 28 mars à Berne contre la Suisse. Giacone fut ensuite suivi d'Antonio Bruna et de Pio Ferraris.
L'effectif bianconero devient le « club de l'Italie », grâce à ses victoires nationales et au nombre important de joueurs décisifs juventini en sélection italienne lors de ses victoires en coupe internationale 1933-1935, demeurée dans la mémoire collective italienne, favorisant un phénomène de «nationalisation», identité nationale à travers le sport ayant permis à la sélection de se développer.
La Juve a fourni tout au long de son histoire un nombre considérable de joueurs italiens lors des campagnes en Coupe du monde, correspondant souvent avec des périodes de succès du club de Turin, comme le « Quinquennio d'Oro », de 1931 à 1935 où la Squadra sera surnommée la « Nazio-Juve » ou le « Ciclo Leggendario », entre 1972 et 1986, où l'équipe fut surnommée le « Blocco-Juve ».

« À la Juve s'acquiert une habitude mentale de sacrifice qu'il n'y a nulle part ailleurs. À la Juve, ils t'enseignent que le match le plus important est toujours celui à venir. À la Juve, ils t'enseignent à avoir toujours « faim » de victoires, à ne jamais t'en contenter. Ce n'est pas un hasard si les chances de la Nazionale ont toujours coïncidé avec la large présence de bianconeri en azzurro. »

— Claudio Gentile

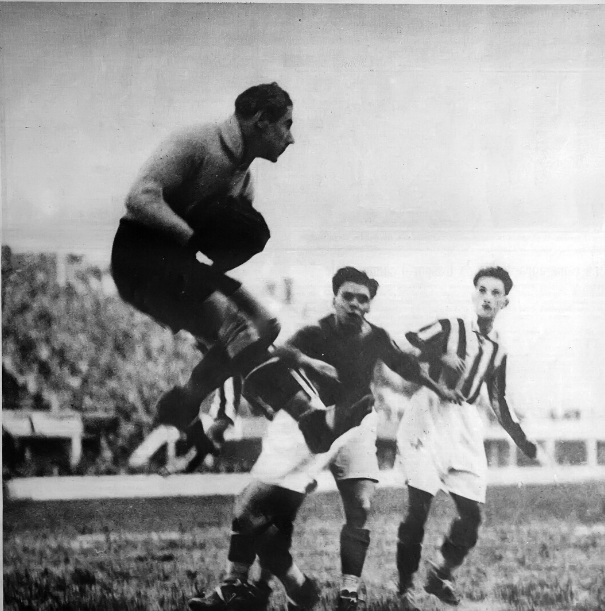
Le gardien bianconero Gianpiero Combi, capitaine du italiens victorieux dans la Coupe du monde 1934.

Liste des joueurs de la Juventus ayant contribué aux succès italiens en Coupe du monde:
- Coupe du monde 1934 (9) :
  - Gianpiero Combi, Virginio Rosetta, Luigi Bertolini, Felice Borel II, Umberto Caligaris, Giovanni Ferrari, Luis Monti, Raimundo Orsi et Mario Varglien I[note 50]
- Coupe du monde 1938 (2) :
  - Alfredo Foni et Pietro Rava
- Coupe du monde 1982 (6) :
  - Dino Zoff, Antonio Cabrini, Claudio Gentile, Paolo Rossi, Gaetano Scirea et Marco Tardelli
- Coupe du monde 2006 (5) :
  - Fabio Cannavaro, Gianluigi Buffon, Mauro Camoranesi, Alessandro Del Piero et Gianluca Zambrotta.

Deux joueurs de la Juventus ont remporté le Soulier d'or avec l'Italie : Paolo Rossi en 1982 et Salvatore Schillaci en 1990. En plus des Coupes du monde, deux des joueurs de la Juventus que sont Alfredo Foni et Pietro Rava ont remporté la médaille d'or aux Jeux olympiques 1936, et 3 bianconeri ont remporté l'Euro 1968 avec l'Italie: Sandro Salvadore, Ernesto Castano et Giancarlo Bercellino.

« La Nazionale et la Juventus ont été deux grandes histoires d'amour dans ma vie d'entraîneur. »

— Marcello Lippi
Durant la seconde moitié des années 1990, la Juventus, entraînée par Marcello Lippi, représenta l'axe principal de la Squadra Azzurra avec l'apport de nombreux joueurs de calibre de la Vieille Dame tels qu'Angelo Peruzzi, Ciro Ferrara, Alessio Tacchinardi, Moreno Torricelli, Angelo Di Livio, Alessandro Del Piero, Gianluca Pessotto (le centième footballeur du club convoqué en Nazionale), Antonio Conte ou encore Fabrizio Ravanelli. Lors de la saison 1996-97 furent sélectionnés une bonne dizaine de joueurs, qui formèrent l'ossature de la sélection, ce avant l'Euro 2000 où les Italiens atteignirent la finale, guidés par Dino Zoff.
La Juventus est également constituée de joueurs d'autres pays ayant remporté la Coupe du monde. Zinédine Zidane et le capitaine Didier Deschamps jouaient au club lorsqu'ils remportèrent le Mondial 1998 avec la France, portant à 24 le nombre de joueurs de la Juve ayant remporté un Mondial, plus qu'aucun autre club au monde. Trois joueurs de la Juventus ont également remporté l'Euro avec un autre pays que l'Italie, Luis del Sol en 1964 avec l'Espagne, ainsi que les Français Michel Platini et Zinédine Zidane, respectivement en 1984 et 2000.
Au total, la Vieille Dame, avec 24 de ses joueurs sacrés champions du monde (dont 22 italiens) est la première équipe au monde au classement des clubs ayant fourni le plus de vainqueurs de la coupe du monde aux diverses sélections nationales.
Le tableau suivant donne la liste actualisée au 6 février 2013 des joueurs de la Juve en sélection italienne, le nombre de sélections et la période correspondante, ainsi que le nombre total de sélections durant la carrière du joueur :
Actuellement, le joueur de la Juve le plus capé avec la Squadra Azzurra est le gardien de but Gianluigi Buffon avec 128 sélections (dont 148 au total), tandis que le meilleur buteur est lui Alessandro Del Piero avec 27 buts inscrits en 91 sélections (pour le même total).

## Structures du club

### De nombreux stades au fil du temps
Après ses deux premières années (où le club évolua au Parco del Valentino puis au Parco Cittadella), le club joua jusqu'en 1908 au Stadio Piazza d'Armi, appelé aussi Campo Piazza d'Armi (arène où eut lieu le premier match officiel du club en 1900), sauf entre les saisons 1904 et 1906 où la Juve s'installa au Stadio Motovelodromo Umberto I, stade ouvert en 1895 et situé dans le quartier de Crocetta, qu'elle louait à la municipalité et qu'elle fut forcée de quitter, après des problèmes avec son ex-président Alfred Dick qui quitta le club pour créer le Torino FC, qui lui s'installa avec son nouveau club au Motovelodromo Umberto I.
De 1909 à 1922, les bianconeri évoluèrent lors des compétitions internationales au Stadio di Corso Sebastopoli (stade d'environ 10 000 places construit en bois et considéré comme le premier véritable stade du FBC Juventus), mais, pour les autres matchs, ils jouèrent jusqu'en 1933 au Stadio di Corso Marsiglia (stade d'environ 15 000 places, le premier construit en béton armé), date à laquelle ils déménagèrent dans le tout nouveau Stadio Municipale di Torino Benito Mussolini, un des nombreux stades inaugurés pour la coupe du monde de football 1934 accueillie par l'Italie (stade moderne doté d'environ 65 000 places pour la plupart debout, avec une haie métallique séparant les tribunes du terrain), et qui fut par la suite renommé Stadio Comunale Vittorio Pozzo après la guerre et la chute du régime fasciste.
Pour les besoins d'accueillir la coupe du monde de football 1990, organisée par l'Italie, un nouveau stade de 69 295 places (ramené par la suite à 67 229 dont 90 % des sièges couverts) fut inauguré en 1990 pour la Juve, portant le nom de Stadio Delle Alpi (en français le Stade des Alpes). En attendant la construction de son nouveau stade commencée en 1988, le club joua quelques matchs à domicile dans différents stades italiens, comme le Stadio Renzo Barbera à Palerme, le Stadio Dino Manuzzi à Cesena ou encore le Stade Giuseppe Meazza à Milan.
En août 2006, le Stade des Alpes ferme pour être rénové, avant d'être démoli en 2009. En attendant la reconstruction de son nouveau stade de 41 507 places, appelé le Juventus Stadium, propriété à 100 % du club, la Juventus joua durant plusieurs saisons au Stadio Olimpico di Torino, ramené à 27 994 places (anciennement le Stadio Communale puis renommé en stade olympique après sa rénovation pour les jeux olympiques d'hiver de 2006), stade habituel de son grand rival du Torino FC depuis 1958, et où la Juve n'avait plus évolué depuis plus de quinze ans.
Le 8 septembre 2011, le club a rendez-vous avec l'histoire, en inaugurant son tout nouveau Juventus Stadium (appelé aussi la Juventus Arena), enceinte prévue pour accueillir 41 507 spectateurs, l'une des plus modernes d'Europe, lors d'un match de gala contre le club invité de 3e division anglaise du Notts County FC, club lié malgré lui aux turinois depuis 1903, ces derniers leur ayant empruntés leur couleurs blanches et noires.

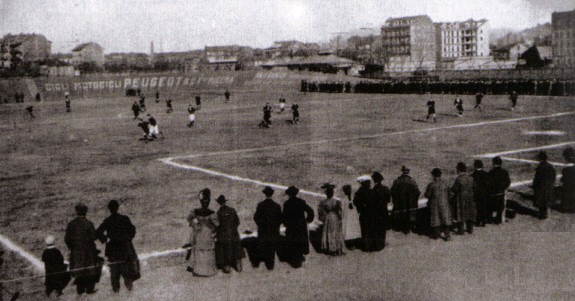
Le Velodromo Umberto I lors d'un match en 1906
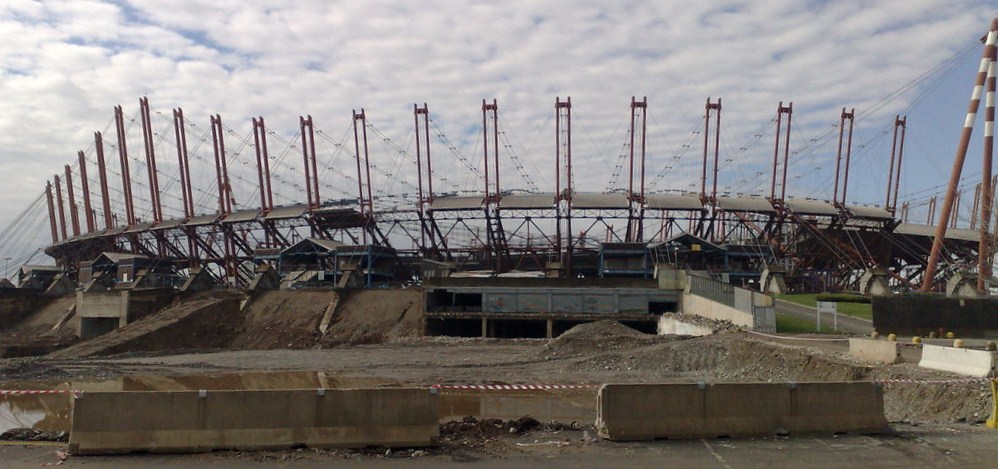
Vue de l'extérieur du Stade des Alpes durant sa démolition en 2009
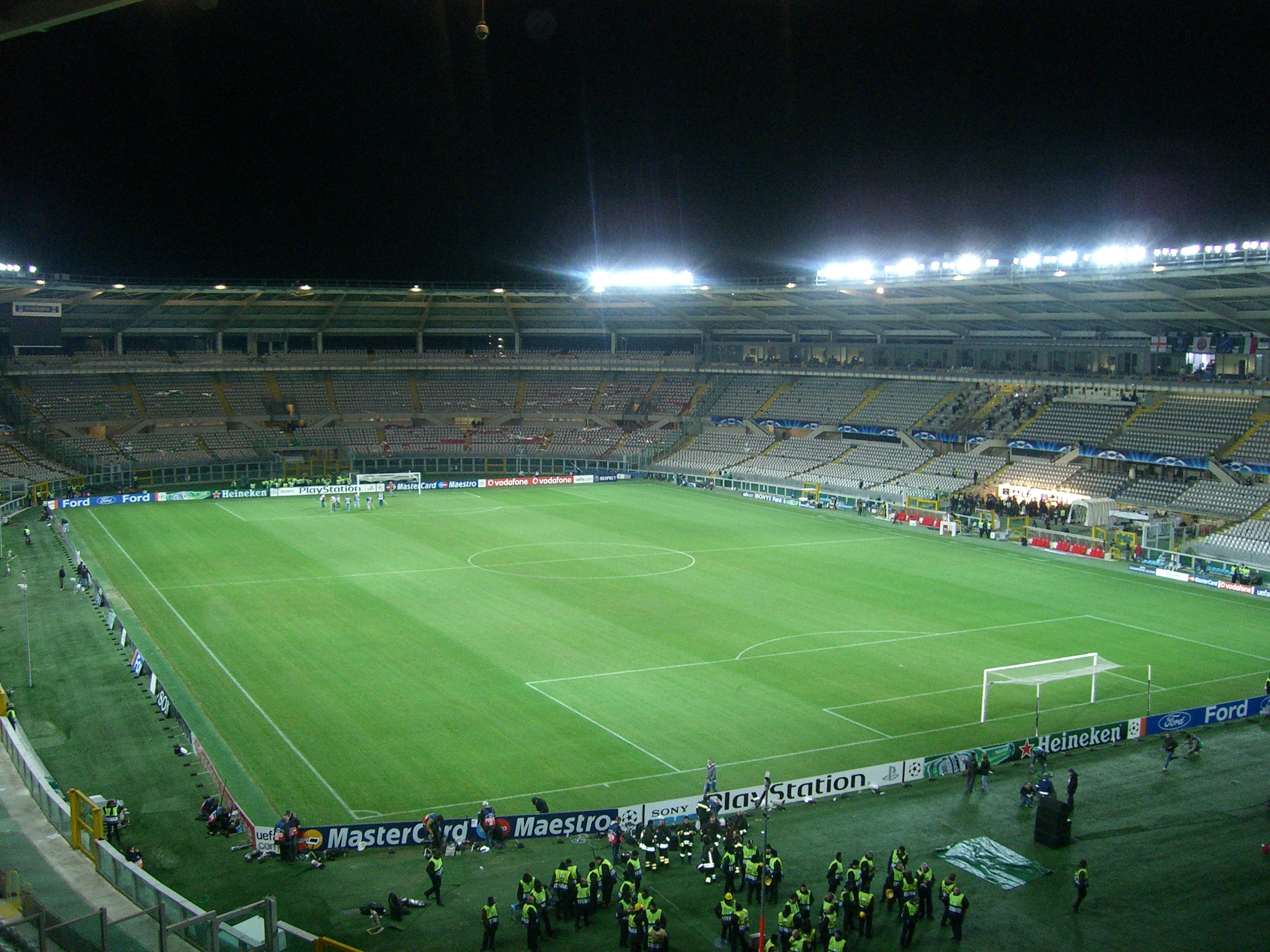
Vue de l'intérieur du Stadio Olimpico di Torino
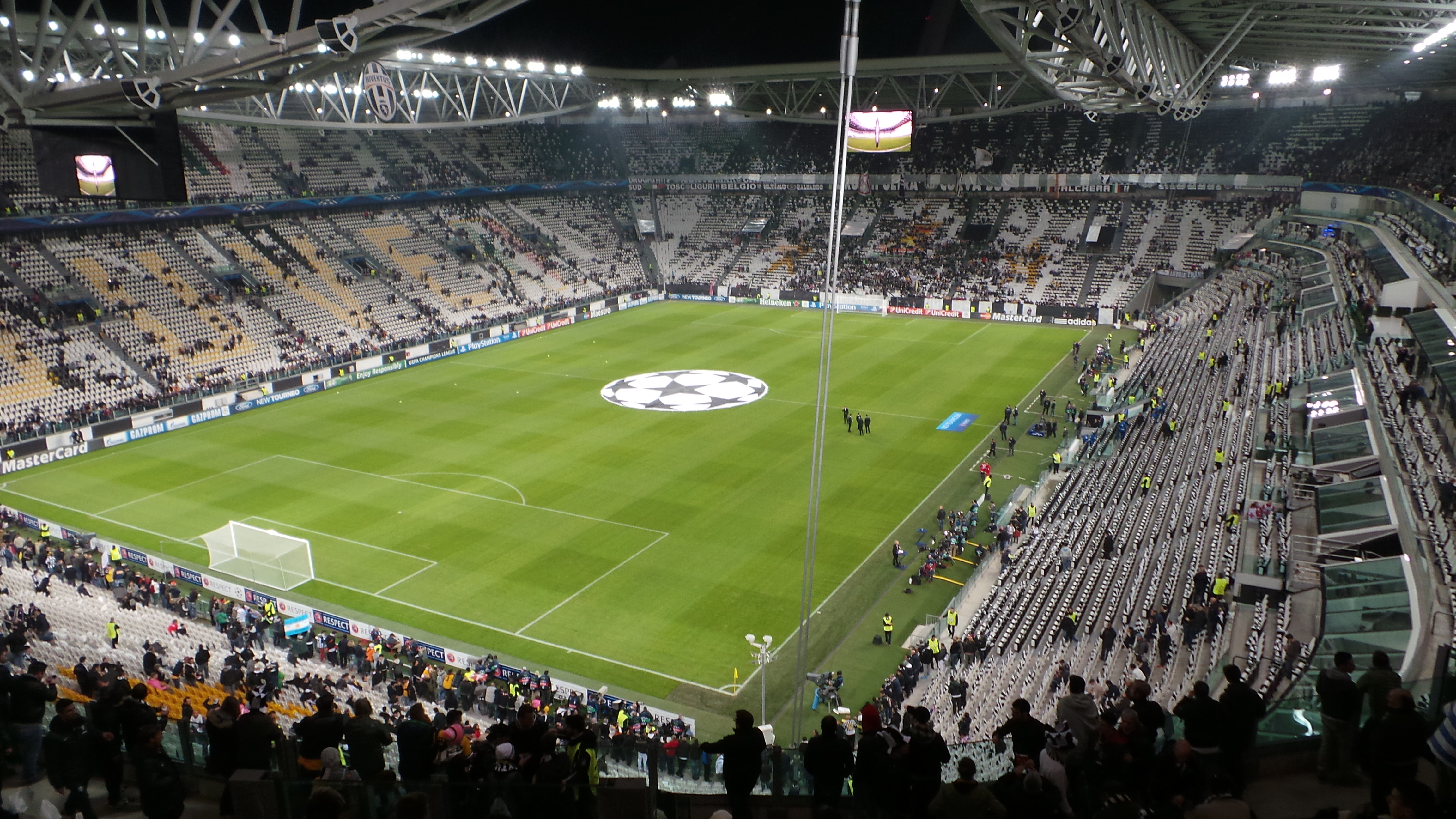
Le Juventus Stadium, nouvelle enceinte juventina depuis 2011

Depuis 1897, la Juventus a disputé ses rencontres à domicile dans différents stades :
| - Parco del Valentino : 1897 - Parco del Cittadella : 1898 - Stadio Piazza d'Armi : 1899 – 1904 - Stadio Motovelodromo Umberto I : 1904 – 1906 - Stadio Piazza d'Armi : 1906 – 1908 - Stadio di Corso Sebastopoli : 1909 – 1922 | - Stadio di Corso Marsiglia : 1923 – 1933 - Stadio Communale Vittorio Pozzo (appelé Stadio Mussolini jusqu'en 1945) : 1933 – 1990 - Stadio delle Alpi : 1990 – 2006 - Stadio Olimpico di Torino (ex-Stadio Communale jusqu'en 2006) : 2006 – 2011 - Juventus Stadium : 2011 – Maintenant |

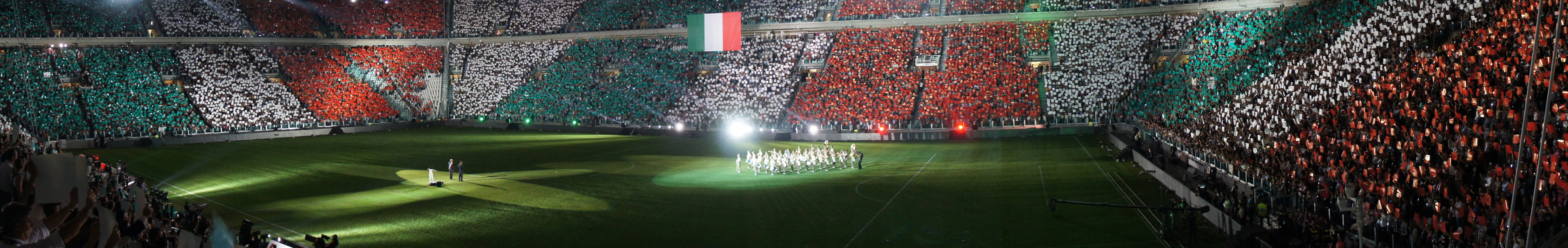
Vue panoramique du Juventus Stadium lors de la cérémonie d'inauguration.

### Centre d'entraînement
Le centre d'entraînement de la Juventus Football Club est appelé le Juventus Center, centre sportif situé dans la petite ville de Vinovo (tout près de Turin à 14 km au sud-ouest), et sert pour l'équipe première du club et les autres catégories minimes. Le centre est l'un des plus modernes au monde, avec en tout de nombreux terrains d'entraînement répartis sur 140 000 m² (dont 6 000 m² couverts, en pelouse synthétique).
Ce centre, propriété de la société bianconera fut inauguré en août 2006 et réalisé par GAU et par les studios d'architectes de Shesa.
Le Juventus Center est détenu par Campi di Vinovo S.p.A., contrôlé par le Juventus Football Club S.p.A à 71,3 %.
Le centre inclut notamment un centre médical (dont un centre de physiothérapie), une piscine (permettant la nage à contre-courant), le centre de formation pour les équipes de jeunes, ou encore les locaux de la chaîne de télévision destinée au club de la Vieille Dame, la Juventus Channel.
C'est également au Juventus Center qu'ont lieu les conférences de presse officielles du club, et son siège social se situe à la Via Stupinigi 182, Vinovo (TO).

### Formation et équipes de jeunes

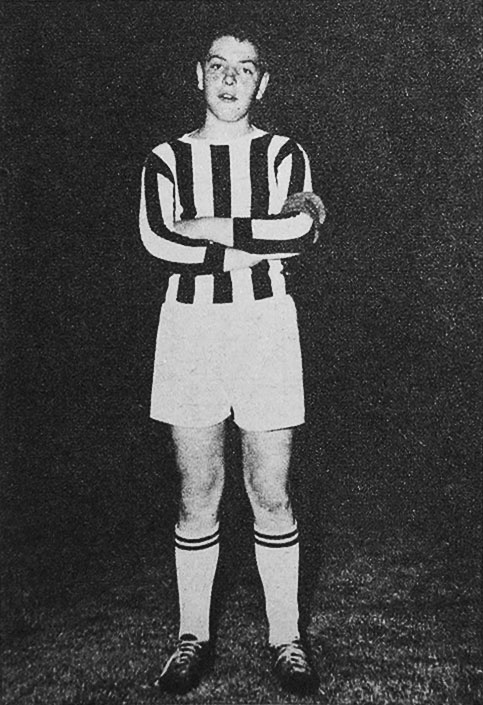
Roberto Bettega dans la section jeune de la Juventus en 1964.

La section jeune (en italien : settore giovanile) de la Juventus (considéré comme une des meilleures productrices de jeunes talents en Italie) est composée de 17 équipes masculines évoluant au niveau national et éventuellement international dans leur tournois de catégorie respective. Pour tous, leur terrain d'entraînement se situe au Juventus Center, centre sportif propriété de la société bianconera située à Vinovo (près de Turin).
Similaire au système entrepris par le club néerlandais de l'Ajax Amsterdam, la Juventus a mis en place des écoles de football sous la forme de clubs-satellites et de camps (Summer Camps) dans toute l'Italie (réservés aux jeunes de 8 à 16 ans) et à l'étranger, précisément en Angleterre (de 11 à 16 ans).

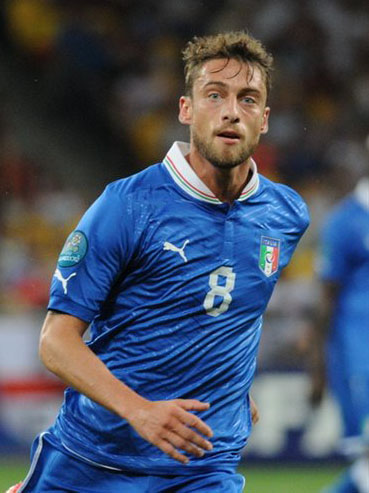
Claudio Marchisio, formé par le club entre 1993 et 2006.

Il existe aussi des projets comme la Juventus University, première université de football au monde (avec le soutien de l'Université de Turin), la Juventus National Academy qui s'adresse, grâce à la création d'un réseau d'écoles de football sur le territoire national et à l'étranger (à Malte) pour les garçons de 6 à 12 ans, ainsi que le programme Juventus Soccer Schools International à travers la gestion d'écoles de football aux États-Unis, Canada, Mexique, Angleterre, Grèce, Arabie saoudite, Australie, Belgique, et Suisse.
Historiquement, la Juve a toujours eu un bon réseau d'observateurs de jeunes talents (comme Luciano Moggi ou encore Franco Causio) sur tout le pays et à l'étranger.
Parmi les grands joueurs ayant été formés par la Juve figurent notamment Carlo Bigatto I, Gianpiero Combi (champion du monde 1934), Pietro Rava (vainqueur de la médaille d'or aux JO de Berlin 1936 et champion du monde 1938), Carlo Parola, Giovanni Viola et, surtout, Roberto Bettega, Giampiero Boniperti, Alessandro Del Piero (champion du monde 2006), Giuseppe Furino ou encore Paolo Rossi (champion du monde 1982).
Tout au long de son histoire, la Vieille Dame a fait évoluer en équipe jeunes, a formé et fait débuter en équipe première (parfois en les prêtant à d'autres clubs pour leur faire acquérir de l'expérience) plusieurs dizaines de joueurs, et ce dès les années 1900 (où il existait à l'époque une sorte de réserve pour les plus jeunes).
Voici donc une liste de joueurs formés durant leur jeunesse par la Juventus:
Plus récemment, les secteurs jeunes de la Juventus ont sorti de leur vivier des joueurs pro comme Raffaele Palladino, Antonio Nocerino, Sebastian Giovinco, Claudio Marchisio, Paolo De Ceglie, Antonio Mirante, Matteo Paro, Domenico Criscito, ou encore Ciro Immobile.

### Autres sections
Le club est tout d'abord fondé sous le nom de Sport Club Juventus en 1897 en tant que club omnisports, avant que seule la section footballistique ne subsiste au bout de deux années. Le mort Sport fut donc supprimé du nom du club pour être remplacé par Foot-Ball à partir de 1900, le club étant désormais dénommé le Foot-Ball Club Juventus.
En 1923 est recrée une section omnisports de la société (Ltd), la Juventus – Organizzazione Sportiva S.A., appelée également la Juventus Organizzazione Sportiva Anonima (qui fut active jusqu'en 1949). Le club fut fondé par l'« avvocato » Edoardo Agnelli avec l'objectif d'impulser au Foot-Ball Club Juventus d'autres activités sportives, comme la bocce, le hockey sur glace, la natation et le tennis,.
La Juventus O.S.A. opérant au départ à l'intérieur du Stadio di Corso Marsiglia, à la suite de la fusion avec la Manifatture Bosco – Compagnia Industriale Sportiva Italia (Cisitalia), elle est transférée en 1943 au Corso IV novembre (actuel Corso Giovanni Agnelli). Dans ce nouveau siège, l'entrepreneur turinois et ex-joueur bianconero Piero Dusio, alors président de l'association, entreprit d'améliorer la gestion interne de la société, en impulsant la construction de terrains appropriés pour le développement des activités sportives de l'O.S.A. (parmi lesquelles, notamment un nouveau terrain d'entraînement pour l'équipe de football), organisant des événements au niveau national et international, et en promouvant également le développement de nouvelles activités sportives comme le basket-ball, le water-polo et le patinage.
Après la Seconde Guerre mondiale eut lieu le progressif déclin de l'omnisports en raison de la crise économique de la firme automobile Cisitalia, finalement placée en liquidation judiciaire au mois de février 1949,.
Ultérieurement, les deux sections survivantes à la dissolution de la société, en fait les plus victorieuses, furent séparées : la section footballistique fut rajoutée à la dynastie industrielle des Agnelli à partir de 1947 avec l'avènement à la présidence du club de l'« Avvocato » Giovanni, et la section de tennis fut reconstruite en tant qu'organisation sportive indépendante à travers l'intervention de la S.I.S., la Società Iniziative Sportive (propriété à l'époque du président de l'Associazione Calcio Torino Ferruccio Novo), jusqu'en 1957, année au cours de laquelle elle fut refondée sous le nom de Circolo della Stampa – Sporting.

### Organisation
Depuis le 27 juin 1967, la Juventus Football Club S.p.A. est une société par actions (italien : società per azioni) et depuis le 3 décembre 2001, le club est coté à la Borsa Italiana Avec la Lazio et la Roma, la Vieille Dame est l'un des trois seuls clubs italiens cotés à la Bourse d'Italie (stock exchange italien). Actuellement, les parts des actions de la Juventus sont distribuées à 60 % pour Exor N.V. (ou IFI -G.Agnelli A), le holding de la famille Agnelli (une compagnie du Groupe Giovanni Agnelli & C.S.a.p.a),, à 7,5 % à une compagnie étrangère d'investissement libyenne, et à 32,5 % à d'autres actionnaires.
Le 3 avril 2010, la direction de la Juventus annonce avoir signé un nouveau contrat avec BetClick Ent. Ltd., compagnie qui devient sponsor officiel du club à partir du 1er juillet 2010, et ce jusqu'au 30 juin 2012.
La Juventus est également la seule association de football du pays membre de la "STAR" (Segment of Stocks conforming to High Requirements, en italien : Segmento Titoli con Alti Requisiti), un des principaux marchés de segmentation au monde.
Le club est aussi un des membres fondateurs de l'ECA - Association Européenne des Clubs, organisation internationale construite sur les cendres du G14 (auquel le club avait été déjà un membre fondateur) et composé des principaux grands clubs européens réunis dans un consortium, afin d'obtenir une tutelle commune des droits sportifs, juridiques et de la télévision devant la FIFA.
Selon The Football Money League et ses publications faites par le cabinet Deloitte Touche Tohmatsu le 2 mars 2010, la Juventus est le 1er club italien et le 8e club au monde le plus puissant financièrement avec un revenu estimé à 203,2 M€. Actuellement, le club est également placé à la 8e place des clubs les plus riches au monde selon le magazine américain Forbes, ce qui fait de la Juve le second club de plus riche d'Italie.

### Siège du club
L'actuel siège se trouve depuis janvier 2001 au C.so Galileo Ferraris, 32.
De sa création jusqu'aujourd'hui, le club a à partir de 1898 vu pas moins de 14 sièges se succéder:
| Période     | Adresse               | Période     | Adresse                    |
| ----------- | --------------------- | ----------- | -------------------------- |
| 1898        | Via Montevecchio      | 1923 – 1933 | Corso Marsiglia            |
| 1899        | Via Piazzi, 4         | 1934 – 1943 | Via Bogino, 12             |
| 1900 – 1902 | Via Gazometro, 14     | 1944 – 1947 | Corso IV novembre, 151     |
| 1903 – 1904 | Via Pastrengo         | 1948 – 1964 | Piazza San Carlo, 206      |
| 1905 – 1906 | Via Donati, 1         | 1965 – 1985 | Galleria San Federico, 54  |
| 1919 – 1921 | Via Carlo Alberto, 43 | 1986 – 2000 | Piazza Crimea, 7           |
| 1921 – 1922 | Via Botero, 16        | Depuis 2001 | Corso Galileo Ferraris, 32 |

### Sponsors et équipementiers

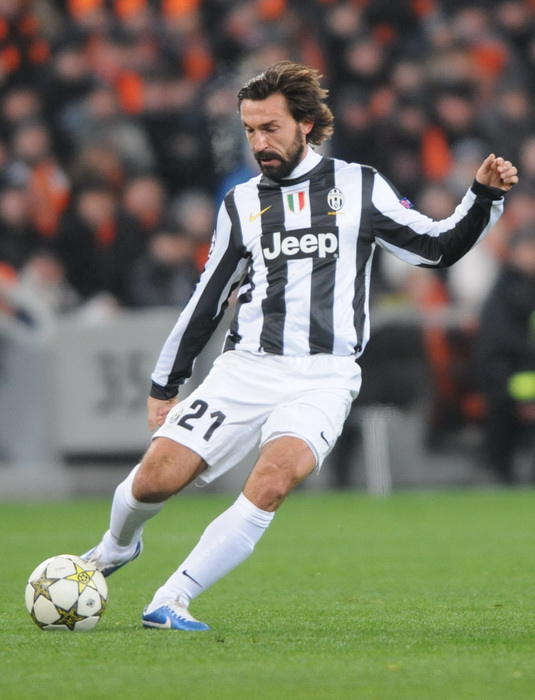
Le sponsor de Jeep (Fiat Chrysler Automobiles) sur le maillot domicile de Andrea Pirlo lors de la saison 2012-2013.

C'est le 17 décembre 1978 lors d'un match de championnat contre la Roma, que la Juventus porte pour la première fois de son histoire le nom de son équipementier sur le maillot (Kappa, à l'époque Robe di Kappa Sport), (lorsque la Lega Calcio autorise les équipes à montrer la marque des sponsors techniques sur la partie droite des maillots et shorts, ainsi que sur les chaussettes). La marque italienne Kappa équipa en tout les bianconeri pendant près de 22 saisons (plus longue période entre un équipementier et le club).
Le 20 août 1981, lors d'un match amical contre Arsenal, l'équipe turinoise porte sur son maillot pour la première fois de son histoire le nom d'un sponsor (Ariston). La marque italienne de matériels électroménagers sponsorisa en tout les bianconeri pendant près de 8 saisons (plus longue période pour un sponsor sur le maillot au club).
L'actuel maillot (domicile et extérieur) du club est sponsorisé par le constructeur automobile américain Jeep depuis 2012, et équipé par l'équipementier allemand Adidas depuis 2015,.
Le club est sponsorisé depuis 1979 et s'est vu équipé par 4 différents équipementiers, il est actuellement sponsorisé par plus d'une dizaine de sponsors:
| Période     | Équipementier    | Sponsor du maillot                         |
| 1979 – 1989 | Kappa            | Ariston                                    |
| 1989 – 1992 | Kappa            | UPIM                                       |
| 1992 – 1995 | Kappa            | Danone                                     |
| 1995 – 1998 | Kappa            | Sony / Sony Minidisc                       |
| 1998 – 1999 | Kappa            | D+Libertà digitale / Tele+                 |
| 1999 – 2000 | Kappa            | CanalSatellite / D+Libertà digitale / Sony |
| 2000 – 2001 | Ciao Web / Lotto | Sportal.com / Tele+                        |
| 2001 – 2002 | Lotto            | Fastweb / Tu Mobile                        |
| 2002 – 2003 | Lotto            | Fastweb / Tamoil                           |
| 2003 – 2004 | Nike             | Fastweb / Tamoil                           |
| 2004 – 2005 | Nike             | SKY Italia / Tamoil                        |
| 2005 – 2007 | Nike             | Tamoil                                     |
| 2007 – 2010 | Nike             | New Holland (FIAT Group)                   |
| 2010 – 2012 | Nike             | BetClic / Balocco                          |
| 2012 – 2015 | Nike             | Jeep                                       |
| 2015 –      | Adidas           | Jeep                                       |

### Organes de presse
Hurrà Juventus
La Juve possède son propre journal, le Hurrà Juventus, mensuel existant depuis le 10 juin 1915, et entièrement consacré au club.
Juventus Channel
- Depuis 2004, il existe également une chaîne de télévision émettant 24h/24 et 7j/7 appartenant au club qui est entièrement consacrée à la Vieille Dame, la Juventus Channel, qui retransmet des matchs en direct ou plus anciens, passe des émissions sur l'histoire du club ainsi que des interviews des joueurs.

## Identité du club

### Noms du club
« Le fait de s'appeler Juventus nous donne une dimension universelle que les équipes nommées d'après leur ville n'auront jamais. »

— Gianni « l’Avvocato » Agnelli.
| 1894 | 1894 | 1894 | 1894 | 1894 | 1894 |      |      | FC Torinese           | FC Torinese           | FC Torinese           | FC Torinese           | FC Torinese           | FC Torinese           |  |  |  |  |  |  |  |  |  |  |                                                                 |                                                                 |                                                                 |                                                                 |                                                                 |                                                                 |  |  |                     |                     |                     |                     |                     |                     |  |  |  |  |
| 1894 | 1894 | 1894 | 1894 | 1894 | 1894 | 1897 | 1897 | 1897                  | 1897                  | 1897                  | 1897                  | FC Torinese           | FC Torinese           |  |  |  |  |  |  |  |  |  |  |                                                                 |                                                                 |                                                                 |                                                                 |                                                                 |                                                                 |  |  | Sport Club Juventus | Sport Club Juventus | Sport Club Juventus | Sport Club Juventus | Sport Club Juventus | Sport Club Juventus |  |  |  |  |
|      |      |      |      |      |      | 1897 | 1897 | 1897                  | 1897                  | 1897                  | 1897                  |                       |                       |  |  |  |  |  |  |  |  |  |  |                                                                 |                                                                 |                                                                 |                                                                 |                                                                 |                                                                 |  |  | Sport Club Juventus | Sport Club Juventus | Sport Club Juventus | Sport Club Juventus | Sport Club Juventus | Sport Club Juventus |  |  |  |  |
| 1900 | 1900 | 1900 | 1900 | 1900 | 1900 |      |      |                       |                       |                       |                       |                       |                       |  |  |  |  |  |  |  |  |  |  | Foot-Ball Club Juventus                                         | Foot-Ball Club Juventus                                         | Foot-Ball Club Juventus                                         | Foot-Ball Club Juventus                                         | Foot-Ball Club Juventus                                         | Foot-Ball Club Juventus                                         |  |  |                     |                     |                     |                     |                     |                     |  |  |  |  |
| 1900 | 1900 | 1900 | 1900 | 1900 | 1900 |      |      |                       |                       |                       |                       |                       |                       |  |  |  |  |  |  |  |  |  |  | Foot-Ball Club Juventus                                         | Foot-Ball Club Juventus                                         | Foot-Ball Club Juventus                                         | Foot-Ball Club Juventus                                         | Foot-Ball Club Juventus                                         | Foot-Ball Club Juventus                                         |  |  |                     |                     |                     |                     |                     |                     |  |  |  |  |
|      |      |      |      |      |      |      |      |                       |                       |                       |                       |                       |                       |  |  |  |  |  |  |  |  |  |  |                                                                 |                                                                 |                                                                 |                                                                 |                                                                 |                                                                 |  |  |                     |                     |                     |                     |                     |                     |  |  |  |  |
| 1906 | 1906 | 1906 | 1906 | 1906 | 1906 |      |      | Foot Ball Club Torino | Foot Ball Club Torino | Foot Ball Club Torino | Foot Ball Club Torino | Foot Ball Club Torino | Foot Ball Club Torino |  |  |  |  |  |  |  |  |  |  |                                                                 |                                                                 |                                                                 |                                                                 |                                                                 |                                                                 |  |  |                     |                     |                     |                     |                     |                     |  |  |  |  |
| 1906 | 1906 | 1906 | 1906 | 1906 | 1906 | 1909 | 1909 | 1909                  | 1909                  | 1909                  | 1909                  | Foot Ball Club Torino | Foot Ball Club Torino |  |  |  |  |  |  |  |  |  |  | Torino XI (Seulement à l'occasion du trophée sir Thomas Lipton) | Torino XI (Seulement à l'occasion du trophée sir Thomas Lipton) | Torino XI (Seulement à l'occasion du trophée sir Thomas Lipton) | Torino XI (Seulement à l'occasion du trophée sir Thomas Lipton) | Torino XI (Seulement à l'occasion du trophée sir Thomas Lipton) | Torino XI (Seulement à l'occasion du trophée sir Thomas Lipton) |  |  |                     |                     |                     |                     |                     |                     |  |  |  |  |
|      |      |      |      |      |      | 1909 | 1909 | 1909                  | 1909                  | 1909                  | 1909                  |                       |                       |  |  |  |  |  |  |  |  |  |  | Torino XI (Seulement à l'occasion du trophée sir Thomas Lipton) | Torino XI (Seulement à l'occasion du trophée sir Thomas Lipton) | Torino XI (Seulement à l'occasion du trophée sir Thomas Lipton) | Torino XI (Seulement à l'occasion du trophée sir Thomas Lipton) | Torino XI (Seulement à l'occasion du trophée sir Thomas Lipton) | Torino XI (Seulement à l'occasion du trophée sir Thomas Lipton) |  |  |                     |                     |                     |                     |                     |                     |  |  |  |  |
|      |      |      |      |      |      |      |      |                       |                       |                       |                       |                       |                       |  |  |  |  |  |  |  |  |  |  |                                                                 |                                                                 |                                                                 |                                                                 |                                                                 |                                                                 |  |  |                     |                     |                     |                     |                     |                     |  |  |  |  |
| 1936 | 1936 | 1936 | 1936 | 1936 | 1936 |      |      |                       |                       |                       |                       |                       |                       |  |  |  |  |  |  |  |  |  |  | Juventus                                                        | Juventus                                                        | Juventus                                                        | Juventus                                                        | Juventus                                                        | Juventus                                                        |  |  |                     |                     |                     |                     |                     |                     |  |  |  |  |
| 1936 | 1936 | 1936 | 1936 | 1936 | 1936 |      |      |                       |                       |                       |                       |                       |                       |  |  |  |  |  |  |  |  |  |  | Juventus                                                        | Juventus                                                        | Juventus                                                        | Juventus                                                        | Juventus                                                        | Juventus                                                        |  |  |                     |                     |                     |                     |                     |                     |  |  |  |  |
| 1942 | 1942 | 1942 | 1942 | 1942 | 1942 |      |      |                       |                       |                       |                       |                       |                       |  |  |  |  |  |  |  |  |  |  | Juventus Cisitalia                                              | Juventus Cisitalia                                              | Juventus Cisitalia                                              | Juventus Cisitalia                                              | Juventus Cisitalia                                              | Juventus Cisitalia                                              |  |  |                     |                     |                     |                     |                     |                     |  |  |  |  |
| 1942 | 1942 | 1942 | 1942 | 1942 | 1942 |      |      |                       |                       |                       |                       |                       |                       |  |  |  |  |  |  |  |  |  |  | Juventus Cisitalia                                              | Juventus Cisitalia                                              | Juventus Cisitalia                                              | Juventus Cisitalia                                              | Juventus Cisitalia                                              | Juventus Cisitalia                                              |  |  |                     |                     |                     |                     |                     |                     |  |  |  |  |
| 1945 | 1945 | 1945 | 1945 | 1945 | 1945 |      |      |                       |                       |                       |                       |                       |                       |  |  |  |  |  |  |  |  |  |  | Juventus Football Club                                          | Juventus Football Club                                          | Juventus Football Club                                          | Juventus Football Club                                          | Juventus Football Club                                          | Juventus Football Club                                          |  |  |                     |                     |                     |                     |                     |                     |  |  |  |  |
| 1945 | 1945 | 1945 | 1945 | 1945 | 1945 |      |      |                       |                       |                       |                       |                       |                       |  |  |  |  |  |  |  |  |  |  | Juventus Football Club                                          | Juventus Football Club                                          | Juventus Football Club                                          | Juventus Football Club                                          | Juventus Football Club                                          | Juventus Football Club                                          |  |  |                     |                     |                     |                     |                     |                     |  |  |  |  |
| 1967 | 1967 | 1967 | 1967 | 1967 | 1967 |      |      |                       |                       |                       |                       |                       |                       |  |  |  |  |  |  |  |  |  |  | Juventus Football Club S.p.A.                                   | Juventus Football Club S.p.A.                                   | Juventus Football Club S.p.A.                                   | Juventus Football Club S.p.A.                                   | Juventus Football Club S.p.A.                                   | Juventus Football Club S.p.A.                                   |  |  |                     |                     |                     |                     |                     |                     |  |  |  |  |
| 1967 | 1967 | 1967 | 1967 | 1967 | 1967 |      |      |                       |                       |                       |                       |                       |                       |  |  |  |  |  |  |  |  |  |  | Juventus Football Club S.p.A.                                   | Juventus Football Club S.p.A.                                   | Juventus Football Club S.p.A.                                   | Juventus Football Club S.p.A.                                   | Juventus Football Club S.p.A.                                   | Juventus Football Club S.p.A.                                   |  |  |                     |                     |                     |                     |                     |                     |  |  |  |  |
| 2005 | 2005 | 2005 | 2005 | 2005 | 2005 |      |      | Torino Football Club  | Torino Football Club  | Torino Football Club  | Torino Football Club  | Torino Football Club  | Torino Football Club  |  |  |  |  |  |  |  |  |  |  |                                                                 |                                                                 |                                                                 |                                                                 |                                                                 |                                                                 |  |  |                     |                     |                     |                     |                     |                     |  |  |  |  |

### Surnoms
Durant son histoire, le club a acquis un certain nombre de surnoms, dont la Vecchia Signora (« la Vieille Dame ») en est le meilleur exemple. Le mot « vieille » est un jeu de mots en référence à la Juventus qui signifie « jeunesse » en latin, qui fut dérivé ainsi à cause de l'âge des joueurs clés de la Juventus vers le milieu des années 1930. Le mot « dame », quant à lui, vient du fait de la grande affection que portaient les fans envers leur club dès les années 1920. On commença véritablement à appeler le club ainsi, en référence à la longévité de la Juve (un des plus vieux clubs du pays), ainsi que par ses scudetti acquis durant les années 1930 grâce à des trentenaires d'expérience (les joueurs Luigi Bertolini, Giovanni Ferrari et Luis Monti avaient tous plus de 30 ans).
Le club est aussi appelé la Fidanzata d'Italia (La fiancée d'Italie), en référence à l'époque où l'équipe commença à recevoir un fort soutien de la part des autres régions d'Italie, surtout des immigrés venus du sud du pays (principalement de la Campanie et de Palerme), arrivés à Turin pour travailler à la FIAT depuis la décennie 1930. Le surnom de fiancée d'Italie trouve son origine dans l'aspect social généré après le premier grand cycle de victoires du club (le Quinquennat d'or entre 1930 et 1935), pour les succès juventini toujours de plus en plus soutenus dans la péninsule, jusqu'à ce que le club devienne le plus supporté du pays.
On surnomme également l'équipe i Bianconeri (les blancs et noirs), ou encore le Zebre (les zèbres) en référence aux couleurs de la Juventus, ou encore i Gobbi (les bossus), à cause des dos bossus des « vieilles dames ».

### Logos

Le taureau sur fond bleu, emblème de la ville de Turin.

L'emblème officiel de la Juventus Football Club a changé au fil de l'histoire, subissant quelques modifications depuis la décennie 1920. L'avant-dernière modification du logo de la Vieille Dame fut entreprise juste avant la saison 2004–05. Les deux animaux pouvant se raccorder comme emblématiques du club de la Juventus sont le taureau, symbole de la ville de Turin, ainsi que le zèbre, surnom des joueurs du club, en référence à leurs maillots rayés en blancs et noirs.
Dans le passé, la section convexe de l'emblème était de couleur bleue (autre symbole de Turin) et, de plus, sa forme était concave. L'écu de style vieux français ainsi que la couronne murale, également dans la partie basse, étaient bien plus grands qu'à présent. Les deux étoiles furent situées au-dessus de la partie concave et convexe de la Juventus. Durant les années 1980, l'emblème du club fut la silhouette d'un zèbre, avec les deux étoiles autour de la tête de l'équidé, et, au-dessus du logo, le nom du club formant un arc.
Il y eut également un taureau noir sur une couronne murale, au-dessus d'un triangle sphérique, en souvenir d'Augusta Tourinorum, la vieille ville de l'époque de l'ère romaine, à présent la capitale du Piémont.
Avant 2004, le club usait d'un emblème quelque peu similaire, avec la silhouette d'un taureau noir superposé sur un écu doré, surmonté d'une couronne murale dorée, le tout entouré d'or autour de l'écu, lui-même surmonté de deux étoiles dorées.
Jusqu'en 2017, l'emblème du club est un écu ovale divisé en cinq bandes verticales, deux bandes blanches et trois bandes noires, à l'intérieur duquel on trouve les éléments suivants : dans la partie haute, on peut voir le nom de la société (JUVENTUS) superposé sur un rectangle convexe blanc, le tout au-dessus d'une courbure dorée (l'or signifiant l'honneur). La silhouette blanche d'un taureau cabré se trouve dans la partie basse, superposé sur un bouclier noir de type écu français, au-dessus duquel se tient une couronne noire.
Le 16 janvier 2017 Andrea Agnelli annonce un changement d'identité avec la présentation d'un nouveau badge utilisé dès juillet 2017. Ce badge est formé du mot « Juventus » surmontant un double « J ». Selon Agnelli, cette nouvelle identité capture l'ADN de la Juventus en rappelant les lignes noire et blanche du maillot, le scudetto de la victoire ainsi que la lettre « J » emblématique du club.

Logo de 1993 à 2004
Logo de 2004 à 2017
Logo de 2017 à 2020
Logo depuis juillet 2020

### Hymnes officiels et chansons
« La victoire est du fort qui a foi. »

— Corrado Corradini, en couverture du premier numéro du Hurrà Juventus, 10 juin 1915
La Juventus eut en tout 5 hymnes officiels durant son histoire, dont deux furent sortis en LP, le Juventus primo amore. Storia sportiva e romantica della Juventus (en 1972), fait par le journaliste sportif Sandro Ciotti avec la collaboration de ses collègues Enrico Ameri et Bruno Mobrici.
Le tout premier hymne de l'équipe fut écrit par le poète et lettré Corrado Corradini en 1915 et joué lors de tous les matches de l'équipe à domicile au Stadio Comunale de 1963 à 1972.

« 

Juventus, Juventus,

la squadra dei grandi sei tu

che non tramonta più.
La gioventù, di cui portiamo il nome,

ci pulsa appien nei muscoli e nel cuor

sappiam goder ma pur sappiamo come

si debba oprar sui campi dell'onor.
[...]
Noi riderem di quei vecchioni

nel nome della gioventù

eternerem le tradizioni

del Club che non tramonta più! »

— Hymne du Foot-Ball Club Juventus en 1915.
En 1972, la maison de disques Durium sort en 45 tours le second hymne du club, Juve, Juve, composé par les musiciens Lubiak et Renzo Cochis. En 1991, la maison de disques Eraora publie Sempre Juve, qui reste l'hymne officiel du club jusqu'à la fin de la saison 1997-98, date où il est remplacé par le Grande Juve, bella signora, publié par le label Fonit Cetra.
L'actuel hymne officiel de la Juventus, le 5e de l'histoire du club, s'intitule Juve, storia di un grande amore (Juve, histoire d'un grand amour), interprété par le musicien et chanteur émilien Paolo Belli en 2007 (et composé en 2005 par Alessandra Torre et Claudio Guidetti).
Une autre version de l'hymne résonne à chaque fois que l'équipe bianconera dispute une partie à l'extérieur.
Il y eut également de nombreuses chansons non officielles écrites en l'hommage du club, comme notamment Il cielo è bianconero, Vecchia Signora, Juve facci sognare ou encore Magica Juve, dont certaines furent écrites par Francesco De Felice. On peut noter également le Juvecentus, opéra composé par Pierangelo Bertoli en 1997, à l'occasion du centenaire de la fondation du club.

### Maillots
« Qui endosse notre uniforme, se doit de lui rester fidèle malgré tout et de le garder comme précieux souvenir. »

— Partie de la déclaration d'Eugenio Canfari lorsqu'il était président, en 1898.
La Juventus joue lors de ses matchs à domicile sous un maillot à rayures noires et blanches, ainsi qu'un short et des chaussettes noires ou blanches, et ce depuis 1902.
À l'origine, elle évolue tout d'abord avec un maillot rose à cravate noire et un pantalon noir. Le père d'un des joueurs leur avait confectionné ces premiers jeux de maillots, perdant par la suite petit à petit leur couleur d'origine, constamment délavés après chaque lavage.
C'est alors que la direction se décida à remplacer ses maillots. Selon la légende, un Anglais du nom de John Savage, joueur de la Juventus et négociant en gros de produits textiles à Turin, vit les maillots de couleur rose pâle des joueurs (la couleur originairement adoptée venait de l'exigence des fondateurs du club qui souhaitaient se distinguer des autres sociétés footballistiques), et leur proposa de changer leur uniforme (le club lui demanda s'il n'avait pas de contacts au pays qui pourrait l'approvisionner en nouveaux maillots, avec une couleur résistante), achetant en Angleterre un lot nouveau et plus complet de maillots roses avec bords blancs similaires à ceux utilisés par le club de Notts County. Une fois le colis reçu, Savage se mit de suite en contact avec une fabrique de textile de Nottingham et commanda un nouveau lot de vieux maillots usés roses et noires. Il vit le maillot rose coloré, avant de penser qu'il serait mieux en blanc et noir. Par chance, ces couleurs bianconere étaient portées par le club nottinghamien et supporté par un de ses amis de Notts County, une des plus vieilles équipes du championnat anglais de football et rivale historique des Garibaldi reds, et il pensa donc bien faire en faisant envoyer en Italie une dotation de maillots identiques à ceux des Magpies.
À Turin, lorsque fut ouvert le gros paquet postal, les quinze maillots à bandes verticales blanches et noires avec un col blanc ne plurent pas au départ, mais, avec le début du championnat approchant, il n'y eut pas d'autres alternatives pour les juventini, et durent donc les porter avec des pantalons et chausettes de couleur noire, avec parfois des lacets à la hauteur du col. Ce maillot dont on disait qu'il « portait bonheur » fut alors l'officiel de l'équipe turinoise, avant de devenir un des plus célèbres au monde:

« [La] Juve porta les maillots [bianconeri] depuis lors, étant donné les couleurs agressives et fortes. Un exemple de comment le Notts a contribué à modeller un des plus grands club au monde et la preuve de ceci est que le maillot de la Juventus est immédiatement reconnaissable dans le monde entier. »

— Partie de l'histoire officielle du Notts County et article publié dans le quotidien anglais Daily Mail.
Le club a conservé ces couleurs jusqu'aujourd'hui, les considérant comme « agressives et synonymes de pouvoir ».
La formation juventina qui remporta son premier scudetto en 1905, trois ans après l'abandon du maillot rose, portait sur la poitrine huit bandes qui changèrent successivement: avec un minimum de sept et un maximum de neufs comme durant les formations du mythique Quinquennio d'oro (de 1930-31-1934-35). Durant ces années, le maillot subit une retouche: un col « V » qui remplace désormais le col Danton. Les shorts deviennent blancs avec deux bandes blanches introduites sur les chausettes noires sous le genou.
Durant les années quarante est introduit un ras de cou blanc et, suivant le règlement de la FIGC à l'époque, des numéros dans le dos pour identifier les joueurs. Ainsi, la première série de numéros furent imprimés en blanc sur un fond noir dans le dos.
Durant les années cinquante et soixante furent introduites des bandes plus larges accompagnées de numéros rouges (premier élément nouveau introduit depuis 1903). Lors de la saison 1956-57, le col change et est adopté définitivement la couleur blanche pour les chausettes, tandis que le maillot, lui, devient en tissu non élastique avec des bandes amples (maillot qui reste inchangé durant dix ans, excepté la première étoile cousue lors de la saison 1958-59).
Les bandes plus étroites (au nombre de onze, en hommage aux onze titulaires de l'équipe, furent ajoutés lors de la seconde moitié des années soixante-dix. Les numéros deviennent blancs et inscrits dans un carré noir au dos, le tout avec short blanc et chausettes blanches, où leur fut ajoutées deux bandes noires) arrivent durant la période « trapattonienne », où les maillots deviennent plus cintrés avec des numéros blancs sur fond noir, et où le maillot voit apparaître pour la première fois en 1979 le nom de l'équipementier. La seconde étoile est ajoutée en 1982-83.
Au cours des années quatre-vingt-dix, la Juventus délaisse le coton pour se doter de maillots en matière synthétique « plus lucide et agressif ». En 1997-98, Kappa réalise un des maillot les plus particuliers de l'histoire du club, avec de très larges bandes (seulement cinq et seulement devant), un short et des chausettes noires, et où l'emblème de la société apparaît pour la première fois sur le maillot (sur la manche gauche). La saison suivante, on assiste à un retour des numéros rouges sur le dos.
En 2000, les numéros redeviennent noirs sur fond blanc avec l'équipementier Lotto, avant que Nike n'arrive en 2003-04, y introduisant les numéros jaunes.
En 2004-2005 apparaît un col opale sur un maillot à sept bandes, qui passe ensuite à neuf l'année suivante (où une petite bande tricolore apparaît sur le dos du col), puis à onze en 2006-2007.
La saison suivante pour le retour en Serie A, est réintroduit le « col V » blanc et les numéros rouges, avec sept bandes, avant que les numéros ne redeviennent jaunes la saison suivante.
Durant la saison 2009-2010, le maillot revient comme soixante-quinze auparavant aux neufs bandes avec bords blancs (et short blanc avec une bande latérale bianconera ainsi que le nom du club imprimé sur les chausettes au niveau du mollet). Une saison plus tard, le club arbore des bandes plus amples et zigzagantes, avant que ne s'opère un retour au short et chaussettes blanches la saison d'après, avec des bandes effrangées.
Pour 2012-13, les bandes redeviennent larges et réapparaît les numéros noirs sur carré blanc. À la suite de la polémique avec la fédération concernant les scudetti remportés furent enlevées les deux étoiles et fut inscrit: « 30 SUL CAMPO » (30 sur le terrain) sous l'écusson du club.
Le maillot extérieur de la Juventus furent tout d'abord blancs lors de la seconde moitié du XXe siècle (ainsi qu'en 1998-99 et 2002-03), puis noirs au début des années soixante (ainsi qu'en 1990-91, 2001-02, 2002-03, 2006-07 et 2012-13), ou encore bleu ou parfois jaunes et bleus (couleurs de la ville de Turin), ces dernières couleurs accompagnant les grandes victoires européennes (de la fin des années soixante-dix aux quatre-vingt-dix). L'équipe turinoise a une fois porté un maillot bleu ciel avec des bords blancs et noirs (à l'occasion de la demi-finale retour de la coupe des champions 1982-83 contre le Widzew Łódź le 20 avril 1983).
De 1994-95 à 1997-98, le second maillot fut bleu avec une grande étoile placée en haut des épaules (presque toujours bleue entourée en jaune, sauf en 1995-96 où l'étoile était jaune entourée de banc).
En 2000-01, le second maillot est gris, puis rose et bleu en 2004-05. En 2007-08, saison du retour en première division, le maillot fut de nouveau bleu, en hommage au trentième anniversaire du premier succès européen lors de la coupe UEFA 1976-77.
Pour la saison 2009-10, le club porte un maillot extérieur de couleur acier à bande diagonale noire et blanche sur le devant, avant de porter la saison suivante un maillot tout blanc avec une bande verticale tricolore au milieu du maillot. En 2011-12 revient un second maillot rose d'origine, puis un noir en 2012-13.
Pour les maillots du gardien, les premiers furent historiquement noirs, comme ceux portés par Lucidio Sentimenti IV et Giovanni Viola, puis gris (couleur préférée de Dino Zoff qui utilisait également un maillot gris en Italie) ou parfois blancs comme durant les périodes de Gianpiero Combi, Giuseppe Vavassori et Carlo Mattrel. Récemment, les sponsors techniques ont eu plus de libertés dans le design, comme Angelo Peruzzi (et son maillot jaune à étoile bleue sur les épaules) ou Edwin van der Sar et son maillot noir.
Gianluigi Buffon utilisa de nombreux maillots différents (rose en 2003-04, bleu en 2004-05, rouge à bande tricolore verticale en 2005-06, ou noir en 2006-07). En 2010-11, les gardiens endossèrent un maillot blanc avec bandes tricolores sur les manches, idem la saison suivante mais avec un maillot noir.

#### Maillots actuels
- Maillot domicile (2023-24) : maillot à rayures verticales blanches et noires, avec les détails sponsoring dans un jaune néon.
- Maillot extérieur (2023-24) : maillot s'inspirant du traditionnel rose, dans ses rayures larges horizontales roses et grises.
- Troisième maillot (2023-24) : maillot dans les tons de gris foncé avec les détails en blanc, et un col boutonné façon polo.

| Domicile · 2023-2024 | Extérieur 2023-2024 | Troisième 2023-2024 |  | Gardien 1er 2023-2024 | Gardien 2e 2023-2024 |

#### Anciens maillots domicile
| - Maillot d'origine à la création du club (1897-1901) : Maillot rose, avec short et chaussettes noires - Maillot domicile (2005-06, 2009-10, 2011-12 et 2013-14) : Maillot à rayures verticales blanches et noires, avec short et chaussettes blanches - Maillot domicile (2008-09) : maillot à rayures verticales blanches et noires, avec short blanc et chaussettes noires | - Maillot domicile (2010-11) : maillot à rayures verticales blanches et noires, avec short et chaussettes noires - Maillot domicile (2012-13) : maillot à rayures verticales blanches et noires, avec short blanc et chaussettes noires - Maillot domicile (2014-15) : maillot à rayures verticales blanches et noires, avec short et chaussettes blanches |

| 1er maillot officiel | Domicile 2005-2006 | Domicile 2008-2009 | Domicile 2009-2010 | Domicile 2010-2011 | Domicile 2011-2012 | Domicile 2012-2013 | Domicile 2013-2014 | Domicile 2014-2015 |
| Domicile 2015-2016   | Domicile 2016-2017 | Domicile 2017-2018 | Domicile 2018-2019 | Domicile 2019-2020 |                    |                    |                    |                    |

#### Anciens maillots extérieur
| - Maillot blanc parfois porté suivant la saison : maillot blanc, avec short et chaussettes blanches - Maillot noir parfois porté suivant la saison : maillot noir, avec short et chaussettes noires | - Maillot bleu parfois porté suivant la saison : maillot bleu et jaune, avec short et chaussettes bleues (s'inspirant des couleurs de Turin) - Maillot jaune parfois porté suivant la saison : maillot jaune et bleu, avec short bleu et chaussettes jaunes |

| Maillot blanc (alternatif) | Maillot noir (alternatif) | Maillot bleu (alternatif), | Maillot jaune (alternatif), |  |

| - Maillot extérieur (2005-06) : Maillot rouge avec une rayure verticale verte et blanche, avec short et chaussettes rouges - Deuxième extérieur (2008-10) : maillot doré, avec short noir et chaussettes dorées - Maillot extérieur (2009-10) : maillot gris, avec short et chaussettes noires - Maillot extérieur (2010-11) : maillot blanc avec ligne tricolore verticale, avec short et chaussettes blanches | - Maillot extérieur (2011-12) : maillot rose avec étoile noire, avec short et chaussettes noires - Maillot extérieur (2012-13) : maillot noir, avec short et chaussettes noires - Maillot extérieur (2013-14) : maillot jaune, avec short bleu et chaussettes jaunes - Maillot extérieur (2014-15) : maillot bleu avec étoile bleue, avec short et chaussettes bleues |

| Extérieur 2005-2006 | Extérieur 2008-2009 | Extérieur 2009-2010 | Extérieur 2010-2011 | Extérieur 2011-2012 | Extérieur 2012-2013 | Extérieur 2013-2014 | Extérieur 2014-2015 |
| Extérieur 2015-2016 | Extérieur 2016-2017 | Extérieur 2017-2018 | Extérieur 2018-2019 | Extérieur 2019-2020 |                     |                     |                     |

#### Anciens troisièmes maillots
Jusqu'au début des années 2010, le troisième maillot reprend les graphismes de la tenue extérieure de la saison précédente.
| Third 2014-2015 | Third 2015-2016 | Third 2016-2017 | Third 2017-2018 | Third 2018-2019 | Third 2019-2020 |

## Aspects juridiques et économiques

### Aspects économiques

#### Éléments comptables
Le tableau ci-dessous résume les différents budgets prévisionnels de la Juventus FC saison après saison.
| Saison | 2010-2011 | 2011-2012 | 2012-2013 | 2013-2014 | 2014-2015 | 2015-2016 | 2016-2017 | 2017-2018 | 2018-2019 | 2019-2020 |
| Budget | 156 M€    | 199 M€    | 275 M€    | 280 M€    | 328 M€    | 388 M€    | 380 M€    | 500 M€    | N.C       | 500 M€    |

## Supporters et image du club

### Supporters
| « La Juventus est une machine extraordinaire qui chaque jour fait monter à bord quinze millions de ses tifosi. » — Mario Sconcerti |  | « La Juventus est l'unique femme de nôtre vie qui ne nous a jamais trahi. » — Giampiero Mughini |

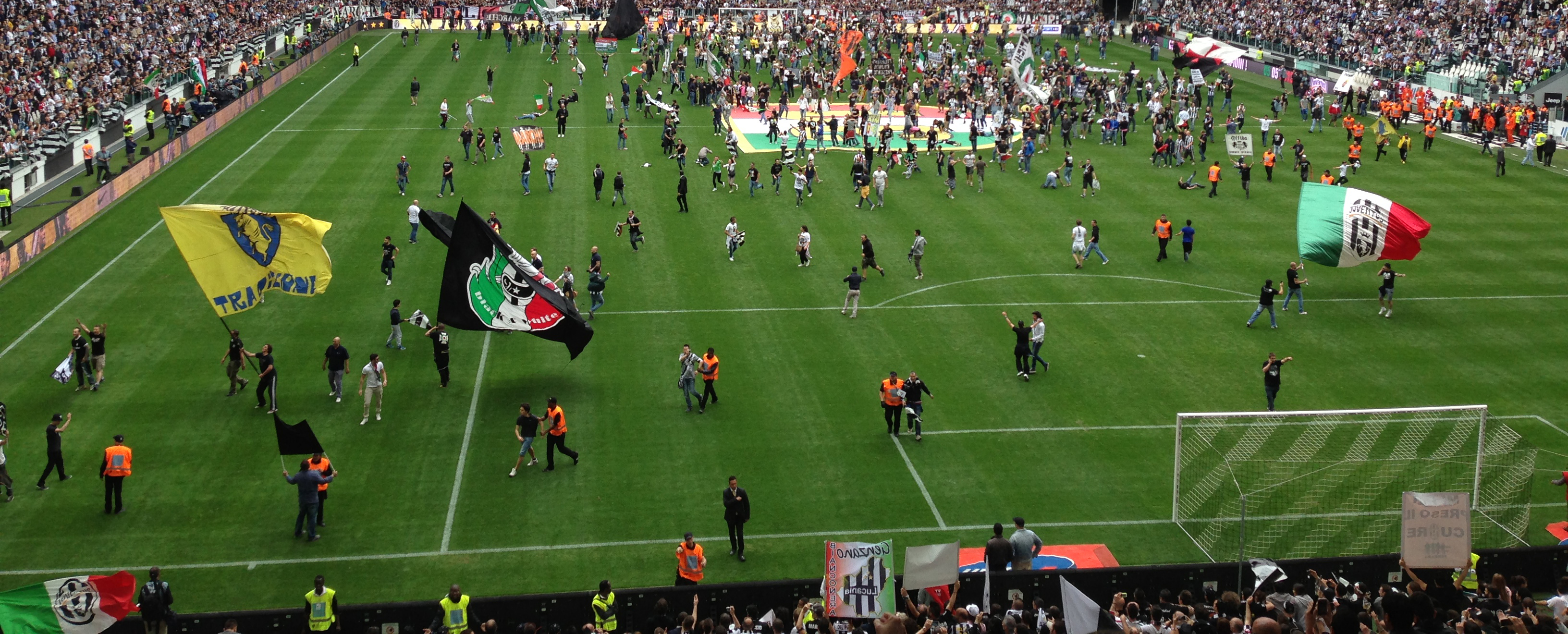
Tifosi de la Juve.

La Juve est un club soutenu dans tout le pays, où des supporters se joignent aux Turinois lors des déplacements du club à l'extérieur. La Vieille Dame est également l'équipe ayant le plus de supporters en déplacement lors de chaque match. Dans la ville de Turin, le club est le deuxième quant au nombre de supporters après le Torino Football Club considéré au départ comme moins élitiste et plus populaire.
Dès sa création, le club déchaîne donc les passions en ce qui concerne la popularité. Ainsi, le 18 mars 1906 lors d'un match joué à domicile contre le Genoa, la rencontre finit par être interrompue (les piémontais menant alors 1-0) à la suite d'une invasion du terrain par les supporters turinois menant ensuite à une bagarre (ce qui devient la première invasion de terrain de l'histoire du calcio).

« Qu'a fait hier la Juve? [...] Et tu prétends faire la révolution sans savoir les résultats de la Juve? »

— Palmiro Togliatti, s'adressant à Pietro Secchia.
Comme beaucoup de clubs ayant un grand nombre de supporters, la Vieille Dame bénéficie également du support de nombreuses célébrités, comme Salvatore Accardo, Jean Alesi, Alessandro Ballan, Lucio Battisti, Samuele Bersani, Mike Bongiorno, Flavio Briatore, Massimo Bruno, Joe Calzaghe, Loris Capirossi, Raffaella Carrà (l'actrice a également eu durant les années 1960 une relation amoureuse avec le joueur juventino Gino Stacchini), Cristina Chiabotto, Gigi D'Alessio, Paolo De Ceglie, Juan Martín del Potro, Piero Fassino, Adriano Galliani, Ezio Greggio, Isolde et Carolina Kostner, Luigi Lo Cascio, Neri Marcorè, Aldo Montano, Tera Patrick, Luciano Pavarotti,, Federica Pellegrini, Antonio Di Pietro, Michele Placido, Eros Ramazzotti, Hasan Salihamidžić, Emmanuel-Philibert de Savoie, Ron, Palmiro Togliatti, Luca Toni, ainsi que Matteo Tosatto, David Trezeguet, Walter Veltroni, Sandro Veronesi, Marco Verratti, Christian Vieri ou encore Melanie Winiger.

### Ultras et groupes organisés

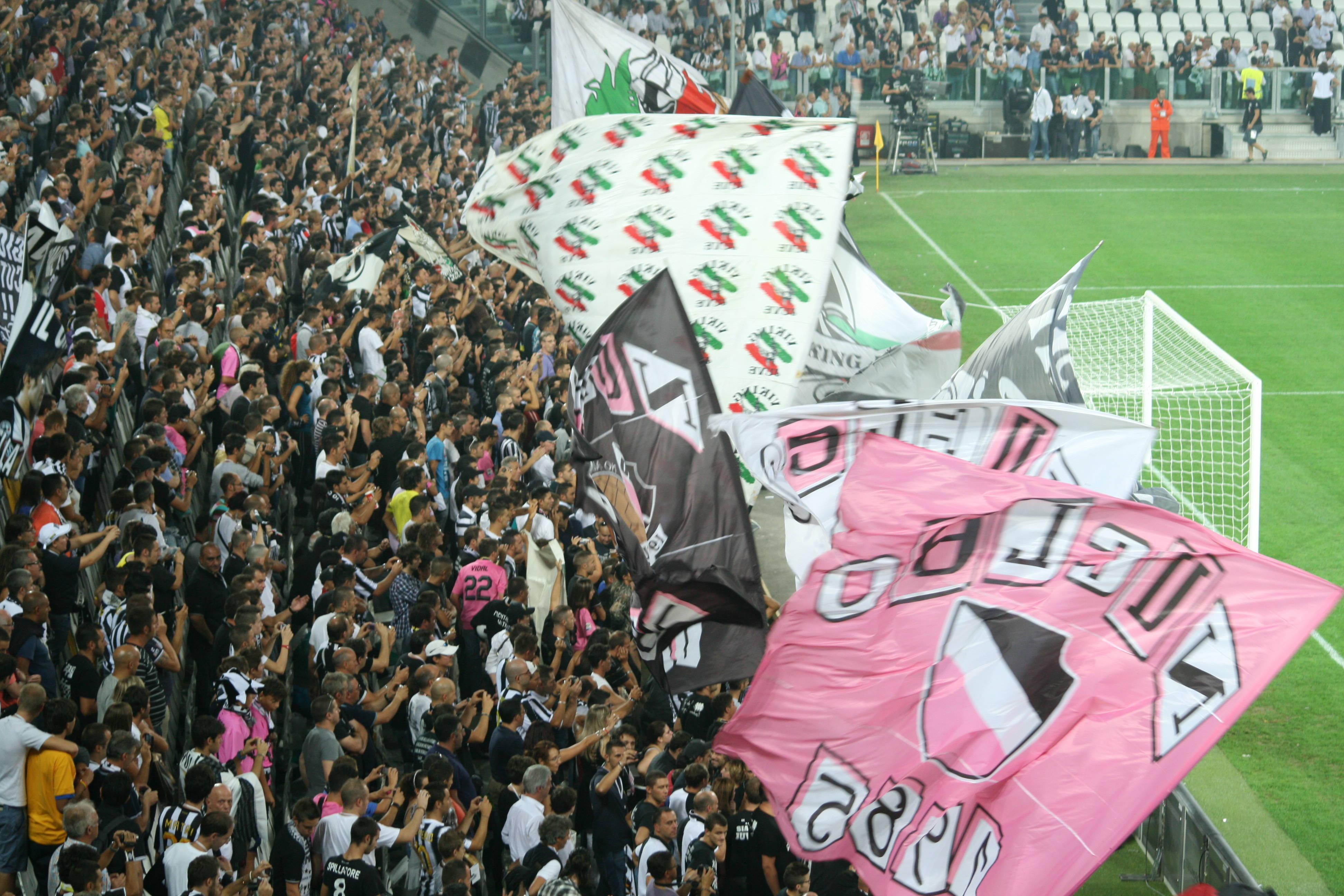
Fans de la Juventus durant une rencontre.

Le premier vrai groupe structuré de supporters de la Juventus Football Club arrive vers le milieu des années 1970. Les deux premiers groupes étaient appelés Venceremos (nous vaincrons) et Autonomia Bianconera (autonomie blanche et noirs), affiliés tous deux politiquement à gauche. C'est en 1976 que les deux premiers groupes d'ultras furent fondés, les Fossa dei Campioni (fosse des champions) et les Panthères. Un an plus tard en 1977, le Gruppo Storico Fighters fut fondé par Beppe Rossi, qui s'avèrera plus tard être l'un des plus grands groupes de supporters de la Vieille Dame.
Vers le début des années 1980, d'autres groupes seront créés : Gioventù Bianconera, Area Bianconera ou encore les Indiens. C'est également dans cette période que seront créés deux groupes d'ultras extrêmes : les Viking et le Nucleo Armato Bianconero (N.A.B.). Ces deux groupes se firent connaître et respecter à l'intérieur et à l'extérieur du stade de par leur animosité, leur ambiance et leur violence, et sont également considérés par beaucoup comme comportant les premiers hooligans du club (à l'origine de nombreuses bagarres avec les supporters adverses). En 1987, le Gruppo Storico Fighters sera même dissous par la fédération en raison de conflits sérieux avec les ultras de la Fiorentina à Florence. Un certain nombre de membres des Fighters iront alors rejoindre les Indiens et les Gioventù Bianconera, qui formeront un nouveau groupe, l'Arancia Meccanica (Orange mécanique), inspiré par le film anglais de Stanley Kubrick, puis qui adoptera le nom plus italien des Drughi (en raison d'une haine envers les Anglais à la suite du Heysel).

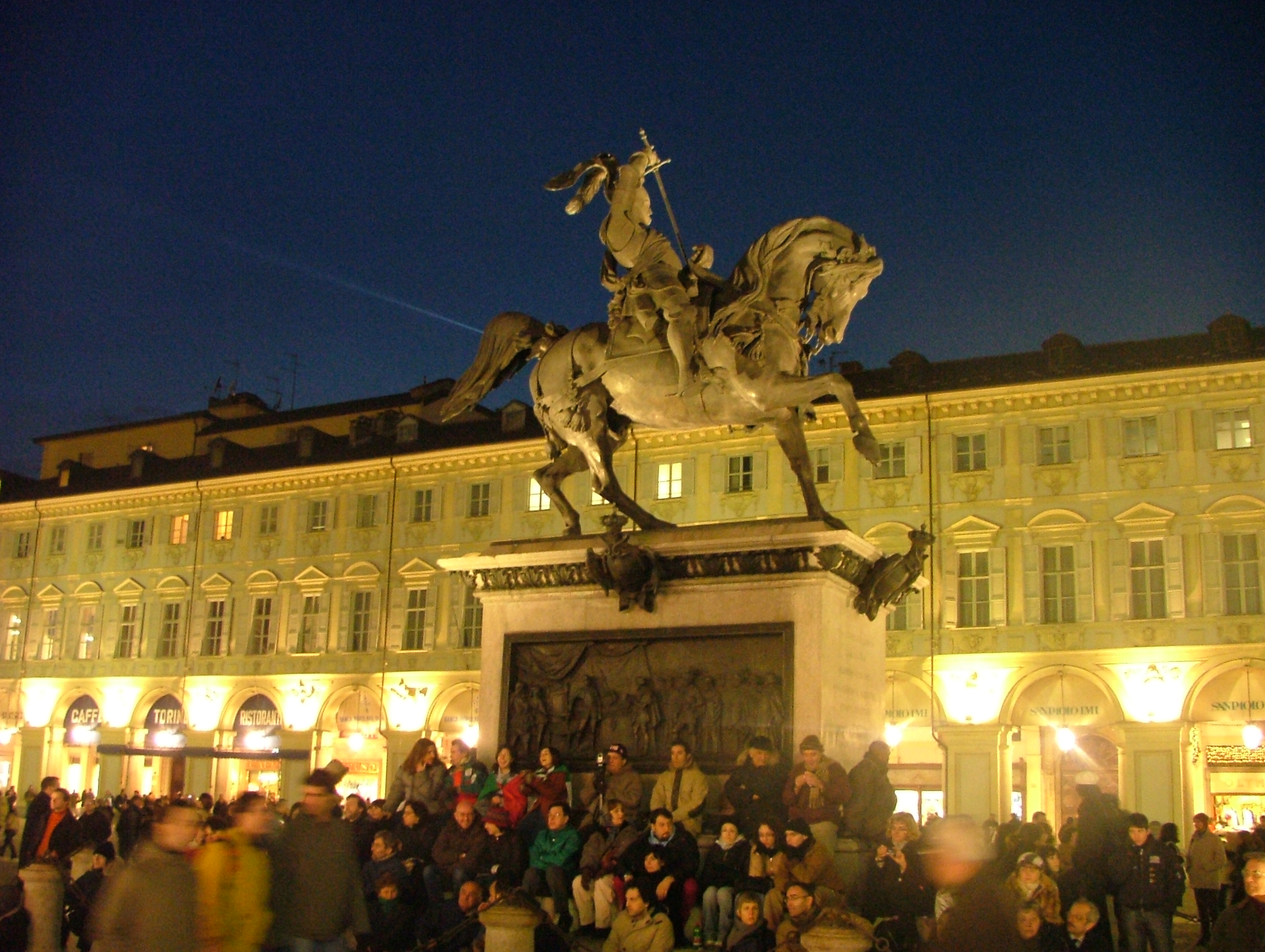
Le Caval d'Brons (cheval de bronze) de la Piazza San Carlo, point de rendez-vous des tifosi de la Juventus à Turin.

Les Drughi devinrent le plus important groupe de supporters de l'équipe avec pas moins de 10 000 membres entre 1988 et 1996, étant même le sujet d'un documentaire sur les hooligans à travers le monde de la série Hooligans FC (en anglais: The Real Football Factories International) pour la BBC (émission sur les ultras en Italie), animé par l'acteur Danny Dyer. En 1993, quelques Drughi, anciens membres des Fighters, reformèrent un autre groupe, ce qui provoqua des affrontements pendant plusieurs années avec les Drughi, pour savoir qui pouvait prendre le contrôle de la Curva Scirea du Stadio Delle Alpi et, finalement, les Drughi vinrent s'installer dans la Curva Scirea, à la gauche des Fighters. En 1997, les leaders des Fighters et des Drughi avec d'autres groupes de la Curva Scirea décidèrent de fusionner sous le nom de Black And White Fighters Gruppo Storico 1977.
C'est lors de cette période que d'autres gros groupes de supporters comme les Irrudicibili Vallette notamment, auront de plus en plus de succès et d'influence dans la Curva Nord du stade. Ce groupe a été créé en 1990 par des habitants d'un quartier de Turin, Vallette. Ce groupe fut placé dans la Curva Nord, à l'autre bout des Fighters, et fut très bien organisé, jusqu'en 1998 où ils se renommeront les Viking et prendront le contrôle de la Curva Nord.
Le Stadio Olimpico di Torino, lorsqu'il était le stade d'intérim de la Vieille Dame, composait avec les Drughi, groupe leader de la Curva Sud, les Viking Juve, Arditi, Nucleo 1985, 06 Clan, Noi Soli, Gruppo Marche 1993 (aussi connus sous le nom de GM), Bruxelles Bianconera (composés de supporters de Belgique et du Luxembourg), Gruppo Homer (aussi connu sous le nom de GH), Assiduo Sostegno et les Bravi Ragazzi (composé d'anciens Irriducibili). Les Fighters, plus grand groupe d'ultras, étaient à la Curva Nord, et changèrent pour le nom de Tradizione Bianconera en 2005.

### Rivalités et jumelages

#### Clubs rivaux
| - Torino FC - Inter Milan - Milan AC |  | - ACF Fiorentina - Genoa CFC - SSC Naples |  | - Novare Calcio - AS Roma |

| \| Fiorentina Genoa Inter Milan Naples Novare Roma Torino \| Les clubs rivaux de la Juventus. |
| Fiorentina Genoa Inter Milan Naples Novare Roma Torino                                        |

La Juventus s'étant rapidement dès sa création montrée compétitive, d'abord dans le Piémont, puis plus tard au niveau national, elle entretint donc bien entendu tout au long de son histoire des rivalités avec d'autres équipes du pays plus ou moins fortes selon l'époque (selon les cycles en cours) avec les clubs forts du moment, donnant lieu à des rivalités aussi bien sur le plan sportif et médiatique qu'historique.
La Juventus FC entretient une grande rivalité avec deux clubs, dont le premier étant avec l'autre club de la ville de Turin, le Torino Football Club. Le derby entre les deux clubs est appelé le derby della Mole (en référence à la Mole Antonelliana, monument en maçonnerie de 167,5 m qui symbolise la ville de Turin), ou également le derby de Turin (en italien : Derby di Torino). Cette rivalité existe depuis la création du Torino FC en 1906, l'importance de ce derby étant accentuée par le fait que les deux clubs sont directement liés de par leur histoire. En effet, la rivalité locale est renforcée par le fait que le Torino a été créé par un ex-président juventino, Alfredo Dick, qui fut forcé de quitter le club, créant alors son club à couleur granata sous le nom de Foot-Ball Club Torino.

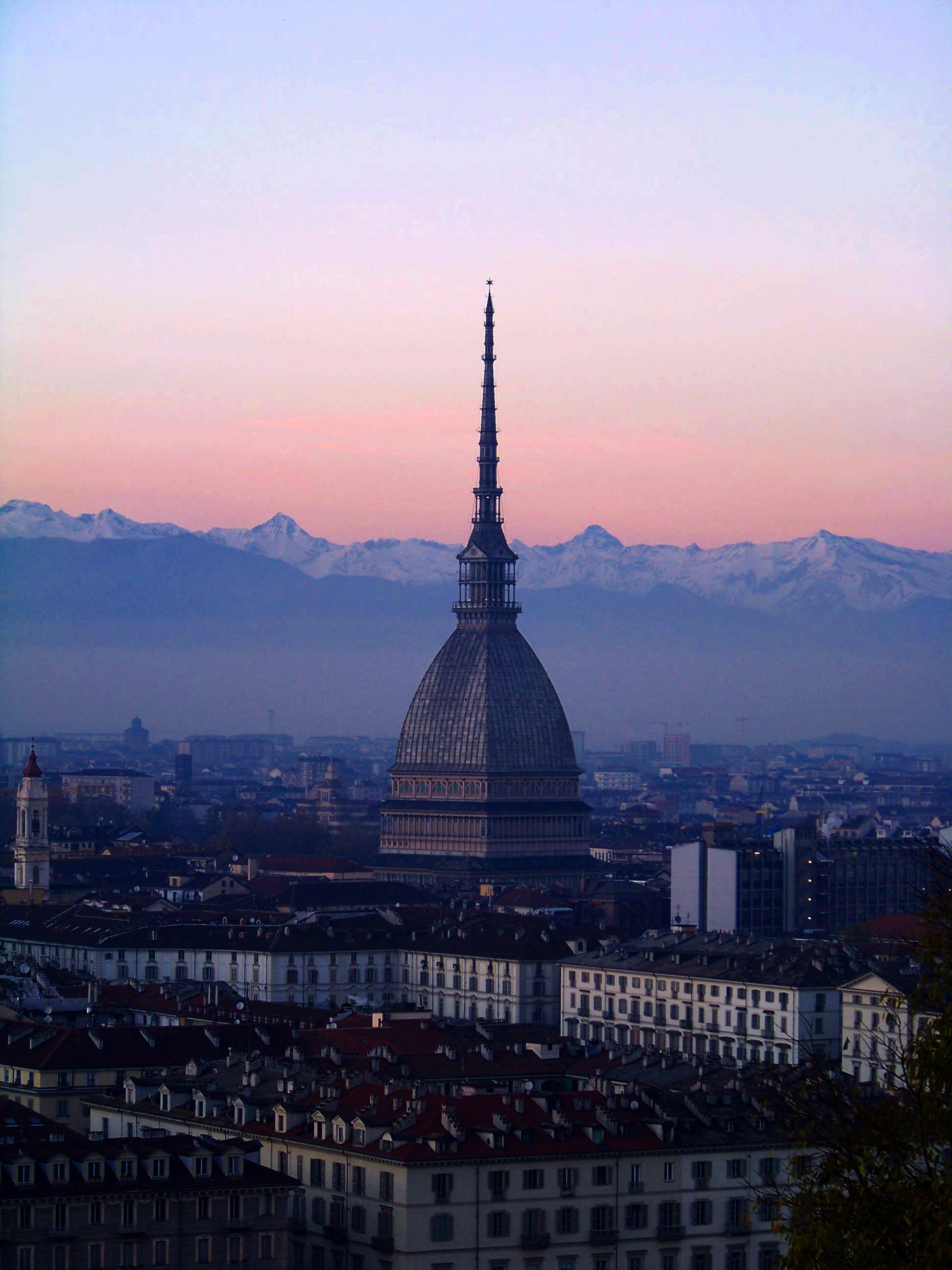
La Mole Antonelliana, symbole de la ville de Turin, donne son nom au derby avec le Torino FC.

Le premier match officiel entre les deux formations turinoises eut lieu le dimanche 13 janvier 1907 (seulement un an après la création du Torino) lors d'un match de championnat disputé au Stadio Motovelodromo Umberto I, match qui se solda par une victoire du Toro par 2 buts à 1 (c'est d'ailleurs durant un derby turinois que la Juve enregistra la plus lourde défaite de son histoire, un 8-0 à domicile le 16 novembre 1911).
L'antagonisme est aussi lié à l'image des deux clubs. La Vieille Dame est la propriété des industriels Agnelli depuis les années 1920 et fut longtemps vue comme l'équipe de la bourgeoisie, bien que par la suite, les nombreux ouvriers originaires du Mezzogiorno travaillant pour la Fiat se rallièrent vite à sa cause. En face, le Toro revendique quant à lui avec fierté un esprit « plus turinois et piémontais », ainsi que plus prolétaire et populaire, dans une ville un peu plus acquise à la cause du Torino, la Juve, elle, étant plus soutenue dans le reste du pays qui entretient aussi une certaine défiance à son égard.
L'autre grand derby qui occupe les médias et les supporters en Italie est le derby d'Italia (en français: Derby d'Italie) contre le club de l'Inter de Milan, situé en Lombardie (région historiquement rivale du Piémont dans cette partie de l'Italie du nord).
La première confrontation de l'histoire entre les deux équipes eut lieu le dimanche 14 novembre 1909 (un an et demi après la création de l'Inter) lors d'un match au Stadio di Corso Sebastopoli comptant pour le championnat 1909-1910, se soldant sur une victoire 2 buts à 1 pour les turinois. Le derby est nommé ainsi car, selon certaines sources, la Juve et l'Inter sont les deux plus grands fournisseurs d'internationaux, ainsi que les deux clubs les plus titrés du pays.
Cette rivalité (donnant lieu à un des matchs les plus intenses et suivis d'Europe) prend sa source dans les années 1960 mais s'accentue véritablement à partir des années 1990 et la remontée en puissance de l'Inter. Elle atteint son paroxysme à la suite de la rétrogradation en deuxième division des bianconeri et de l'annulation de leurs deux Scudetti de 2005 et 2006, ce dernier ayant été donné sur tapis vert à l'Inter. Cet épisode accentua une haine déjà présente que se vouent les supporters des deux équipes, ceux de l'Inter considérant la Juve comme un club de tricheurs (à cause de l'épisode du procès du Calciopoli, appelé par certains fans de la Vieille Dame le Farsopoli,,), tandis que les fans juventini qualifient l'Inter comme un club de voleur, car étrangement blanchit de tout soupçons lors de l'affaire, et considérant leurs récents titre comme une imposture, ayant eu besoin des problèmes des uns (en partie la descente en Serie B de la Juventus) pour enfin pouvoir s'imposer en championnat.
Il existe également une rivalité avec un autre grand d'Italie, le Milan AC,, les deux équipes se montrant très tôt compétitives, et ce dès leur création. Cette rivalité s'accentue vers la fin des années 1980 et au début des années 1990 lorsque le Milan se remet à enchaîner les victoires en Serie A et dans les compétitions européennes.
Une autre rivalité importante existe avec l'équipe du SSC Naples, (depuis les années 1980 et l'arrivée au sommet du calcio de ces derniers), perçu comme un affrontement entre le Nord et le Sud de l'Italie. Le club de Naples est souvent considéré comme le seul club méridional à pouvoir rivaliser avec la Juve, qui possède de nombreux supporters au Sud de la péninsule.
Une rivalité existe aussi avec le club toscan de la Fiorentina,, qui prend sa source dans les années 1970 et 1980, lors d'une lutte pour le Scudetto 1981-1982 ; à égalité de point à la dernière journée de championnats, la Viola termine sur un match nul à la suite d'un but refusé, alors que la Juventus remporte sa rencontre à la suite d'un pénalty accordé à un quart d'heure du terme. En 1990, le transfert de Roberto Baggio avait provoqué des émeutes dans la capitale toscane. De fréquents affrontements entre supporters des deux équipes marquent encore leurs rencontres, ravivés par les récents transferts de talents florentins vers le Piémont : Federico Bernardeschi (2017, 40 M€), Federico Chiesa (2020, 60 M€), Dusan Vlahovic (2022, 80 M€). Cette opposition se traduit aussi par des liens d'amitié entre tifosi de la Viola et du Torino FC.
Il existe également une rivalité non négligeable avec le club piémontais de Novare (dans un match appelé le Derby du Piémont,), ainsi qu'avec le club de la capitale de l'AS Roma,, très animée dans les années 1980, mais surtout avec le club génois du Genoa CFC. Ce dernier derby date des années 1900 lorsque les deux clubs étaient régulièrement à la lutte pour remporter le titre et est renforcé par la rivalité entre les deux régions.
À l'échelle européenne, une rivalité, voire parfois même une haine, existe envers le Liverpool Football Club ainsi que les clubs anglais en général. Cette rivalité, également partagée par d'autres clubs italiens, provient de l'opposition entre les deux sélections nationales, et est accentuée par le drame du Heysel survenu en 1985.

#### Club amis
- ADO La Haye (depuis 1988)[326].
- Legia Varsovie (2005-2013)[327]

Il existe des liens d'amitié et de respect entre les supporters de la Juventus et ceux d'autres clubs en Europe comme l'ADO La Haye aux Pays-Bas, ou encore le Legia Varsovie en Pologne.
Un jumelage existe également avec les supporters de la Salernitana, aussi bien pour leur rivalité avec Naples dans le Derby de Campanie que pour la forte présence de supporters de la Vieille Dame à Salerne.
Il exista également des liens entre les tifosi de la Juve et de l'US Avellino entre les années 1980 et la fin des années 1990,.

### Image
« […] Parce que la Juventus, après déjà un siècle d'histoire, est devenue une légende. Une légende qui est sortie d'un lycée de Turin, et qui a fini par conquérir neuf, dix millions de tifosi en Italie et surement autant à l'étranger, connu comme un nom, un maillot, et des couleurs connues partout dans le monde. »

— Giovanni Agnelli, Grande Storia della Juventus, 2007

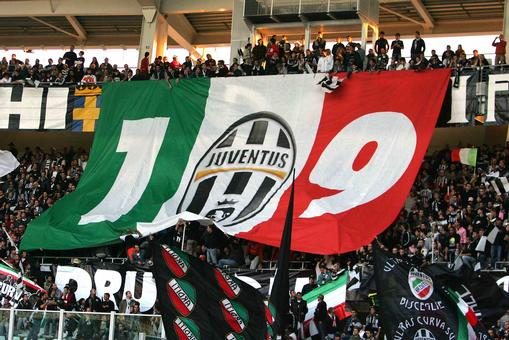
Tifo commémoratif du anniversaire de la Juventus, le 1 novembre 2006 au Stadio Olimpico di Torino.

La Juventus est un club fortement soutenu dans toute la péninsule. C'est le club le plus populaire en Italie avec environ 12 millions de supporters dans le pays (32,5 % des fans italiens) et dans le monde, totalisant plus de 170 millions de fans à travers le monde (dont 43 millions en Europe) selon un sondage d'août 2008 publié par La Repubblica. Le club est surtout très populaire dans les pays méditerranéens (Europe, Maghreb, Proche-Orient), ainsi que dans les endroits où existe une importante diaspora italienne (Amérique du Sud et du Nord, Allemagne, France, Belgique, Suisse, etc.), mais également à Malte ainsi que dans tout le sud de l'Italie, surtout en Sicile, à Naples ou en Calabre, la ville de Turin composant avec une importante immigration venue du sud du pays pour travailler dans les usines FIAT.
À noter aussi que les couleurs du club et celles du maillot de l'équipe carioca du Botafogo de Futebol e Regatas, un des plus grands clubs du Brésil, sont directement inspirées de celles de la Juve. En effet, le créateur des premiers maillots et également l'un des créateurs du club, Itamar Tavares, était devenu supporter du club de Turin lors d'un séjour en Italie pour ses études.
Le club australien des Melbourne Zebras (qui porte les mêmes couleurs que la Juventus) fut fondé en 1948 sous le nom de Brunswick Juventus par des émigrés italiens en l'honneur de la Vecchia Signora.
Le maillot du club irlandais des Wexford Youths Football Club tient également ses couleurs en hommage à celles de la Juve, le président du club, Mick Wallace, étant un fervent supporter de la Vieille Dame.
Selon un sondage Doxa publié dans le magazine L'Espresso en avril 2002, la Vieille Dame est l'équipe italienne la plus supportée en Italie : elle compterait environ 11 040 000 supporters, soit 31 % du total.

« La Juventus a été une des raisons de ma vie. J'aime cette équipe, cette société et ces couleurs. »

— Roberto Bettega
La Juventus n'est cependant pas l'équipe la plus supportée dans sa ville natale (même si la situation tend légèrement à s'équilibrer depuis les années 1990). En effet, à Turin même, la population soutient davantage l'autre club, le Torino FC, vu comme le club prolétaire populaire et représentatif du Piémont, la Juventus étant davantage liée à la bourgeoisie industrielle (famille Agnelli du groupe FIAT propriétaire du club depuis plus de 80 ans et dont le holding IFI détient majoritairement le capital).
Ce fut à partir de la première moitié des années trente (avec ses 5 titres remportés consécutivement), que le club commença à être aimé dans toute l'Italie (n'étant auparavant soutenu qu'à Turin, voir au mieux dans le Piémont). La popularité grandissante de la société bianconera selon l'historien turinois Aldo Agosti, était « le résultat d'une série particulière de facteurs: un enchaînement de succès, propice à un jeu spectaculaire, une contribution décisive aux succès de la sélection italienne ayant remporté la coupe du monde 1934, et aussi un imaginaire collectif, alimenté par une diffusion croissante des chroniques sportives au quotidien ».
Sous le fascisme désirant une centralisation du pays, la Juventus devint un des nombreux symboles de cette dualité entre la capitale et la province, cette dernière gardant un certain niveau d'admiration pour la squadra bianconera dans quelques provinces du nord, mais surtout dans les régions lointaines de Turin, dans le sud du pays.

« [...] La Juventus joue bien, gagne toujours et n'est ni lombarde, ni émilienne, ni vénète, ni toscane: elle appartient à une région [Piémont] ayant renforcée l'armée et la bureaucratie nationale: dans cette région, la capitale fut également capitale d'Italie [...] Aucune ville périphérique n'avait de haine envers eux [Turin] à l'époque des Communes [Italie non unifiée]. Elle combattait désormais les équipes décadentes du Quadrilatère [quatre régions citées plus haut] et offraient aux autres italiens la satisfaction d'humilier les principales villes qui régnaient depuis le Moyen-Âge: les romagnoles étaient ravis lorsque Bologne était battue par la Juventus tout comme certains lombards étaient ravis lorsque les milanais venaient battre Bergame, Brescia ou Crémone, ces mêmes lombards ayant leur propres équipes, et qui se voyaient être régulièrement vengés par la Juventus. »

— Gianni Brera, Storia critica del calcio italiano, 1975.